# Hamburg
Hamburg ([ˈhambʊʁk] ⓘ; regiolektal auch [ˈhambʊɪ̯ç] ⓘ; niederdeutsch Hamborg [ˈhambɔʁχ]), amtlich Freie und Hansestadt Hamburg (niederdeutsch Friee un Hansestadt Hamborg), ist als Stadtstaat ein Land der Bundesrepublik Deutschland. Der amtliche Name verweist auf die Geschichte Hamburgs als Freie Reichsstadt und als führendes Mitglied des Handelsbundes der Hanse.
Hamburg ist mit über 1,86 Millionen Einwohnern die zweitgrößte Stadt Deutschlands und die drittgrößte im deutschen Sprachraum. Mit rund 755 Quadratkilometern ist Hamburg die zweitgrößte Gemeinde Deutschlands. Das Stadtgebiet ist in sieben Bezirke und 104 Stadtteile gegliedert, darunter mit dem Stadtteil Neuwerk eine in der Nordsee gelegene Inselgruppe.
Der Hamburger Hafen zählt zu den größten Umschlaghäfen weltweit und macht Hamburg zusammen mit dem internationalen Flughafen zu einem bedeutenden Logistikstandort. Wirtschaftlich und wissenschaftlich ist die Metropole vor allem im Bereich der Luft- und Raumfahrttechnik, der Biowissenschaften und der Informationstechnik sowie für die Konsumgüterbranche und als Medienstandort bedeutend. Seit 1996 ist Hamburg zudem Sitz des Internationalen Seegerichtshofs (ISGH).
Die Speicherstadt und das benachbarte Kontorhausviertel sind seit 2015 Teil des UNESCO-Weltkulturerbes. Weitere bekannte Kulturdenkmäler und Wahrzeichen sind das Hamburger Rathaus und die fünf Hauptkirchen. Typisch für das Stadtbild sind weiterhin viele Klinkerfassaden sowie die Wassernähe mit zahlreichen Flüssen, Fleeten und Kanälen. International bekannt sind auch das Vergnügungsviertel St. Pauli mit der Reeperbahn sowie das 2017 eröffnete Konzerthaus Elbphilharmonie.

## Geographie

### Lage

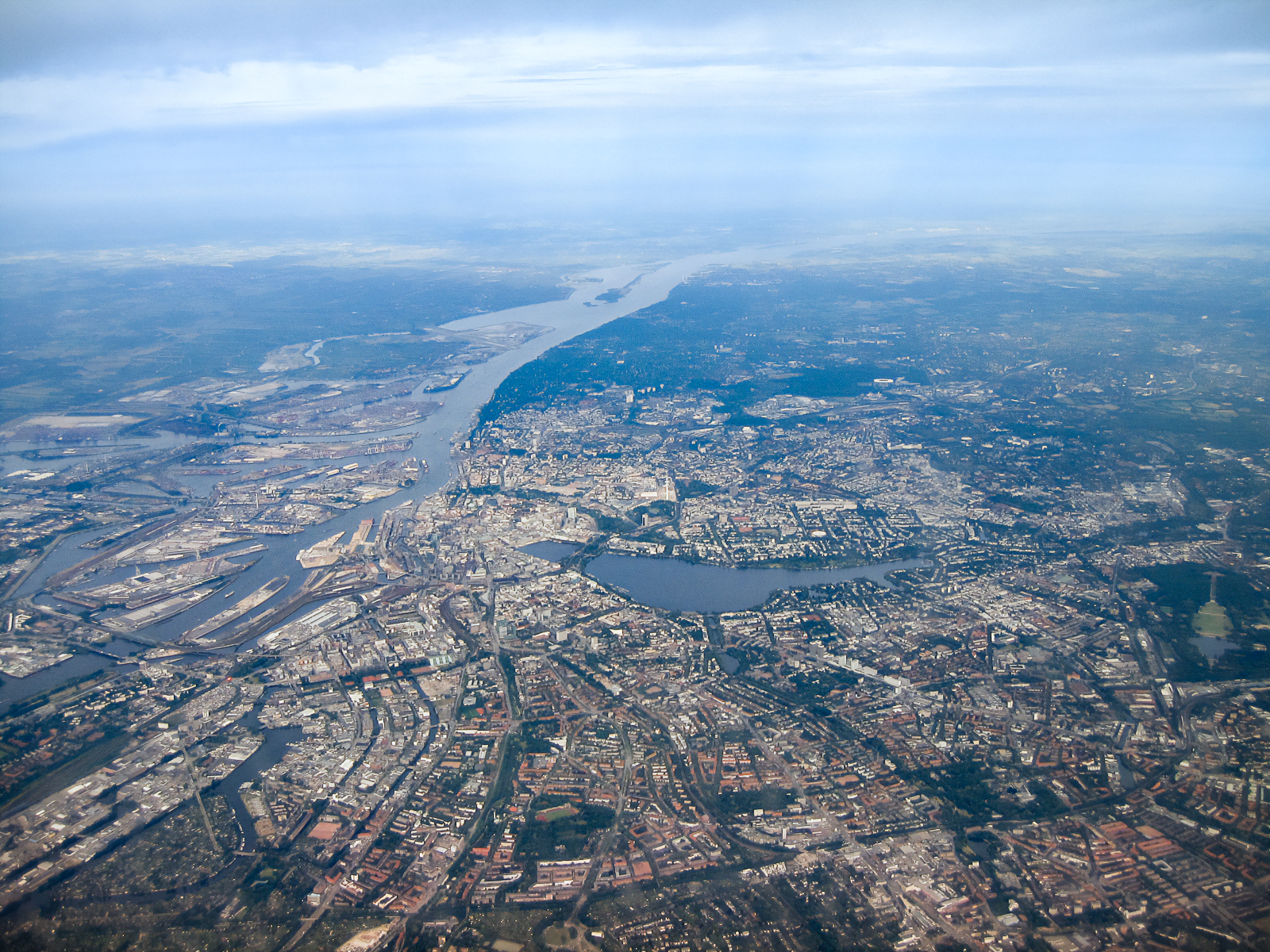
Hamburg aus Nordosten. Luftaufnahme 2005. Blick elbabwärts; links das Hafengebiet, in der Bildmitte die Binnenalster und die Außenalster.

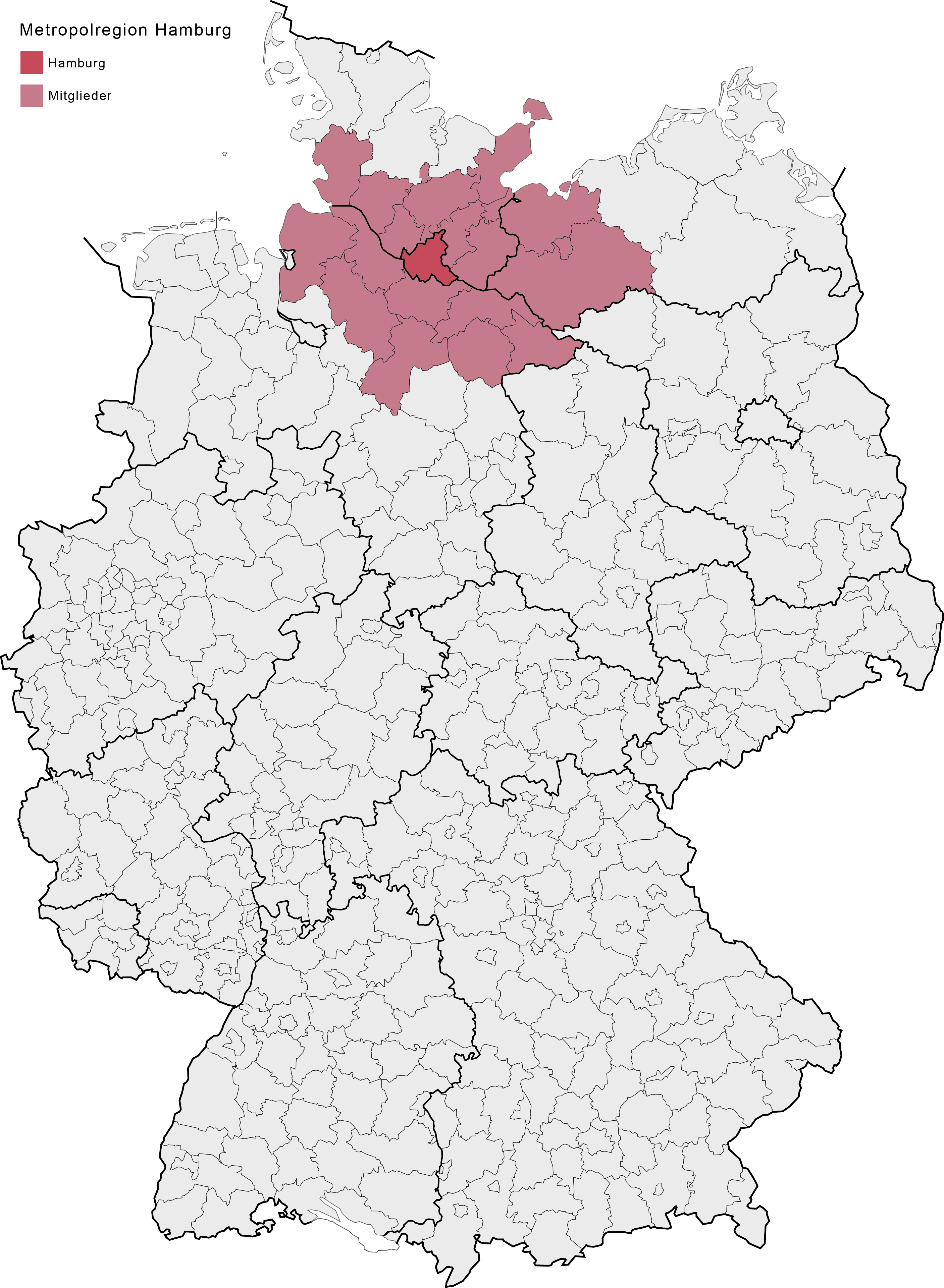
Ausdehnung der Metropolregion Hamburg ab 2017

Hamburg liegt in Norddeutschland an den Mündungen der Bille und der Alster in die Unterelbe, die etwa 100 Kilometer weiter nordwestlich in die Nordsee mündet. Nahe dieser Mündung befindet sich der aus drei Inseln bestehende Stadtteil Neuwerk. An der Elbe erstreckt sich der Tidehafen etwa von der Veddel bis Finkenwerder, hauptsächlich auf dem Südufer der Norderelbe, gegenüber den Stadtteilen St. Pauli und Altona. Die beiden Ufer sind durch die Elbbrücken im Osten sowie durch den Alten und Neuen Elbtunnel verbunden. Das Land südlich und nördlich des Flusses ist Geest, höher gelegene Flächen, die durch die Sand- und Geröllablagerungen der Gletscher während der Eiszeiten entstanden sind. Die nördlichsten Bereiche der Stadt gehören zum fruchtbaren Jungmoränenland. Die unmittelbar am Fluss liegenden Marschen wurden auf beiden Seiten der Elbe über Jahrhunderte von Nebenarmen der Elbe durchzogen und vom Flutwasser der Nordsee überschwemmt, wobei sich Sand und Schlick abgelagert haben. Inzwischen ist die Elbe beidseitig eingedeicht, Nebenarme wurden trockengelegt, umgeleitet, kanalisiert oder abgedeicht. Alte Deichanlagen erinnern in den Außenorten noch an die Zeit, als bei Hochwasser ganze Viertel überflutet waren. Höchste Erhebung ist mit 116,2 m ü. NHN der Hasselbrack in einem Nordausläufer der Harburger Berge.
Die Alster in der Innenstadt wurde schon seit dem Mittelalter zu einem See aufgestaut. Dieser teilt sich in die größere Außenalster und die kleinere, vom historischen Kern der Stadt umschlossene Binnenalster. Die Zuflüsse der Alster – wie die Alster selbst – sind im Stadtgebiet zum Teil kanalisiert. Sie sind zumeist von ausgedehnten öffentlichen Parkanlagen gesäumt. Die zahlreichen Fleete, Flüsschen und Kanäle der Stadt werden von fast 2500 Brücken überspannt. Weithin unbekannt ist, dass sich auf der größten Flussinsel der Elbe, in Wilhelmsburg, einer der letzten Tideauenwälder Europas befindet.
Hamburg grenzt im Norden an Schleswig-Holstein und im Süden an Niedersachsen. Bis auf einige kleinere „Gebietsbereinigungen“, wie den Erwerb der Insel Neuwerk und von Flurstücken beim Stauwerk Geesthacht, bestehen die heutigen Grenzen der Stadt Hamburg seit dem Groß-Hamburg-Gesetz, das am 1. April 1937 in Kraft trat. Die Stadt ist nach Berlin sowohl hinsichtlich ihrer Einwohnerzahl als auch ihrer Fläche die zweitgrößte Stadt Deutschlands.
Südlich der Binnenalster liegt das historische Zentrum der Stadt. Der geografische Mittelpunkt von Hamburg in seinen gegenwärtigen politischen Grenzen (ohne Neuwerk) ist ein Punkt im Bereich des Gymnasiums Lerchenfeld im Stadtteil Uhlenhorst. Der nördlichste Punkt Hamburgs ist die Insel Scharhörn, der östlichste Altengamme, der südlichste der Krauel und der westlichste die Insel Nigehörn. Die größte Ausdehnung der Stadt (ohne Neuwerk) in Ost-West-Richtung beträgt 39,88 km und in Nord-Süd-Richtung 42,31 km.
Die Stadt Hamburg besteht zu 92 Prozent aus Land- und zu acht Prozent aus Wasserfläche.

#### Fließgewässer
- Elbe (Unterelbe) mit Norderelbe, Süderelbe, Köhlbrand, Reiherstieg, Rethe, Dove Elbe und Gose Elbe
- Nebenflüsse der Elbe: Seevekanal, Bille, Alster, Flottbek und Este
- Nebenflüsse der Alster: Eilbek (Wandse), Osterbek, Goldbek, Isebek, Tarpenbek, Saselbek, Rodenbek, Bredenbek, Ammersbek

### Verwaltungsgliederung

#### Bezirke

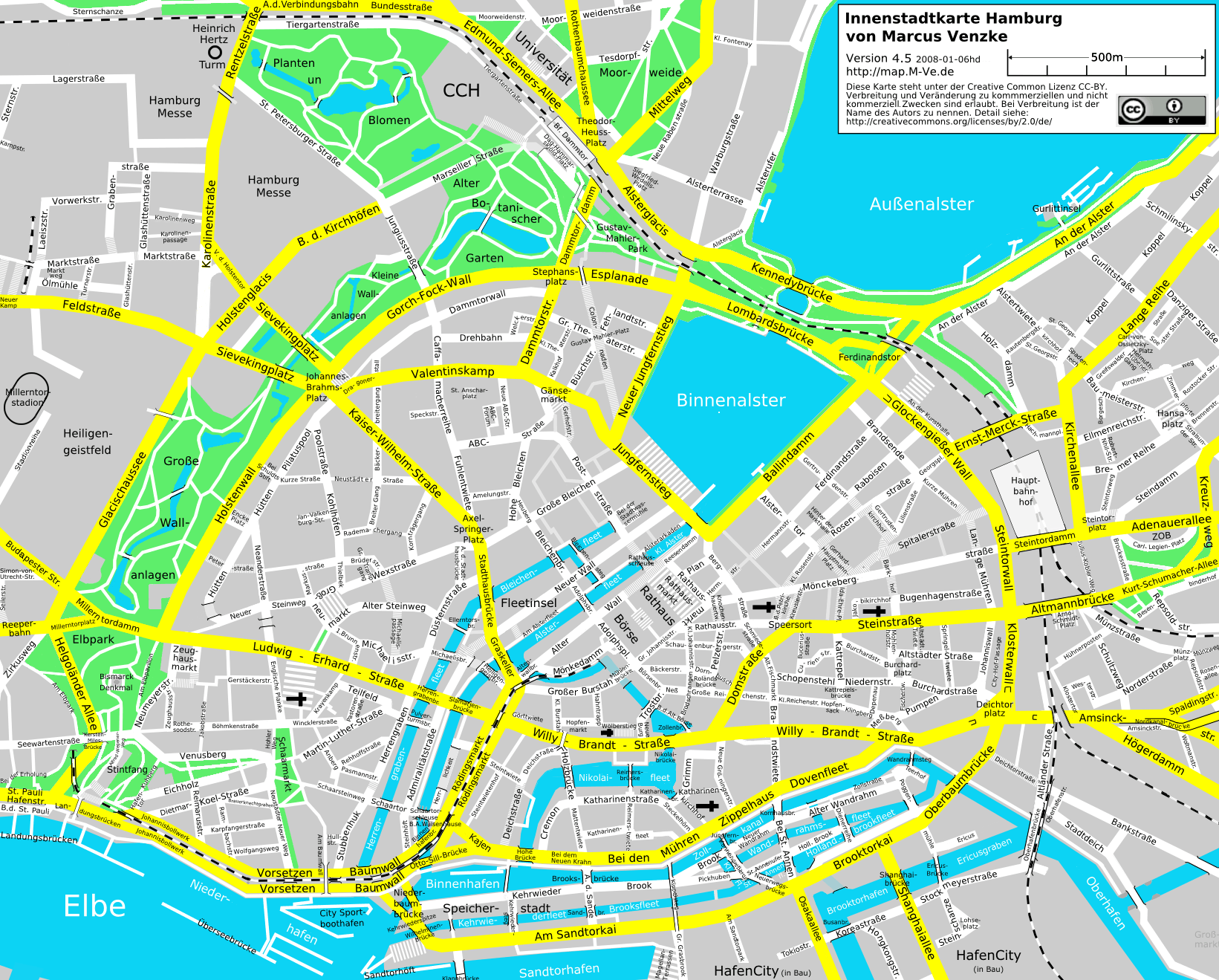
Innenstadtplan mit Binnen- und Außenalster

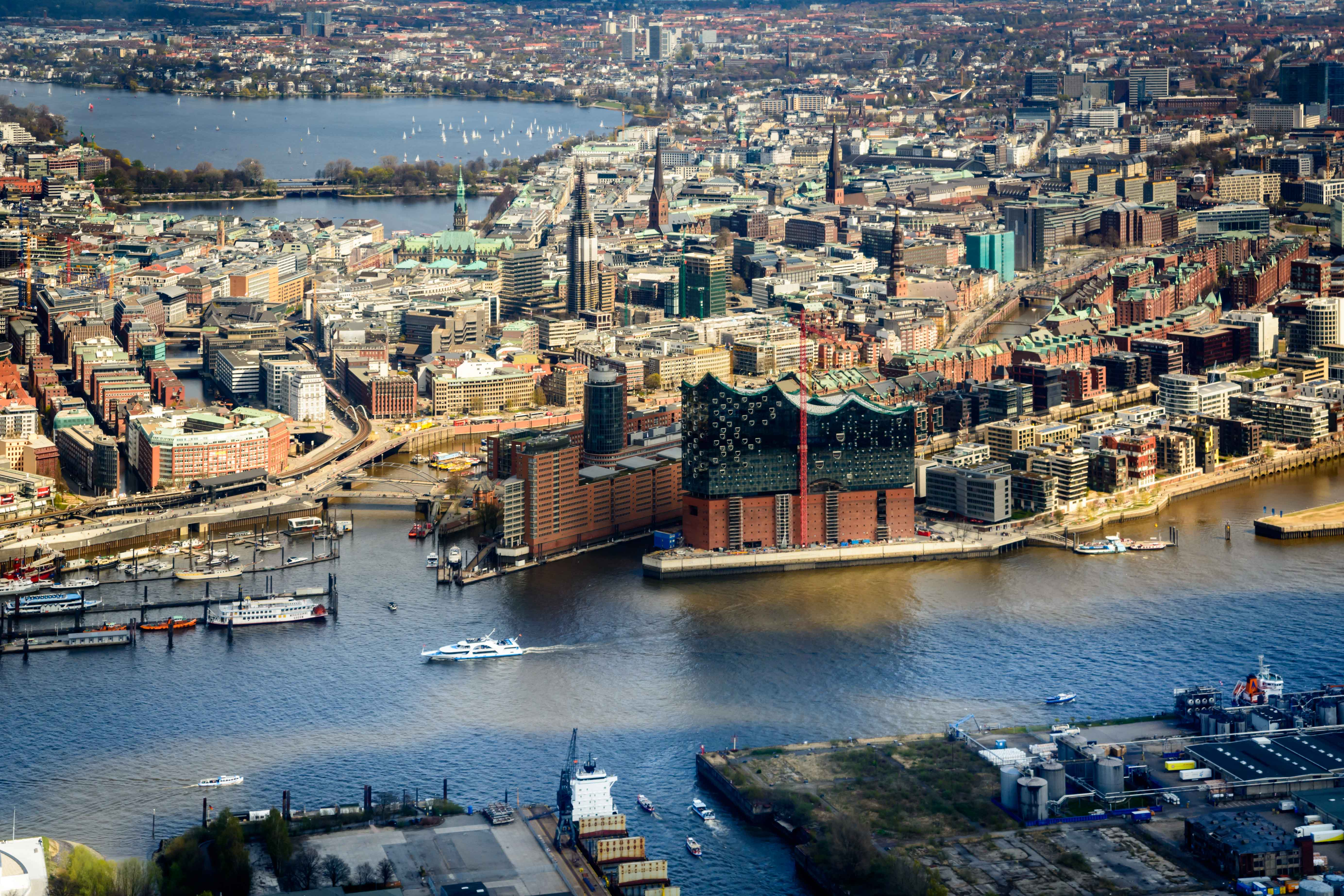
Luftaufnahme Richtung Elbphilharmonie, Rathaus und Alster

Hamburgs Landesverfassung bestimmt, dass Bezirke zu bilden sind, in denen Bezirksämtern die selbständige Erledigung übertragener Aufgaben obliegt. Die sieben Bezirke sind in insgesamt 104 Stadtteile unterteilt. Die meisten Stadtteile sind weiter in mehrere Ortsteile gegliedert, seit dem 1. Januar 2011 insgesamt 181. Einige Stadtteile im Kernbereich der Bezirke wurden bis 2008 direkt vom betreffenden Bezirksamt verwaltet, für die anderen Stadtteile der Bezirke gab es jeweils ein eigenes Ortsamt; insgesamt waren 13 Ortsämter eingerichtet. Anfang 2008 wurden durch eine Gebietsreform die Grenzen einzelner Stadtteile und Bezirke neu gezogen. So fiel der Stadtteil Wilhelmsburg vom Bezirk Harburg an Mitte, und die Stadtteile Sternschanze im Bezirk Altona und HafenCity im Bezirk Hamburg-Mitte wurden neu geschaffen.
| Nr. | Bezirk                       | Einwohner A1 | Fläche in km² | Flächenanteil in Prozent | Einwohner je km² |
| --- | ---------------------------- | ------------ | ------------- | ------------------------ | ---------------- |
| 1   | Hamburg-Mitte                | 314.797      | 142,2         | 18,8                     | 2214             |
| 2   | Altona                       | 281.136      | 077,9         | 10,3                     | 3609             |
| 3   | Eimsbüttel                   | 277.656      | 049,8         | 06,6                     | 5575             |
| 4   | Hamburg-Nord                 | 331.291      | 057,8         | 07,7                     | 5732             |
| 5   | Wandsbek                     | 456.412      | 147,5         | 19,5                     | 3094             |
| 6   | Bergedorf                    | 134.263      | 154,8         | 20,5                     | 0.867            |
| 7   | Harburg                      | 178.341      | 125,2         | 16,6                     | 1424             |
|     | Freie und Hansestadt Hamburg | 1.973.8960.  | 755,2         | 100,00                   | 2614             |

#### Exklaven

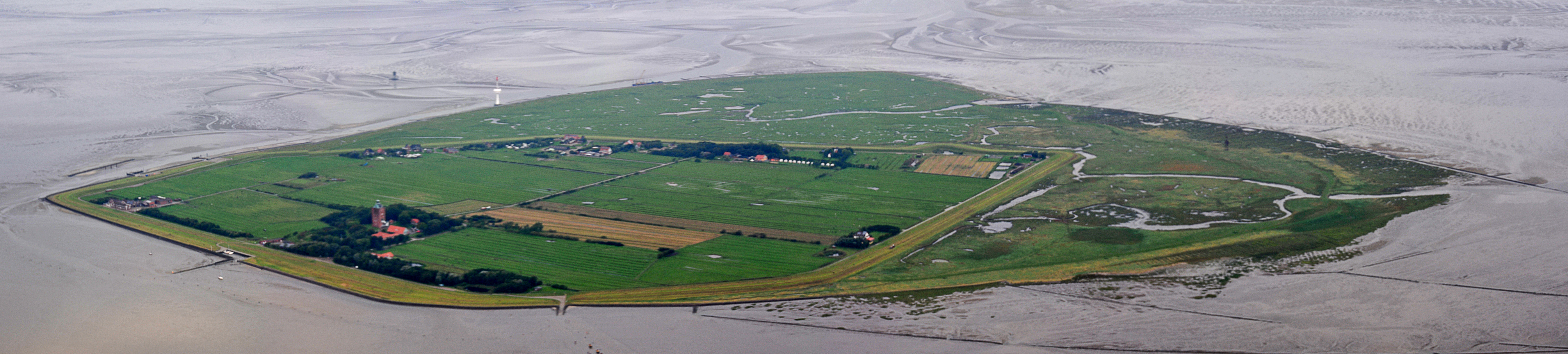
Insel Neuwerk

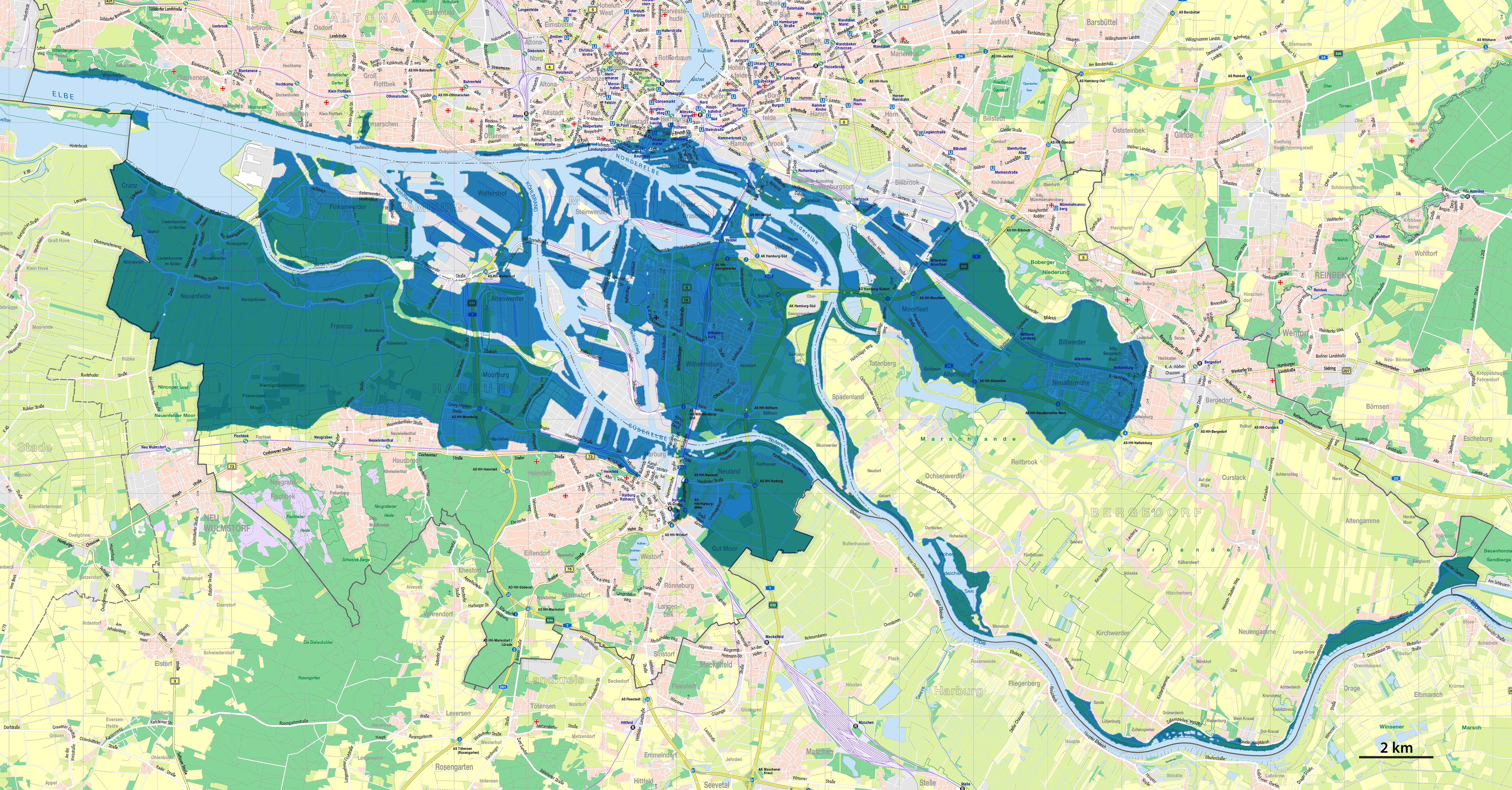
In Hamburg überflutetes Gebiet bei der Sturmflut 1962

Hamburg verfügt über mehrere Exklaven. Zu Hamburg gehören die Nordseeinseln Neuwerk, Scharhörn und Nigehörn sowie der Nationalpark Hamburgisches Wattenmeer, der 2011 zum Gebiet des Weltnaturerbes des Wattenmeeres der Nordsee hinzukam. Als Stadtteil Hamburg-Neuwerk gehören sie zum Bezirk Hamburg-Mitte, der deshalb nördlichster und westlichster Bezirk Hamburgs ist. Die Volksdorfer Buschwiese ist eine Hamburger Exklave, mit einer Fläche von 0,8 Hektar, die vollständig vom Gebiet der Gemeinde Ammersbek in Schleswig-Holstein umschlossen ist und zum Bezirk Wandsbek gehört.

#### Nachbarstädte und Gemeinden
Folgende Städte und Gemeinden grenzen an die Stadt Hamburg; sie werden im Uhrzeigersinn beginnend im Nordwesten genannt:
- in Schleswig-Holstein:
  - im Kreis Pinneberg (PI): Wedel, Appen, Pinneberg, Schenefeld, Halstenbek, Rellingen, Ellerbek (Amt Pinnau) und Bönningstedt
  - im Kreis Segeberg (SE): Norderstedt
  - im Kreis Stormarn (OD): Tangstedt (Stormarn), Jersbek (Amt Bargteheide-Land), Ammersbek, Ahrensburg, Stapelfeld (Amt Siek), Barsbüttel, Oststeinbek, Glinde und Reinbek
  - im Kreis Herzogtum Lauenburg (RZ): Wentorf bei Hamburg, Börnsen und Escheburg (beide Amt Hohe Elbgeest) und Geesthacht
- in Niedersachsen:
  - im Landkreis Harburg (WL): Drage (Samtgemeinde Elbmarsch), Winsen (Luhe), Stelle, Seevetal, Rosengarten und Neu Wulmstorf
  - im Landkreis Stade (STD): Jork
  - im Landkreis Cuxhaven (CUX): Cuxhaven (Festland bei Neuwerk)

### Klima
Hamburg liegt in der kühlgemäßigten Klimazone und ist durch ein Seeklima geprägt. Aufgrund der durch vorherrschende Westwinde maritimen Einflüsse ist das Klima im Winter milder, im Sommer kühler als im östlichen Hinterland.
Die Jahresdurchschnittstemperatur beträgt 9,4 Grad Celsius. Der wärmste Monat ist der Juli mit durchschnittlich 18,1 Grad Celsius, der kälteste der Januar mit 1,6 Grad Celsius. Temperaturen um die 28 Grad Celsius sind im Hochsommer keine Seltenheit. An der Wetterstation Neuwiedenthal wurde ein Maximalwert von 40,1 Grad Celsius (20. Juli 2022) gemessen. Das absolute Temperaturminimum liegt bei −29,1 Grad Celsius, gemessen am 13. Februar 1940. Das Klima ist ganzjährig feucht. Im Laufe eines Jahres fallen durchschnittlich 773 Millimeter Niederschlag, an durchschnittlich 52 Tagen im Jahr herrscht Nebel. Der meiste Regen fällt in den 31 Tagen, die um den 29. Juni liegen; der wenigste fällt um den 16. April herum. Im Winterhalbjahr kann es sehr stürmisch werden. Sprichwörtlich ist das Hamburger Schmuddelwetter (regional Schietwedder genannt).
|                       | Jan  | Feb  | Mär  | Apr  | Mai  | Jun  | Jul  | Aug  | Sep  | Okt  | Nov  | Dez  |   |       |
| Mittl. Tagesmax. (°C) | 3,5  | 4,4  | 8,0  | 12,3 | 17,5 | 19,9 | 22,1 | 22,2 | 17,9 | 13,0 | 7,5  | 4,6  | ⌀ | 12,8  |
| Mittl. Tagesmin. (°C) | −1,4 | −1,2 | 1,1  | 3,3  | 7,4  | 10,5 | 12,7 | 12,5 | 9,6  | 6,0  | 2,4  | 0,0  | ⌀ | 5,3   |
|                       |      |      |      |      |      |      |      |      |      |      |      |      |   |       |
| Niederschlag (mm)     | 64,4 | 42,4 | 62,9 | 45,6 | 53,7 | 76,9 | 74,7 | 73,0 | 68,4 | 63,6 | 69,4 | 77,7 | Σ | 772,7 |
|                       |      |      |      |      |      |      |      |      |      |      |      |      |   |       |
| Sonnenstunden (h/d)   | 1,4  | 2,2  | 3,4  | 5,2  | 7,0  | 7,2  | 6,7  | 6,7  | 4,6  | 3,2  | 1,7  | 1,1  | ⌀ | 4,2   |
|                       |      |      |      |      |      |      |      |      |      |      |      |      |   |       |
| Regentage (d)         | 12,1 | 9,2  | 11,3 | 8,9  | 9,6  | 11,3 | 11,4 | 10,2 | 10,8 | 10,5 | 11,7 | 12,4 | Σ | 129,4 |
|                       |      |      |      |      |      |      |      |      |      |      |      |      |   |       |
| Luftfeuchtigkeit (%)  | 87   | 84   | 80   | 75   | 71   | 72   | 75   | 76   | 81   | 84   | 86   | 87   | ⌀ | 79,8  |

| −1,4 |

| −1,2 |

| 1,1 |

| 3,3 |

| 7,4 |

| 10,5 |

| 12,7 |

| 12,5 |

| 9,6 |

| 6,0 |

| 2,4 |

| 0,0 |

| −1,4 |

| −1,2 |

| 1,1 |

| 3,3 |

| 7,4 |

| 10,5 |

| 12,7 |

| 12,5 |

| 9,6 |

| 6,0 |

| 2,4 |

| 0,0 |

### Umwelt
Die Umweltsituation ist und war in Hamburg häufig Gegenstand heftiger Auseinandersetzungen. Regelmäßig ist die für zahlreiche Einwohner gesundheitsgefährdende Belastung durch Lärm aufgrund des Straßen-, Bahn- und Luftverkehrs ein Thema. Hamburg hat einen hohen Kraftfahrzeuganteil an den Wegen der Einwohner und ein hohes Pendleraufkommen, das ebenfalls zu einem erheblichen Anteil mit Kraftfahrzeugen erfolgt. Die Stadt hat keine Umweltzone, anders als die meisten anderen deutschen Ballungsgebiete. Bei der Luftverschmutzung kommen zu den für Großstädte typischen Belastungen aus Heizungen, Stromerzeugung, drei Müllverbrennungsanlagen und Autoverkehr weitere Belastungen durch hafenbezogenen Schiffsverkehr und Industrie, hier auch mit Geruchsbelästigungen, hinzu.
Hamburg hat seit 1978 eine Behörde, die das Wort „Umwelt“ in ihrem Namen trägt. Sie bewarb sich für die Stadt erfolgreich um den Titel Umwelthauptstadt Europas, den Hamburg 2011 führen durfte, was bei Umweltverbänden kritisch bewertet wurde.

#### Naturschutz
Debatten gab es Anfang der 2000er-Jahre um die Erweiterung bei Airbus und im Zusammenhang damit das teilweise Verfüllen des Mühlenberger Lochs und bis 2008 um den Neubau des Kohlekraftwerks Moorburg. Bundesweit bekannt geworden sind Umweltskandale wie die Dioxin-Verseuchung des Boehringer-Geländes in Billbrook und der Giftberg mit Dioxin und Parathion in Georgswerder Anfang der 1980er-Jahre sowie die Probleme mit belastetem oder giftigem Elbschlick, unter anderem in Altenwerder. Zudem ist die Elbvertiefung ein Streitpunkt in der Hamburger Politik.

#### Luft
Bis zum Jahr 2000 ging die Luftverschmutzung mit Stickstoffdioxid (NO2) stetig zurück. Dies wurde auf die verbindliche Einführung des Katalysators und die Erneuerung der Kraftfahrzeugflotte zurückgeführt. Seitdem blieb die Belastung auf dem erreichten Niveau oder stieg an einigen Stationen wieder an. Wegen der Überschreitung der NO2-Grenzwerte wurde 2004 erstmals ein Luftreinhalteplan angeordnet, der Maßnahmen beinhaltete, die eine Einhaltung der NO2-Grenzwerte auf Dauer sicherstellen sollten.
Die weiterhin anhaltenden NO2-Grenzwertüberschreitungen führten im Jahr 2012 zu einer Fortschreibung des Hamburger Luftreinhalteplans. Außerdem konnte die Zahl der pro Kalenderjahr erlaubten 35 Überschreitungen des Tagesmittelgrenzwertes für Feinstaub (PM10) in den Jahren 2005 und 2006 erstmals nicht eingehalten werden. Die erste Fortschreibung des Hamburger Luftreinhalteplans enthält deshalb verschiedene Maßnahmen zur Reduktion der Schadstoffe Stickstoffdioxid und Feinstaub.
Aufgrund von weiterhin anhaltenden Grenzwertüberschreitungen bei Stickstoffdioxid wurde die Stadt durch ein Urteil des Verwaltungsgerichts Hamburg vom 5. November 2014 (Aktenzeichen 9 K 1280/13) verpflichtet, „den derzeit gültigen Luftreinhalteplan so zu ändern, dass dieser die erforderlichen Maßnahmen zur schnellstmöglichen Einhaltung des über ein Kalenderjahr gemittelten Immissionswertes für NO2 von 40 μg/m³ enthält.“ Die zweite Fortschreibung des Luftreinhalteplans, in Kraft getreten am 30. Juni 2017, dient insbesondere der Umsetzung dieses Urteils.

#### Klimawandel

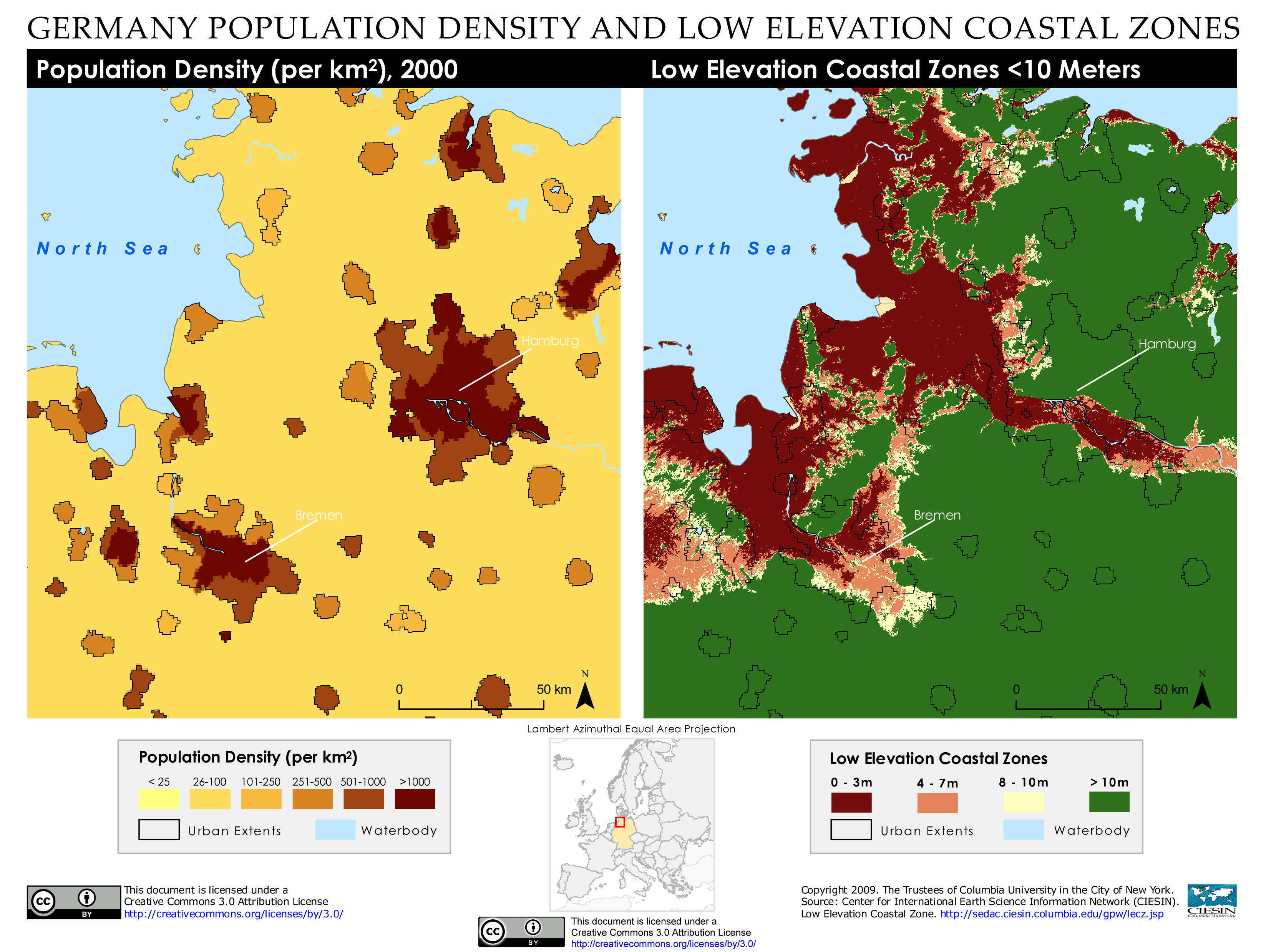
Bevölkerungsdichte und Höhe über dem Meeresspiegel rund um Hamburg. Hamburg ist besonders anfällig für den Anstieg des Meeresspiegels.

In Hamburg führt die globale Erwärmung zu einer größeren Zahl von Sommertagen, heißen Tagen und tropischen Nächten, was Auswirkungen auf Arbeitsproduktivität, Konzentrationsfähigkeit und die Gesundheit der Stadtbevölkerung hat. Der größere Rückgang an für die Landwirtschaft bedeutenden Frost- und Eistagen hat für Hamburg als Stadt weniger Relevanz. Bezüglich der Entwicklung der Niederschlagsmengen liegen bislang keine ausreichenden Daten vor. Der Anstieg des Meeresspiegels wird voraussichtlich zu einem erhöhten Sturmflutrisiko und mehr Sedimenten und einer Verschiebung der Brackwasserzone in der Elbe führen.
Die Stadtverwaltung beobachtet diese Folgen des Klimawandels auf der Grundlage eines „Klimaplans“, um sie zu bewerten und Anpassungsmaßnahmen zu treffen.
Der durch den Klimawandel verursachte Anstieg des Meeresspiegels stellt für Hamburg ein besonderes Problem dar. Der Geologe Peter D. Ward beschreibt die Folgen des Anstiegs des Meeresspiegels für Hamburg von etwa 1,5 Metern bis zum Jahr 2100. Die Wissenschaft geht von einem fortlaufenden Anstieg des Meeresspiegels aus. Alle „Klimapläne“ mit Anpassungsmaßnahmen beinhalten einen bestimmten maximalen Anstieg. Aktuell gibt es für Hamburg keine Pläne für den fortlaufenden Anstieg.

## Geschichte
Die ältesten festen Behausungen datieren auf das 4. Jahrhundert v. Chr. für die Ortschaft, die von dem antiken Wissenschaftler Claudius Ptolemäus noch als Treva bezeichnet wurde. Vom 4. bis ins 6. Jahrhundert siedelten sich Sachsen im nordelbischen Raum an.
Im 8. Jahrhundert entstand die Hammaburg, in der Karl der Große im Jahr 810 eine Taufkirche errichten ließ, um den heidnischen Norden zu missionieren. 831 begründete Ludwig der Fromme hier ein Bistum, das kurze Zeit später zum Erzbistum wurde. Doch schon kurz nach der Reichsteilung von Verdun 843 überfielen Wikinger die Region, später die slawischen Abodriten, der Erzbischof verlegte seinen Amtssitz nach Bremen.

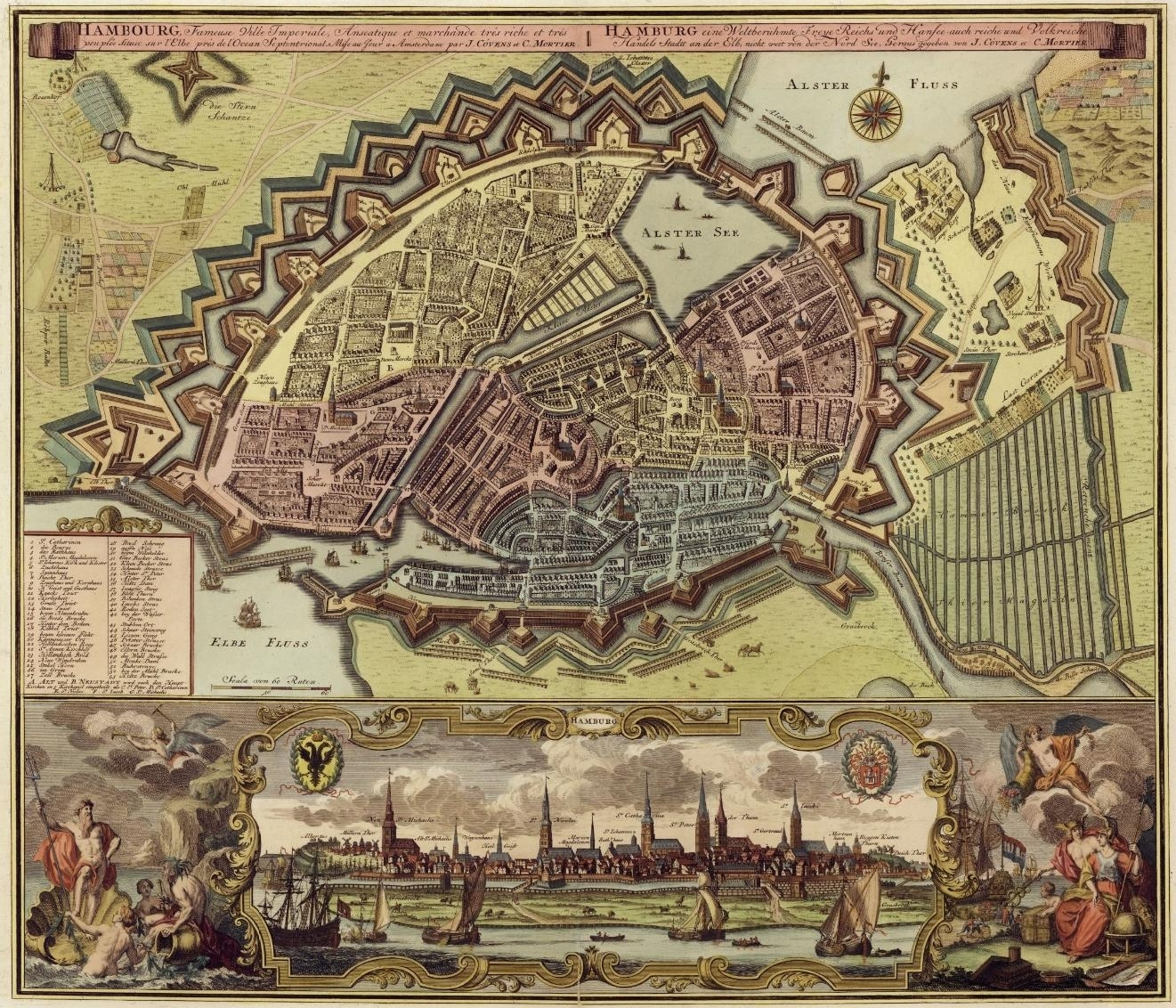
Hamburg im Jahr 1730

Graf Adolf III. von Schauenburg und Holstein war im 12. Jahrhundert der Gründer einer Handels- und Marktsiedlung am westlichen Alsterufer. Durch das angeblich von Kaiser Friedrich I. Barbarossa 1189 verliehene Hafenrecht an diese Siedlung und die Handelsprivilegien für die ganze Unterelbe entwickelte sich die Stadt im Mittelalter zu einem florierenden Handelszentrum und galt mit ihren zeitweilig 600 Brauereien als „Brauhaus der Hanse“. Im 14. Jahrhundert entwickelte sich Hamburg als eines der ersten Mitglieder des Kaufmannsbundes Hanse zum wichtigsten deutschen Umschlag- und Stapelplatz zwischen Nord- und Ostsee. Ab 1510 galt Hamburg endgültig als Reichsstadt. 1558 wurde die Hamburger Börse als eine der ersten Deutschlands eröffnet, im Jahre 1678 unter dem Namen Opern-Theatrum die erste deutsche Oper am Gänsemarkt. Zur Reformationszeit wurde der Stadtstaat ohne Blutvergießen evangelisch. Die Stadt Hamburg erlebte ihre kulturelle Blüte vor allem im 17. und 18. Jahrhundert unter anderem mit der Gründung des Hamburgischen Nationaltheaters (1767).
Auch nach dem Niedergang der Hanse und während der Aufklärung und der Industrialisierung blieb die Stadt neben Berlin das bedeutendste Wirtschaftszentrum Norddeutschlands. Hamburg blieb von den Auswirkungen des Dreißigjährigen Krieges verschont und konnte ihn zum Vorteil nutzen, um seine Vormachtstellung im Handel auszubauen. In ihrer wechselvollen Geschichte unterstand die Stadt der dänischen Königskrone (aber nie von Hamburg formal anerkannt), war Teil des Heiligen Römischen Reiches deutscher Nation und Hauptstadt des Départements Elbmündung (Département des Bouches de l’Elbe) im französischen Kaiserreich (Hamburger Franzosenzeit). 1813–1814 wurde Hamburg vom russischen General Bennigsen belagert. Als Freie Stadt trat es 1815 nach dem Wiener Kongress dem Deutschen Bund bei. 1867 wurde es Mitglied des von Otto von Bismarck initiierten Norddeutschen Bundes und blieb 1871 Gliedstaat des nun in Deutsches Reich umbenannten Bundesstaates.
Besondere Ereignisse der Neuzeit waren der große Hamburger Brand 1842, die Choleraepidemie 1892, der erhebliche Flächen- und Bevölkerungszuwachs 1937/38 durch das Groß-Hamburg-Gesetz, die Bombardierungen im Zweiten Weltkrieg 1943, die Zerstörung der jüdischen Gemeinde (→ Geschichte der Juden in Hamburg), die Errichtung des Konzentrationslagers Neuengamme und seiner zahlreichen Nebenlager im Stadtgebiet, die kampflose Übergabe an die englischen Truppen am 3. Mai 1945, die Sturmflut 1962, die Anbindung an das internationale Straßennetz und den Flugverkehr (Finkenwerder und Fuhlsbüttel), die Veränderung im Hafen und die Auseinandersetzungen um die Hafenstraße in den 1980er-Jahren.

## Bevölkerung

### Bevölkerungsentwicklung

Bevölkerungsentwicklung Hamburgs von 1871 bis 2017

Den bislang höchsten Einwohnerstand mit (gemäß Melderegister) 1,899 Millionen erreichte Hamburg im Jahre 2019, zuvor war der Höchststand mit 1,86 Millionen im Jahre 1964. Allerdings liegt seit dem Zensus 2011 die amtlich fortgeschriebene Bevölkerungszahl um ca. 50.000 niedriger (Stand 31. Dezember 2019). In den folgenden Jahren war die amtlich fortgeschriebene Bevölkerungszahl des Statistischen Amts für Hamburg und Schleswig-Holstein auf 1.892.122 zum 31. Dezember 2022 gestiegen.
Nach 1964 führte Stadtflucht (Suburbanisierung) zu einem Bevölkerungsrückgang bis 1986 auf rund 1,6 Millionen Einwohner. Seitdem ist die Bevölkerungszahl auf 1,81 Millionen (Dezember 2016) angestiegen.
2010 und 2011 wurden in Hamburg erstmals seit Jahrzehnten wieder Geburtenüberschüsse verzeichnet. 2010 brachten Frauen in Hamburg 17.377 Kinder zur Welt, 2011 waren es 17.125. Dem standen 2010 17.060 und 2011 ebenfalls 17.060 Sterbefälle gegenüber. Daraus ergab sich 2011 ein positiver Saldo von 65 Einwohnern. Außerdem sorgten 93.466 Zuzüge bei nur 81.231 Fortzügen zu einer Bevölkerungszunahme von 12.235 Einwohnern gegenüber 2010.
Die durchschnittliche Lebenserwartung lag im Zeitraum 2015/17 bei 78,5 Jahren für Männer und bei 83,2 Jahren für Frauen. Die Männer und Frauen belegen damit unter den deutschen Bundesländern jeweils Rang 5.

### Bevölkerungsgruppen
| Nationalität | Staatsangehörigkeit der Einwohner | Bevölkerung mit Migrationshintergrund |
| ------------ | --------------------------------- | ------------------------------------- |
| Türkei       | 0.043.971                         | 0.096.388                             |
| Ukraine      | 0.029.300                         | 0.035.439                             |
| Afghanistan  | 0.027.943                         | 0.055.576                             |
| Polen        | 0.027.808                         | 0.073.380                             |
| Syrien       | 0.017.937                         | 0.022.377                             |
| Rumänien     | 0.014.129                         | 0.017.902                             |
| Bulgarien    | 0.012.072                         | 0.013.982                             |
| Iran         | 0.010.770                         | 0.028.378                             |
| Russland     | 0.010.498                         | 0.033.398                             |
| Portugal     | 0.010.219                         | 0.013.694                             |
| Italien      | 0.09.475                          | 0.014.686                             |
| Ghana        | 0.08.255                          | 0.016.986                             |
| Spanien      | 0.08.056                          | 0.011.499                             |
| Indien       | 0.07.622                          | 0.010.983                             |

#### Herkunft
Ende 2022 hatten mehr als 762.000 Einwohner einen Migrationshintergrund, was etwa 39,3 Prozent aller Einwohner Hamburgs ausmacht. Dies zeigt eine Zunahme im Vergleich zu den Zahlen von 2013.
Die Anzahl der in Hamburg lebenden Ausländer, also Personen ohne deutsche Staatsangehörigkeit, hat ebenfalls zugenommen. Ende 2023 betrug diese Zahl 376.910 Einwohner.
Im Jahr 2023 wurden zudem 7.537 Personen eingebürgert. Der Anteil der Ausländer an der Gesamtbevölkerung betrug im Jahr 2022 19,2 Prozent.
Von den Einwohnern ohne deutsche Staatsangehörigkeit kamen Ende 2012 51.799 Personen aus der Türkei, 20.635 aus Polen, 11.732 aus Afghanistan und 11.081 aus dem ehemaligen Serbien und Montenegro.
Knapp über ein Drittel aller in Hamburg gemeldeten Ausländer ist Staatsangehöriger eines anderen EU-Mitgliedstaats (Stand: 31. Dezember 2021).

#### Beschäftigung
2014 waren in Hamburg insgesamt 1.193.400 Menschen erwerbstätig. 339.600 davon waren bei öffentlichen und privaten Dienstleistern, 393.100 im Handel, Verkehr, Gastgewerbe, sowie im Informations- und Kommunikationsbereich, 304.300 im Unternehmensdienstleistungsbereich (Finanzwesen, Unternehmensdienstleistungen, Grundstücks- und Wohnungswesen), 115.900 im produzierenden Gewerbe, 38.200 im Baugewerbe sowie 2.400 in der Land-, Forst- und Fischereiwirtschaft beschäftigt.

#### Einkommen

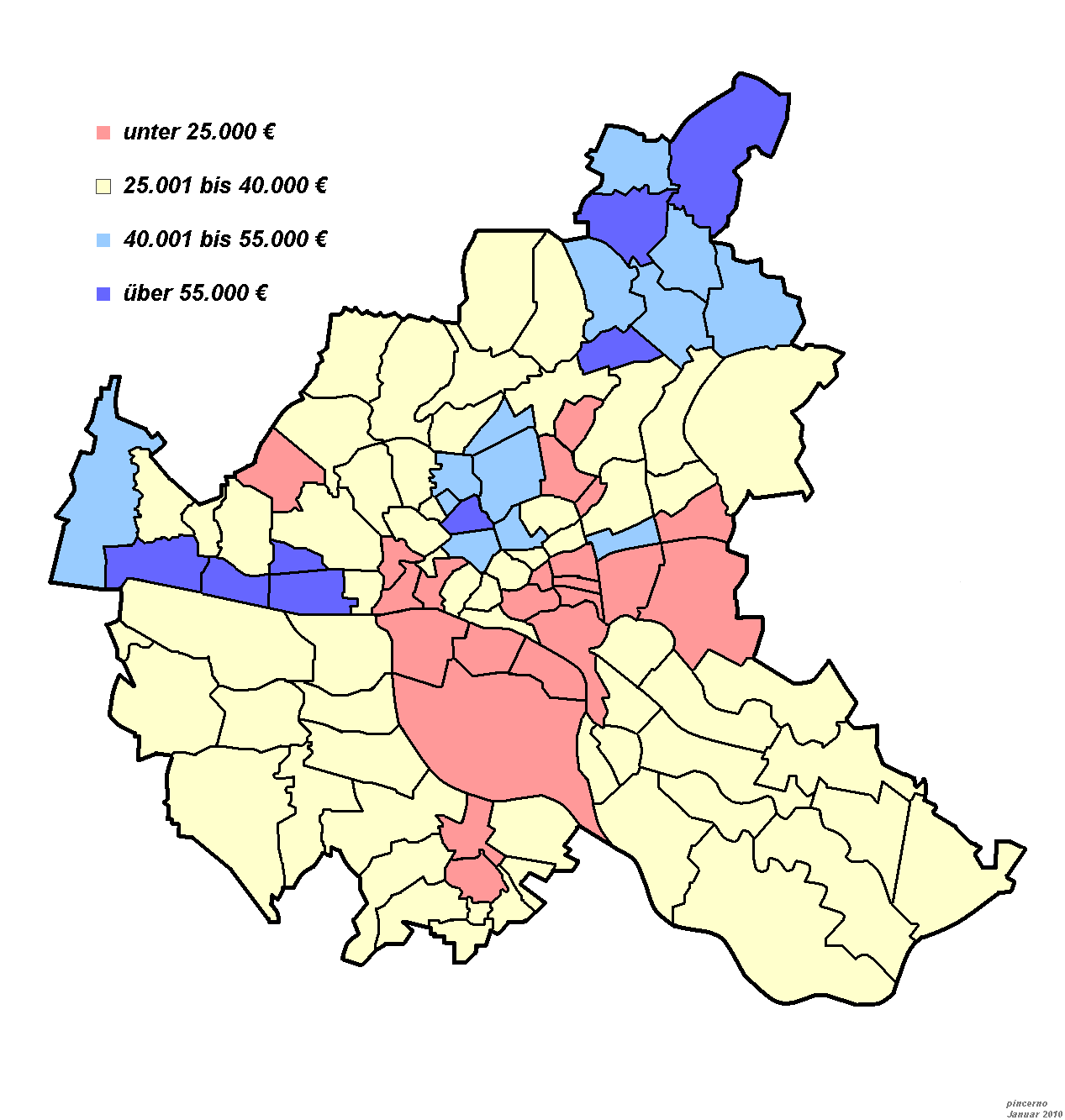
Einkommensstruktur in den Stadtteilen

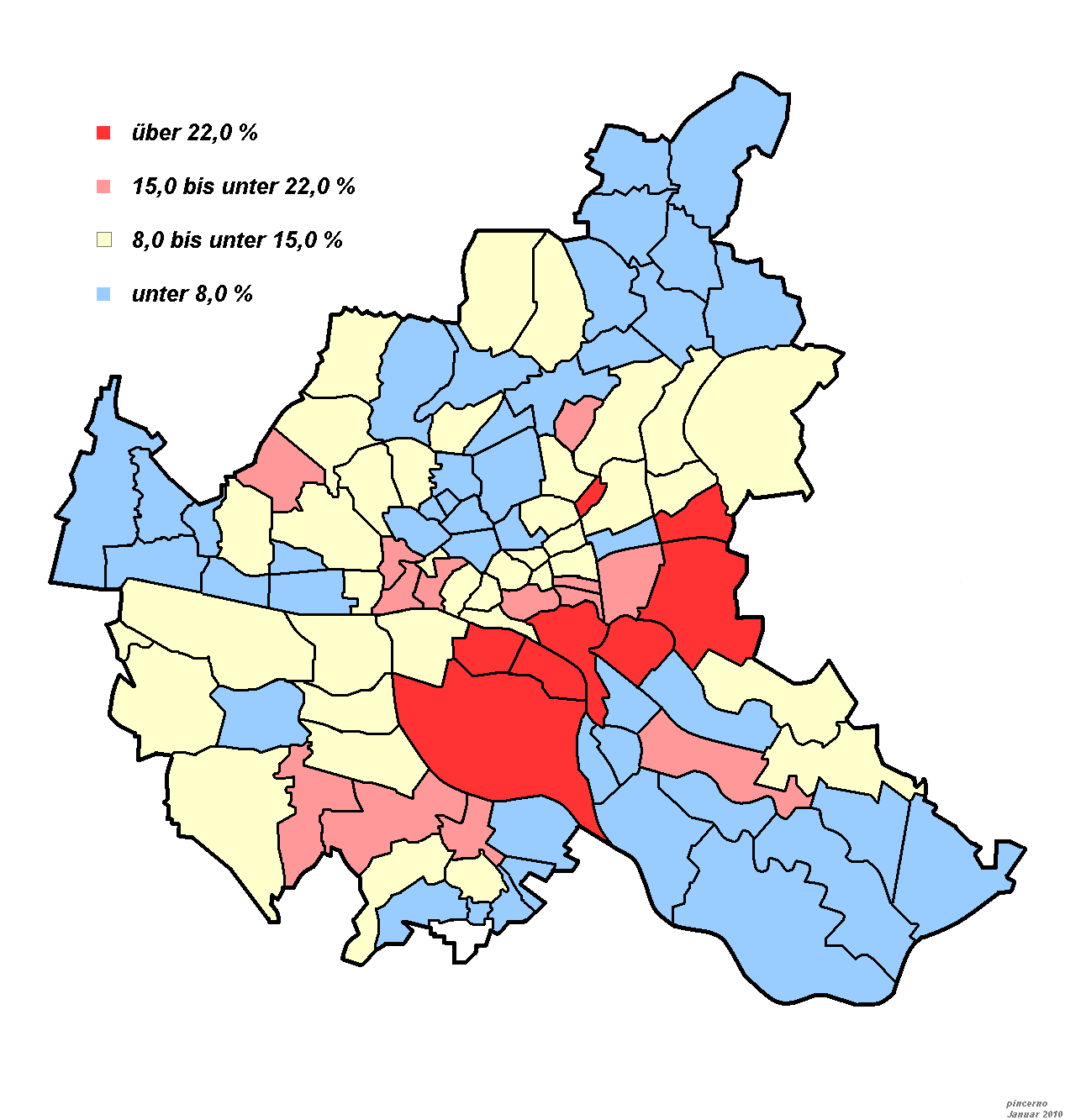
ALG-II-Leistungsempfängerstruktur in den Stadtteilen

2006 betrug das durchschnittliche steuerpflichtige Einkommen 35.887 € brutto jährlich. Weibliche Arbeitnehmer verdienten in Hamburg 2010 durchschnittlich rund 20 Prozent weniger als ihre männlichen Kollegen. An den Flüssen und an der waldreichen Peripherie des Nordostens haben sich drei größere Gebiete etabliert, in denen die Einwohner durchschnittlich über ein besonders hohes Einkommen verfügen: in den Elbvororten im Westen, in den im Nordosten gelegenen Stadtteilen samt den Walddörfern und rund um die Außenalster bzw. nördlich von ihr im Bereich der nördlichen Stadtmitte. Hinzu kommt der im Osten liegende Stadtteil Marienthal. Die höchsten durchschnittlichen Einkünfte haben die Einwohner der Elbvororte. Nienstedten liegt mit durchschnittlich 170.408 € (2007) weit vorn, gefolgt von Blankenese mit 110.108 €. In den Walddörfern erreichen die Einwohner in Wohldorf-Ohlstedt mit durchschnittlich 105.305 € (2007) die höchsten Einkommen. In den Stadtteilen rund um die Außenalster verfügen die Harvestehuder über 88.746 € (2007). Hamburg ist die Stadt mit den meisten (Vermögens-)Millionären Deutschlands. Hamburg hatte 2019 außerdem mit 10,9 % die höchste Reichtumsquote im Vergleich der Bundesländer und den höchsten Anteil an Einkommensmillionären.
Der Gürtel der einkommensschwachen Gegenden zieht sich von Billstedt im Osten bis an die östliche Innenstadt; die Elbinsel Wilhelmsburg mit der Veddel und das südlich der Elbe gelegene Harburg; die westlichen Stadtteile Altona-Altstadt, Altona-Nord und St. Pauli. Darüber hinaus sind die östlichen Stadtteile Dulsberg, Barmbek-Nord und Steilshoop und der westliche Stadtteil Lurup betroffen. Das geringste durchschnittliche Einkommen haben die Einwohner der auf der Elbinsel gelegenen Stadtteile Veddel, Kleiner Grasbrook und Steinwerder mit 11.756 bis 15.491 € (2007). Danach folgt der Stadtteil Rothenburgsort mit 18.850 €. All diesen Stadtteilen ist die Nähe zum Hamburger Hafen und zu den Industrie- und Gewerbegebieten gemein. Der einkommensschwächste Stadtteil im zentralen Stadtgebiet ist Dulsberg mit einem durchschnittlichen Jahreseinkommen von 18.927 €. Der Stadtteil weist eine ältere, sehr dichte Bebauung auf.

#### Leistungsempfänger
Die Quote der Leistungsempfänger nach dem Zweiten Buch Sozialgesetzbuch (kurz SGB II), die Arbeitslosengeld II beziehen, lag hamburgweit im März 2013 bei durchschnittlich 10,3 Prozent und damit unter dem Durchschnitt des Stadtstaates Berlin und des Landes Bremen von 14,5 Prozent. In den einkommensstarken Gebieten, in den nördlichen Stadtteilen, südlichen Randgebieten und im größten Teil des Bezirks Bergedorf sind vergleichsweise wenige Leistungsempfänger registriert. Die Quote liegt dabei teilweise bei unter einem Prozent. In den einkommensschwachen dichtbesiedelten Altbau-Stadtteilen Altona und St. Pauli sowie in Stadtteilen mit Hochhaussiedlungen wie Steilshoop, Lurup und Hausbruch liegt der Anteil der Hilfeempfänger höher. Bei über 22 Prozent Hilfeempfänger liegen die Stadtteile, die sich im Osten von Jenfeld bis in den Süden nach Wilhelmsburg ziehen und durch Industrie und/oder Hochhaussiedlungen wie Mümmelmannsberg oder Kirchdorf-Süd geprägt sind.

### Religionen

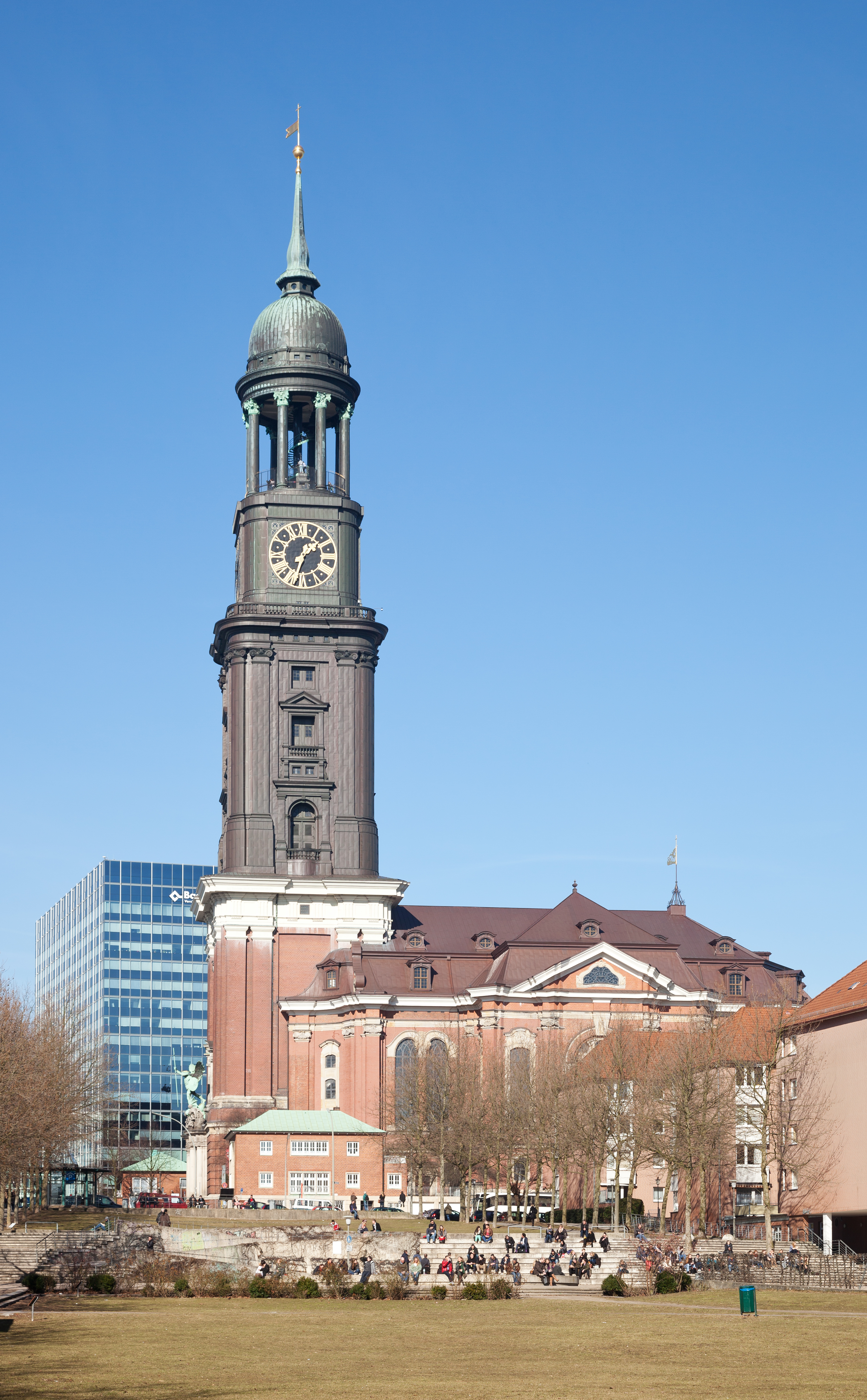
Hauptkirche St. Michaelis („Michel“), historisches Wahrzeichen Hamburgs

#### Konfessionsstatistik
Gemäß der Volkszählung in Deutschland 2011 waren 29,8 % der Einwohner evangelisch, 9,8 % römisch-katholisch und 60,4 % waren konfessionslos oder gehörten einer anderen Glaubensgemeinschaft an. Der Anteil der evangelischen und katholischen Kirchenmitglieder an der Gesamtbevölkerung ist seitdem jährlich um circa einen Prozentpunkt gesunken. Am Stichtag 31. Dezember 2024 waren von den der 1.862.565 Einwohner der Stadt 19,7 % (366.483) evangelisch, 8,1 % (151.563) römisch-katholisch und 72,2 % waren konfessionslos oder gehörten einer sonstigen Glaubensgemeinschaft an.
Etwa 8 % (ungefähr 150.000) der Einwohner sind Muslime.

#### Religionsgeschichte
Hamburg war seit der Reformation eine evangelisch-lutherisch geprägte Stadt. Der Rat der Stadt Hamburg unterzeichnete die lutherische Konkordienformel von 1577.
Durch seine Stellung als wichtige Hafenstadt war es aber schon lange offen für andere Konfessionen. So entstand hier zum Beispiel 1834 die erste deutsche Baptistengemeinde. In Altona wurde bereits 1601 die heute noch bestehende Hamburger Mennonitengemeinde gegründet. Auch für die Apostolischen Gemeinschaften ist die Hansestadt ein wichtiger Ort. Von hier aus erfolgte die Trennung der Allgemeinen Christlichen Apostolischen Mission von den katholisch-apostolischen Gemeinden und die Entwicklung zur Neuapostolischen Kirche. Heute gibt es 16 neuapostolische Kirchen in Hamburg, ebenso ist in Hamburg der Sitz der Neuapostolischen Kirche Nord- und Ostdeutschland. Hamburg ist außerdem seit 1995 Sitz des römisch-katholischen Erzbistums Hamburg mit seinem Zentrum im Neuen Mariendom. Hamburg ist auch der Geburtsort der Jesus Freaks und der Flussschifferkirche, einem Kirchenschiff im Binnenhafen. Seit 1910 gibt es auch in Hamburg Jehovas Zeugen.
Die jüdische Religionsgemeinschaft hat in Hamburg eine lange Tradition, die Ende des 16. Jahrhunderts mit der Ansiedelung europäischer Juden begann und über die Jahrhunderte verschiedene Synagogen im Hamburger Raum entstehen ließ. Während der Novemberpogrome 1938 wurden die meisten Synagogen zerstört. Der 1611 gegründete jüdische Friedhof in Altona, auf dem sowohl von der Iberischen Halbinsel eingewanderte Juden (Sepharden) als auch mittel- und osteuropäischen Juden (Aschkenasim) bestattet wurden, ist heute noch Zeugnis dieser über Jahrhunderte währenden Geschichte. Auf Grund seines Alters und der Anzahl an wertvollen Grabsteinen zählt der Friedhof zu den bedeutendsten jüdischen Gräberfeldern der Welt. Die Jüdische Gemeinde Hamburg ist heute mit 2.289 Mitgliedern (Stand 2021) eine der größten jüdischen Gemeinden Deutschlands. Neben der Jüdischen Gemeinde Hamburg gibt es noch den 1817 gegründeten (1938 illegal entzogener Status) und nach der NS-Zeit seit dem Jahr 2004 wieder wirksamen „Israelitischen Tempelverband / Liberale Jüdische Gemeinde Hamburg“ mit über 300 Mitgliedern und seit 2003 das „Jüdische Bildungszentrum Chabad Lubawitsch Hamburg e. V.“.
Das Zentrum jüdischen Lebens in der Stadt befand sich rund um die frühere Talmud-Tora-Schule am Grindel, im Bezirk Eimsbüttel.
Seit den 1960er-Jahren gibt es einen bedeutenden Anteil muslimischer Bevölkerung. Am 22. Juni 1957 wurde in Stellingen mit der Fazle-Omar-Moschee die erste Moschee, die nach dem Zweiten Weltkrieg in Deutschland entstanden ist, von der Ahmadiyya Muslim Jamaat eröffnet. 2024 wurde in Schnelsen die Bait-Ur-Rasheed Moschee der Ahmadiyya Muslim Jamaat nach mehrjährigem Umbau wiedereröffnet. Die ehemalige Fabrikhalle ist nun auch als Sakralbau erkennbar. Nach dem Umbau gehört die Bait-Ur-Rasheed Moschee zu den größten Moscheen der Stadt. Auch andere Religionen sind in Hamburg in zunehmendem Maße vertreten. Die Anhängerschaft des Buddhismus besteht sowohl aus asiatischen Einwanderern als auch aus deutschstämmigen Konvertiten. Insbesondere die buddhistischen Richtungen Zen und tibetischer Buddhismus genießen eine gewisse Popularität.

### Sprache und Mundarten
Bis weit ins 19. Jahrhundert war Niederdeutsch (Plattdeutsch) die allgemeine Umgangssprache in der Stadt. Dann wurde es vom Hochdeutschen, das schon seit dem 16. Jahrhundert zunehmend als Schriftsprache Verwendung fand, allmählich verdrängt und verschwand um die Mitte des 20. Jahrhunderts weitgehend aus dem öffentlichen Gebrauch. Entgegen diesem Trend veröffentlichte die Pressestelle der Bürgerschaft 1980 eine plattdeutsche Fassung der hamburgischen Verfassung. Der niederdeutsche Einfluss bleibt jedoch auch im Hochdeutschen der Hamburger allgegenwärtig und manifestiert sich besonders im „Missingsch“.
Etwa sechs Prozent der Einwohner Hamburgs sprechen heute noch Niederdeutsch (Hamburger Platt). Darüber hinaus wird Platt von vielen Hamburgern verstanden und in Literatur, Zeitungskolumnen usw. gepflegt. Dokumentiert wird es im Hamburgischen Wörterbuch und in mehreren dialektologischen Dissertationen wissenschaftlich untersucht. Der bekannteste Ort der Mundartpflege in Hamburg ist das Ohnsorg-Theater, das Aufführungen in niederdeutscher Sprache anbietet.
Infolge der starken Einwanderung aus dem Ausland sind seit den 1960er Jahren in einigen Stadtteilen neben der deutschen und der niederdeutschen Sprache auch andere Sprachen im öffentlichen Raum gegenwärtig: Türkisch, Persisch, Paschto, Kurdisch und Albanisch in Altona, St. Georg, Harburg, Veddel und Wilhelmsburg, Portugiesisch im Hafenviertel („Portugiesenviertel“) und Russisch und Polnisch vor allem durch Teile der deutschstämmigen Aussiedler bzw. Spätaussiedler.
Nach einer Studie der Universität Hamburg aus dem Jahr 2015 gehören rund 25.000 Hamburger, also 1,4 Prozent, der deutsch-dänischen Minderheit an.
Rechtlichen Status gemäß der Europäischen Charta der Regional- oder Minderheitensprachen besitzen in Hamburg Niederdeutsch als Regionalsprache gemäß Teil III der Charta und Romanes als Minderheitensprache gemäß Teil II der Charta.

### Persönlichkeiten
Die lange Geschichte Hamburgs weist eine große Anzahl von wichtigen Personen aus allen Bereichen auf. Die Liste von Persönlichkeiten der Stadt Hamburg kann daher nur eine Auswahl ohne Bewertung bieten und steht stellvertretend für die zahllosen ungenannten Menschen, die die Stadt prägten und von ihr geprägt wurden. 86 % der nach Personen benannten Straßen sind in Hamburg nach Männern und 14 % nach Frauen benannt.

### Haustiere

#### Hunde
2025 sind im Hamburger Hunderegister mehr als 100.000 Tiere eingetragen. Seit 2007 besteht in Hamburg für Hunde außerhalb von Privatgrundstücken und den ungefähr 122 Hundeauslaufzonen eine generelle Leinenpflicht. Sogenannte gefährliche Hunde sind auch innerhalb der Hundeauslaufzonen anzuleinen. Vom Leinenzwang im Stadtgebiet ausgenommen sind Hunde, die erfolgreich eine Gehorsamsprüfung abgelegt haben. Eingezäunte und nicht eingezäunte Auslaufzonen für Hunde finden sich beispielsweise im Alstervorland und Höltigbaum, am Kupferteich, auf der Horner Rennbahn sowie im Öjendorfer Park. Die Gesamtfläche der unterschiedlich großen Hundeauslaufzonen beträgt mehr als 239 Hektar. Außerhalb von Hundeauslaufzonen gilt in öffentlichen Grün- und Erholungsanlagen stets Leinenzwang; ausgenommen sind freigegebene Wege, Pfade und Rasenflächen für gehorsamsgeprüfte Hunde. In einige Hamburger Parkanlagen dürfen Hunde – ausgenommen Führhunde – grundsätzlich nicht mitgenommen werden. Auch ist die Mitnahme von Hunden auf Hamburger Wochenmärkte und Volksfeste (z. B. den DOM) sowie zum Hafengeburtstag nicht gestattet. Nach dem Hamburger Hundegesetz gilt in der Hansestadt eine Chip-, Registrier- und Versicherungspflicht.
Erstmals 1954 war Hamburg Austragungsort für das Deutsche Windhund-Derby. Das Rennen findet seit 2001 auf der Hunderennbahn am Höltigbaum statt. Veranstalter ist der Norddeutsche Windhund-Rennverein.

#### Pferde
Mindestens 3800 Pferde wurden im Jahr 2013 in Hamburg gehalten.

## Politik und Staat

### Staatsrecht
Die Freie und Hansestadt Hamburg ist als Stadtstaat ein Land (Gliedstaat) der Bundesrepublik Deutschland und zugleich als Stadt eine Einheitsgemeinde. Hamburg verfügt über eine lange Tradition als bürgerliche Stadtrepublik und ist heute gemäß der Landesverfassung ein demokratischer und sozialer Rechtsstaat. Eine Trennung von gemeindlichen und staatlichen Aufgaben erfolgt nicht. Die Staatsgewalt geht vom Volk aus, das das Landesparlament, die Hamburgische Bürgerschaft, wählt, eigene Entscheidungen durch Volksgesetzgebung einbringt und in der Verwaltung, wie in den Deputationen, mitwirkt.

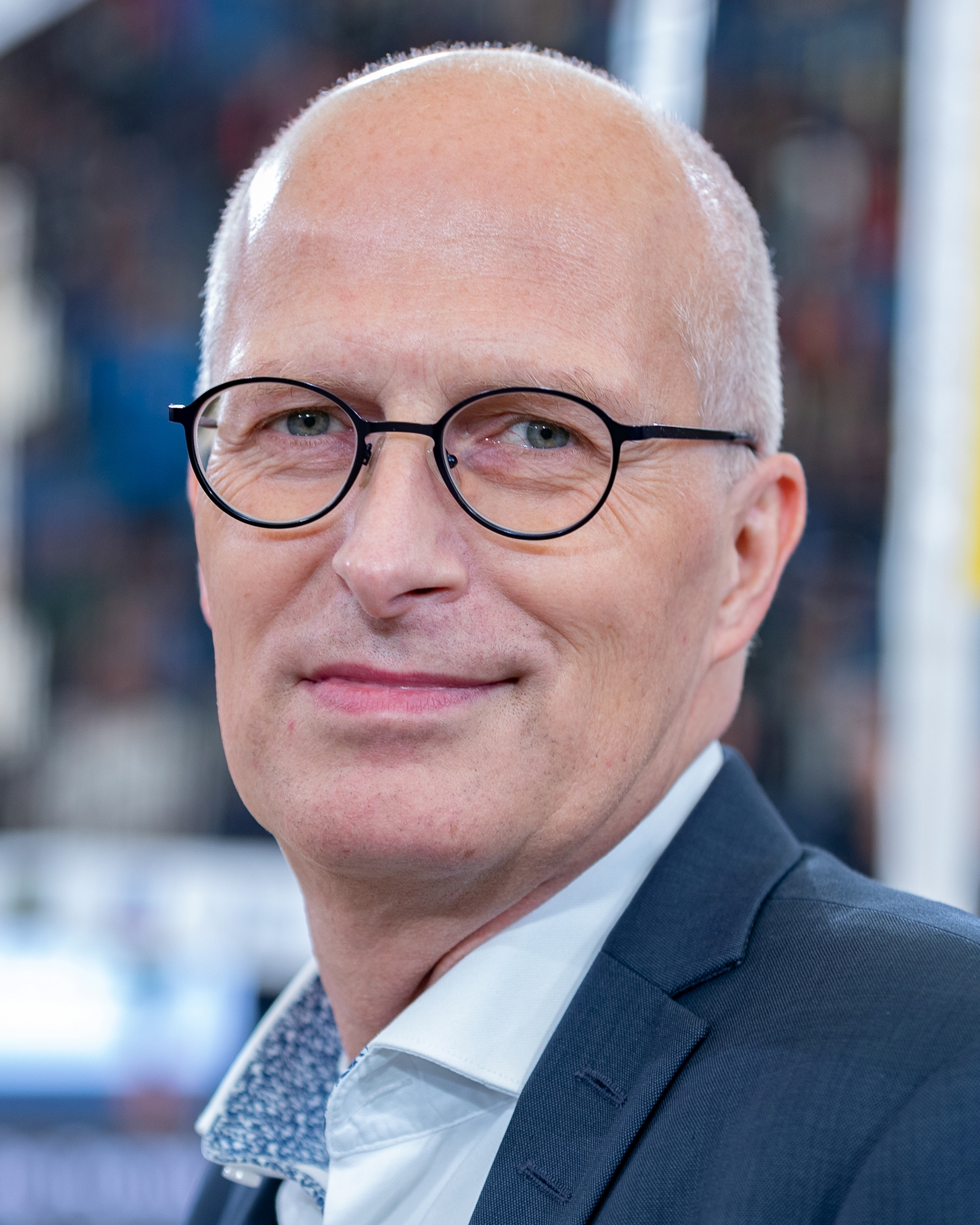
Amtierender Erster Bürgermeister Peter Tschentscher

Die Regierung des Landes ist der Senat, dessen Präsident der Erste Bürgermeister ist. Der Erste Bürgermeister wird seit Änderung der Verfassung 1996 direkt durch die Bürgerschaft gewählt, hat seitdem die Richtlinienkompetenz in der Politik und beruft seinen Stellvertreter (Zweiter Bürgermeister) und die übrigen Senatoren, die von der Bürgerschaft bestätigt werden müssen. Jeder Senator leitet als Präses eine der Senatsbehörden, vergleichbar einem von einem Minister geleiteten Ministerium in anderen Ländern.
Zu Hamburgs Verfassungsorganen zählt neben Bürgerschaft und Senat zudem noch das Hamburgische Verfassungsgericht als Landesverfassungsgericht.
Auf der Ebene der jeweiligen Bezirke in Hamburg wird mit den Bezirksversammlungen jeweils eine eigene Volksvertretung gewählt. Diese haben rechtlich allerdings die Stellung von Verwaltungsausschüssen, mit eingeschränkten Kompetenzen.
Auf überregionaler Ebene hat Hamburg einen Sitz (drei Stimmen) im Bundesrat und ist mit sechs Direktmandaten der Wahlkreise Mitte, Altona, Eimsbüttel, Nord, Wandsbek und Bergedorf-Harburg sowie weiteren Abgeordneten über die Landesliste im Bundestag vertreten. Hamburg ist Mitglied im Deutschen Städtetag und entsendet einen Vertreter in den Ausschuss der Regionen.
Eine Länderfusion – also ein Zusammenschluss Hamburgs mit anderen norddeutschen Ländern – wird seit Jahrzehnten unter dem Begriff Nordstaat gelegentlich ins Gespräch gebracht. Aus dieser Diskussion ist eine stärkere länderübergreifende Zusammenarbeit in verschiedenen Bereichen, wie in der Metropolregion Hamburg oder gemeinsamen Einrichtungen, wie dem Statistikamt Nord, hervorgegangen.

### Wahl zur Hamburgischen Bürgerschaft 2025
Die Wahl zur 23. Hamburgischen Bürgerschaft fand am 2. März 2025 statt.
Die rot-grüne Regierungskoalition verlor zwar an Zustimmung, konnte jedoch seine Mehrheit verteidigen. Die SPD blieb dabei stärkste Kraft, verlor jedoch acht Sitze, während der bisherige Regierungspartner Grüne von 33 auf 25 Mandate schrumpfte. Die CDU gewann Stimmen hinzu und wurde mit 19,8 Prozent zweitstärkste Kraft. Die Linke und die AfD gewannen hinzu. Volt, FDP und BSW verpassten den Einzug in die Bürgerschaft.

### Weitere Wahlen
In der folgenden Tabelle sind die Ergebnisse von Bundestags- und Europawahlen in Hamburg dargestellt.
| Jahr | Wahl           | Wahlbeteiligung | Grüne | SPD  | CDU  | AfD  | FDP  | Linke 1 | BSW | Sonst. |
| ---- | -------------- | --------------- | ----- | ---- | ---- | ---- | ---- | ------- | --- | ------ |
| 2025 | Bundestagswahl | 80,9            | 19,3  | 22,7 | 20,7 | 10,9 | 4,5  | 14,5    | 4,0 | 3,4    |
| 2024 | Europawahl     | 65,7            | 21,2  | 18,7 | 18,4 | 8,0  | 7,0  | 5,1     | 4,9 | 16,7   |
| 2021 | Bundestagswahl | 77,8            | 24,9  | 29,7 | 15,4 | 5,0  | 11,4 | 6,7     | —   | 6,8    |
| 2019 | Europawahl     | 61,9            | 31,1  | 19,8 | 17,7 | 6,5  | 5,6  | 7,0     | —   | 12,4   |
| 2017 | Bundestagswahl | 76,0            | 13,9  | 23,5 | 27,2 | 7,8  | 10,8 | 12,2    | —   | 4,5    |
| 2014 | Europawahl     | 43,4            | 17,2  | 33,8 | 24,5 | 6,0  | 3,7  | 8,6     | —   | 6,2    |
| 2013 | Bundestagswahl | 70,3            | 12,7  | 32,4 | 32,1 | 4,2  | 4,8  | 8,8     | —   | 5,0    |
| 2009 | Bundestagswahl | 71,3            | 15,6  | 27,4 | 27,8 | —    | 13,2 | 11,2    | —   | 4,8    |
| 2009 | Europawahl     | 34,7            | 20,5  | 25,4 | 29,7 | —    | 11,1 | 6,7     | —   | 6,6    |
| 2005 | Bundestagswahl | 77,5            | 14,9  | 38,7 | 28,9 | —    | 9,0  | 6,3     | —   | 2,2    |
| 2004 | Europawahl     | 34,9            | 24,6  | 25,3 | 36,7 | —    | 5,5  | 2,8     | —   | 5,1    |
| 2002 | Bundestagswahl | 79,6            | 16,2  | 42,0 | 28,1 | —    | 6,8  | 2,1     | —   | 4,8    |
| 1999 | Europawahl     | 37,0            | 12,0  | 37,2 | 40,2 | —    | 3,3  | 3,3     | —   | 4,0    |
| 1998 | Bundestagswahl | 81,1            | 10,8  | 45,7 | 30,0 | —    | 6,5  | 2,3     | —   | 4,7    |

### Vertretungen und Konsulate

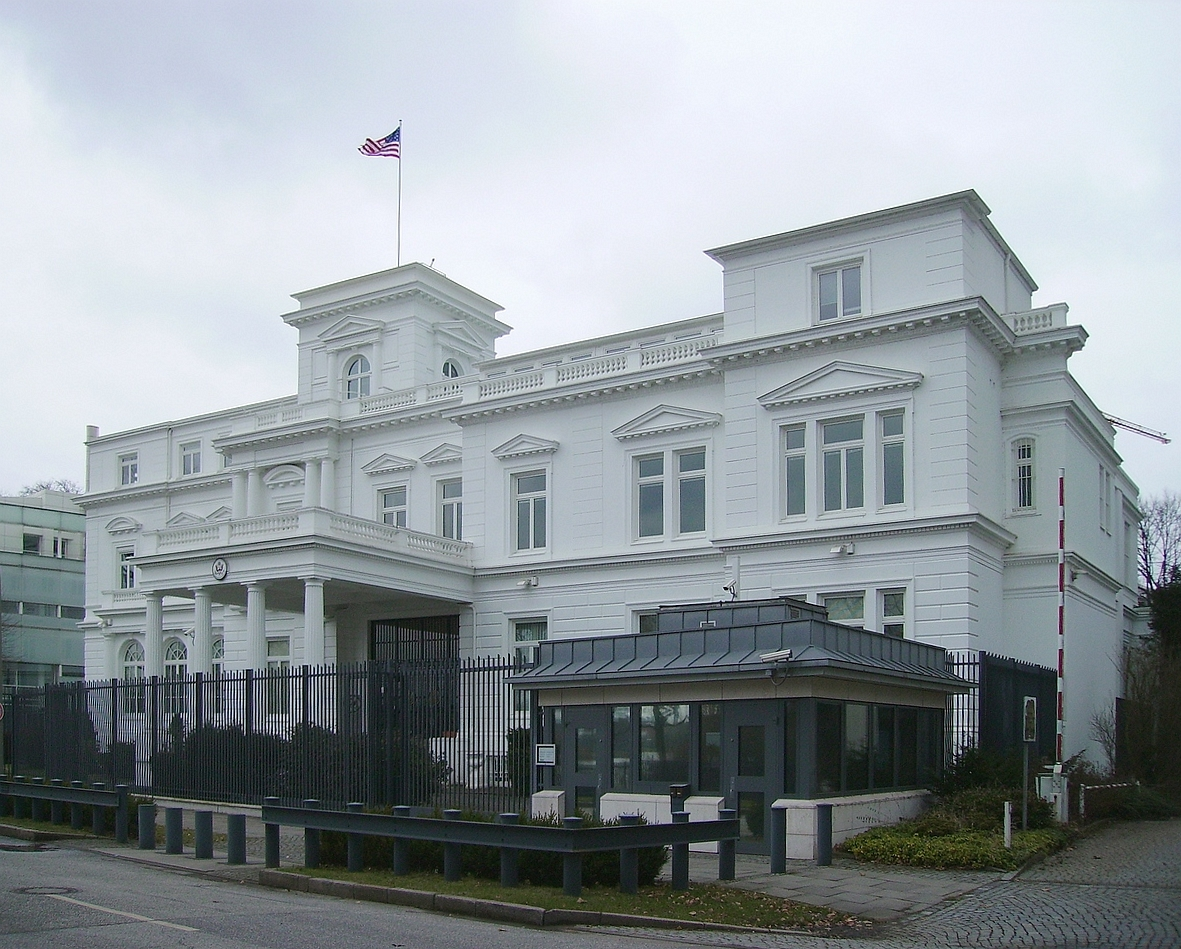
Ehemaliges Amerikanisches Generalkonsulat, Alsterufer 27/28

Die wirtschaftliche Bedeutung Hamburgs für den Außenhandel der Bundesrepublik Deutschland („Hamburg, das Tor zur Welt“) sowie die Bedeutung als wichtiges Zentrum von Industrie, Handel und Logistik, als Sitz von ausländischen Unternehmen und mit einer Bevölkerung, in der mehr als 180 verschiedene Staatsangehörigkeiten vertreten sind, hat dazu geführt, dass Hamburg mit 100 Konsulaten (2025) nach New York, Frankfurt am Main und Hongkong der viertgrößte Konsularstandort weltweit ist. Über den Hafen bestanden bereits seit der Hansezeit Handelsbeziehungen zu anderen Städten und Ländern. Die ersten Vertretungen wurden von europäischen Staaten eröffnet, bevor im 18. und 19. Jahrhundert auch Staaten aus Nord- und Südamerika hinzukamen. Österreich (seit 1570) und Frankreich (1579) betreiben derzeit die am längsten ansässigen Konsulate. Besonders bekannt ist das Amerikanische Generalkonsulat am Alsterufer 27/28, das ursprünglich von Martin Haller als Doppelvilla erbaut wurde. Es wird oft als das „Weiße Haus an der Alster“ bezeichnet. Im Juli 2022 zog das Konsulat nach mehr als 70 Jahren um in die Hafencity, Kehrwieder 8.
Auswärtige Vertretungen Hamburgs
Hamburg seinerseits hatte ebenfalls bereits früh auswärtige Vertretungen. Dies reichte von den gemeinschaftlichen Handelskontoren der Kaufleute der Hansezeit über gemeinsame konsularische Vertretungen mit den verbliebenen Hansestädten Lübeck und Bremen. Heute besteht die Vertretung der Freien und Hansestadt Hamburg beim Bund als Landesvertretung in Berlin. Als gemeinsame Vertretung von Hamburg und Schleswig-Holstein besteht das Hanse-Office bei der Europäischen Union in Brüssel und in Sankt Petersburg. Gemeinsam mit der Handelskammer Hamburg und anderen Partnern unterhält der Senat zudem die Hamburg-Vertretungen Hamburg Liaison Office in Shanghai und Hamburg Representative Office in Dubai. Zudem besteht im Ausland ein Netzwerk von ehrenamtlichen Botschaftern, den Hamburg Ambassadors, die vom Ersten Bürgermeister ernannt werden und für die Stadt werben sollen.

### Städtepartnerschaften
Die Freie und Hansestadt Hamburg unterhält Partnerschaften mit neun Städten, vor allem Hafenstädten:
- Sankt Petersburg, Russland, seit 1957
- Marseille, Frankreich, seit 1958
- Shanghai, Volksrepublik China, seit 1986
- Dresden, Deutschland, seit 1987
- Osaka, Japan, seit 1989
- León, Nicaragua, seit 1990
- Prag, Tschechien, seit 1990
- Chicago, Vereinigte Staaten, seit 1994
- Daressalam, Tansania, seit 2010[96]

Der erste – mündliche – Partnerschaftsvertrag wurde 1957 mit Leningrad, dem heutigen russischen Sankt Petersburg geschlossen. Der Hamburger Senat war gegen den Willen des Auswärtigen Amtes einer Einladung in die Sowjetunion gefolgt. Die Partnerschaft ist die älteste zwischen einer deutschen und einer sowjetischen Stadt. Seit 1981 gibt es „Hamburg-Tage“ in Leningrad; die Partnerschaft umfasst seit 1990 auch finanzielle Unterstützung in sozialen Angelegenheiten. Im Krisenwinter 1990/1991 gingen 400.000 Hilfspakete gegen den Hunger nach Sankt Petersburg. Es gibt einen Austausch von Schülern, Sportlern, Wissenschaftlern und Künstlern.
Im Rahmen der deutsch-französischen Freundschaft wurde 1958 die Partnerschaft mit Marseille besiegelt. Sie ist geprägt durch den Austausch auf wirtschaftlicher Ebene, Schüler- und Jugendaustausch. Hamburg hat ähnliche Problemstellungen wie Marseille. Dies betrifft den Hafenausbau, die Entwicklung von alten Hafenflächen sowie die Integration von Zuwanderern. Es gibt eine Kooperationsvereinbarung zwischen der HafenCity GmbH und der Euroméditerranée. Zwischen der Schulbehörde Hamburg und der Académie d’Aix-Marseille besteht eine institutionelle Zusammenarbeit beim Schüleraustausch und der Lehrerbildung. Die Zusammenarbeit wird um das Projekt der Digitalisierung und der Verringerung von Emissionen erweitert.
Die 1986 begonnene Partnerschaft mit Shanghai, Volksrepublik China, wurde 1989 nach den Massaker auf dem Platz am Tor des Himmlischen Friedens eingefroren. Der Austausch in kulturellen und wirtschaftlichen Bereichen bestand jedoch weiter. Hamburg und China haben seit Jahrhunderten gute Handelsbeziehungen. Alle zwei Jahre im Herbst findet in Hamburg die dreiwöchige Veranstaltungsreihe „China Time“ mit Vorträgen, Konzerten und Ausstellungen statt. Themen sind Kunst, Kultur, Bildung, Wirtschaft, Recht, Politik, Gesundheit, Bewegungskunst und Heilwissen. Die Städtepartnerschaft beinhaltet insbesondere auch die Partnerschaft zu Shanghais seit 2003 im Bau befindlichen Hafenstadt Lingang New City.
Am 14. Dezember 1987 wurde die Partnerschaft mit der Elbstadt Dresden, damals Deutsche Demokratische Republik, in Dresden und am 16. Dezember 1987 in Hamburg unterzeichnet. Sie war durch Gespräche zwischen Dohnanyi und Erich Honecker bei der 750-Jahr-Feier in Ost-Berlin vereinbart worden. Nach der Wiedervereinigung wurde 1990 ein „Beauftragter der Freien und Hansestadt Hamburg in Dresden und Sachsen“ ernannt. Ab 1991 half Hamburg bei der Strukturierung der Dresdener Verwaltung. Im Jahr 2002 half Hamburg der Stadt Dresden bei der Bewältigung der Folgen der Elbflut. Schwerpunkt ist der regelmäßige Austausch in der Kunstszene und die Reinhaltung der Elbe. Hamburg und Dresden führen beide seit den frühen Nachkriegsjahren eine Partnerschaft mit Sankt Petersburg.
Die Partnerschaft mit Osaka, Japan, wurde 1989 geschlossen, nachdem der Senat seine bisherige außenpolitische Haltung aufgegeben und eine Orientierung in sogenannten Schwerpunktregionen beschlossen hatte. Höhepunkt der Partnerschaft war die Eröffnung des japanischen Gartens in Planten un Blomen.
Zu León in Nicaragua besteht seit 1990 eine Partnerschaft, die hauptsächlich von Hamburger Entwicklungshilfe geprägt ist.
Am 19. April 1990 wurde in Hamburg im Rahmen der Ost-West-Annäherung eine Partnerschaft mit der damaligen tschechoslowakischen, heute tschechischen Hauptstadt Prag zwischen dem Ersten Bürgermeister von Hamburg Henning Voscherau und Prags Primátor Jaroslav Korán geschlossen. Moldau und Elbe verbinden Prag und Hamburg. Im Dezember 2012 half Hamburg bei der Bewältigung der Folgen des Moldau-Hochwassers. Die Städtepartnerschaft konzentriert sich auf Verwaltung, Infrastruktur, kulturellen Austausch, Schüleraustausch und Wirtschaftsforen.
Auf Initiative Chicagos besteht seit 1994 eine weitere Städtepartnerschaft. Gründe waren die große Zahl von in Chicago lebenden Nachfahren deutscher Auswanderer des neunzehnten Jahrhunderts und ein großes Interesse Hamburger Schulen an einer deutsch-amerikanischen Partnerschaft.
Im Juni 2010 wurde die Städtepartnerschaft mit Daressalam in Tansania durch die Hamburger Bürgerschaft bestätigt und am 1. Juli durch den Hamburger Bürgermeister und den Bürgermeister Daressalams besiegelt.
Die Partnerschaft mit Daressalam umfasst Klimaschutzprojekte, Zusammenarbeit von Kliniken, Schulen sowie bei Berufsbildung und Kunst.
Weitere Verträge oder Partnerschaften
Der Hamburger Hafen nimmt in Bezug auf Partnerschaften eine Sonderstellung ein. Mit einigen der Häfen zu denen Hamburgs Hafen in Verbindung steht, wurden Hafenpartnerschaften zum regelmäßigen fachlichen Wissensaustausch begründet. Seit 1992 besteht die erste Partnerschaft mit dem Hafen von Yokohama (Japan). Es folgten Hafenpartnerschaften mit Kaohsiung (auf Taiwan), dem Hafen von Shanghai (China; 2004), Montevideo (Uruguay), Dar es Salaam (Tansania; 2010), Shenzhen (China), Busan (Südkorea; 2010), Halifax (Kanada, 2014) und als jüngste Hafenpartnerschaften 2015 die Häfen von Göteborg (Schweden) und Bronka/Sankt Petersburg (Russland).
Die Städte Kyiv und Hamburg haben am  24. April 2022 ein Bündnis geschossen, den  „Pakt für Solidarität und Zukunft“. Beide Städte bekennen sich gemeinsam zu Demokratie, Freiheit und Rechtsstaatlichkeit. Sie treten für die Wahrung der Menschenrechte und des internationalen Völkerrechts ein und engagieren sich für das friedliche Zusammenleben in Europa und für die Europäische Union.
Zudem existieren unabhängige Bezirkspatenschaften. So unterhält der Bezirk Hamburg-Mitte offizielle Beziehungen zu Shanghais innerem Stadtbezirk Hongkou (seit 2007), der Bezirk Eimsbüttel zur Stadt Warna (Bulgarien; seit 2003) sowie der Bezirk Wandsbek mit Londons Bezirk Waltham Forest (früher Leyton; seit 1949). Bereits aus dem Jahr 1281 stammt ein Beistands- und Partnerschaftsabkommen mit Wöhrden im heutigen Kreis Dithmarschen in Schleswig-Holstein. Dieses wurde vom Hamburger Senat im Juli 2007 offiziell erneuert, zählt jedoch nicht zu den Städtepartnerschaften im modernen Sinne.
Hamburg ist seit Juni 2019 Teil des Fab-City-Netzwerks, deren Mitglieder bis 2054 alle Konsumgüter selbst herstellen wollen. Damit soll das urbane Wirkungsprinzip des „Product-In, Trash-Out“ durch offene Dokumentation und lokale Produktion ersetzt werden.

### Hoheitszeichen

Großes Staatswappen
Kleines Staatswappen
Staatsflagge (Flagge des Senats)
Landesflagge
Admiralitätswappen
Admiralitätsflagge
Frei verwendbares Wappenzeichen
Logo

Hamburg hat drei Wappen, drei Flaggen, ein Wappenzeichen, ein Logo und einen Stander. Die Landesflagge und das Wappenzeichen dürfen von den Bürgern frei verwendet werden, die Verwendung der weiteren Hoheitszeichen ist ausschließlich dem Staat vorbehalten. In der Landesverfassung sind die Gestalt von Wappen und Flagge sowie die Landesfarben weiß-rot geregelt. Letztere entsprechen den traditionellen Farben der Hanse.

#### Wappen, Logo, Wappenzeichen
Das kleine Staatswappen zeigt eine weiße (bzw. silberne) Burg in rotem Schild und geht auf die Stadtsiegel des 12. und 13. Jahrhunderts zurück. Der mittlere Turm, auf dem ein Kreuz steht, wird als Hinweis auf den Sitz eines Bischofs und als Darstellung des mittelalterlichen Mariendoms gedeutet, welcher der Schutzpatronin der Stadt geweiht war und von der auch die „Mariensterne“ über den Seitentürmen ihren Namen haben sollen. Die Gestaltung der Burg variierte im Laufe der Zeit erheblich. Das Tor war mal geöffnet, mit Fallgatter versehen oder als Ausdruck einer wehrhaften Stadt und der Unabhängigkeit gegenüber anderen Landesherren geschlossen. Seit 1835 besteht das Wappen mit geringen Änderungen in seiner heutigen Form. Das von Senat und Bürgerschaft verwendete große Staatswappen mit Helm, Helmzier und Löwen als Schildhalter entstand im 16. Jahrhundert. Ursprünglich wurde die Burg, entsprechend der Backsteinbauweise in Hamburg, rot und der Fond weiß dargestellt. Dies wurde beim 1998 vom Designer Peter Schmidt entworfenen Hamburg-Logo wieder aufgenommen. Die Welle symbolisiert darin die Dynamik und Bedeutsamkeit des Hafens, während das offene Tor der roten Burg auf Hamburgs Weltoffenheit hindeutet. Mit dem eigens entwickelten Hamburg-Symbol erfüllte der Senat den Wunsch der Bürger nach einem von jedem verwendbaren Wappenzeichen, als Ausdruck der Zugehörigkeit oder Verbundenheit zu Hamburg.

#### Flaggen und Admiralität
Die Landesflagge zeigt die Wappen-Burg auf rotem Grund. Mit dem ältesten derartigen Gesetz regelte Hamburg die Flaggenführung auf Schiffen seit 1270. Zunächst ist es eine rote Flagge auf die später das Wappen gesetzt wird. Aufgrund zunehmender Uneinheitlichkeit von Farben und Burg wird die genaue Gestaltung vom Senat 1751 und nochmals 1834 mit durchgreifenderem Erfolg festgelegt. Die Gestaltung der Burg folgt seit 1860 der Wappen-Darstellung. Die Staatsflagge ist dem Senat vorbehalten. Sie zeigt das große Wappen mit weißer Umrahmung auf rotem Grund und wurde 1897 geschaffen. Eine schwarz-rot-golden unterlegte Staatsflagge bildet den Stander, der vom Ersten Bürgermeister und dem Bürgerschaftspräsidenten bei Staatsbesuchen am Fahrzeug geführt wird.
Ein Wappen der Admiralität, die Wappen-Burg mit darunter gelegtem Anker, besteht seit 1642 und wird von staatlichen Wasserfahrzeugen geführt. Ebenso tragen diese die Admiralitätsflagge, die das Wappen auf rotem Grund zeigt, als Bugflagge (Gösch). Sie wird sonst ausschließlich von Behörden verwendet, die der Seeschifffahrt dienen.

### Hymne, Stadtname, Stadtpatrone, Wahlsprüche
Die bei offiziellen Anlässen verwendete, aber nicht rechtlich festgeschriebene Landeshymne Hamburgs ist Stadt Hamburg an der Elbe Auen. Das 1828 entstandene Lied wird auch Hammonia genannt, eine neulateinische Form des Stadtnamens (eigentlich Hamburgum). 1370 wird in einem Schreiben der Stadtname erstmals fälschlich als Burg bzw. Stadt des Hammon (= römischer Gott Jupiter) bezeichnet. Tatsächlich leitet sich der Name Hamburg – ausgehend von der Hammaburg im 9. Jahrhundert – vom altsächsischen Wort hamme/ham, für ein in die Marsch vorspringendes erhöhtes (auch bewaldetes) Gelände am Ufer von Fluss oder Sumpf ab. Die Bezeichnung Hammonia, als Name der Schutzgöttin der Stadt, geht auf eine 1710 geschaffene Kantate von Barthold Heinrich Brockes zurück und wird nachfolgend auch häufig als bildliche Allegorie, in Form einer Frauengestalt dargestellt, die die Stadt repräsentiert. Stadtpatronin der Zeit vor der Reformation ist hingegen Maria, der auch der ehemalige Hamburger Mariendom geweiht war.
Die lateinische Inschrift über dem Portal des Rathauses: Libertatem quam peperere maiores digne studeat servare posteritas (sinngemäß: „Die Freiheit, die die Alten erwarben, möge die Nachwelt würdig zu erhalten sich bemühen“) wird auch als Wahlspruch der Stadt angesehen, ist als solche jedoch nicht verankert. Sie war bereits an zwei früheren Stadttoren und im mittelalterlichen alten Rathaus zu lesen und weist auf das Selbstbewusstsein eines Stadtstaates hin, der als reichsunmittelbare Freie Reichsstadt jedwede Fürstenherrschaft abgestreift hat. Am Sitz von Parlament und Landesregierung wird sie heute auch im Hinblick auf die errungene freiheitlich Demokratie und die republikanische Tradition der Stadt gedeutet. Seit Beginn des 19. Jahrhunderts trägt die Stadt auch offiziell den Beinamen Freie Stadt, als ehemals völlig souveräner Staat und heutiges Bundesland. In gleicher Zeit wurde der bereits zuvor verwendete Zusatz Hansestadt, wie auch in den beiden anderen gemeinsamen Erben der Hanse, der Schwesterstädte Bremen und Lübeck, Teil des Staatstitels.
 Der Ausspruch „Hamburg – Das Tor zur Welt“ oder „Deutschlands Tor zur Welt“ besitzt seit langem eine hohe Bekanntheit, im Gegensatz zu anderen kurzfristigen Beinamen oder Sprüchen der Stadtwerbung. Er tauchte erstmals nach dem Beitritt Hamburgs zum deutschen Zollgebiet (1888) auf, einer Zeit, in der sich Hamburg zu einem der führenden Welthäfen entwickelte. In der Präambel der 1952 verabschiedeten Landesverfassung bezeichnet Hamburg sich selbst als „Welthafenstadt“, die „eine ihr durch Geschichte und Lage zugewiesene, besondere Aufgabe gegenüber dem deutschen Volke zu erfüllen [hat]. Sie will im Geiste des Friedens eine Mittlerin zwischen allen Erdteilen und Völkern der Welt sein.“

### Auszeichnungen
Zurückgehend auf das Hamburger Stadtrecht des 13. Jahrhunderts dürfen Hanseaten keine Auszeichnungen „fremder Herren“ annehmen. An diese Tradition hält man sich in der Regel bis heute und sie ist insbesondere bei Bediensteten des Staates vorgeschrieben. So lehnte der Hamburger Senator und Bundeskanzler Helmut Schmidt mehrfach die Annahme des Bundesverdienstordens ab.
Da Hamburg auch selbst keine Orden vergibt, ehrt der Senat seit 1813 Persönlichkeiten mit der Ehrenbürgerwürde als wichtigster Auszeichnung (siehe: Liste Hamburger Ehrenbürger). Daneben bestehen eine Reihe weiterer Auszeichnungen, Medaillen, Ehrentitel und Kulturpreise der Stadt und die Vergabe der traditionellen Portugaleser-Münzen (weitere Preise: Bürgermeister-Stolten-Medaille, Biermann-Ratjen-Medaille, Lessing-Preis, Bach-Preis, Lichtwark-Preis, Fritz-Schumacher-Preis, Hubert-Fichte-Preis, Edwin-Scharff-Preis, Aby-M.-Warburg-Preis, Medaille für treue Arbeit im Dienste des Volkes). Darüber hinaus werden von anderen Hamburger Institutionen oder Stiftungen weitere Auszeichnungen und Preise vergeben.

### Webauftritt
Der Webauftritt der Stadt Hamburg (hamburg.de) bietet mit Hotelangeboten, Veranstaltungsankündigungen, Jobinformationen und weiteren Informationen ein breites Angebot. Die Stadt Hamburg ist mit 87 Prozent an dem Portal beteiligt, die Hamburger Sparkasse mit 10,5 Prozent und die Sparkasse Harburg-Buxtehude mit 2,5 Prozent. Der Webauftritt hatte im Mai 2015 knapp 5,2 Millionen Besucher.

### Hamburg Welcome Center
Das Hamburg Welcome Center (HWC) in der Süderstraße 32b ist eine zentrale Anlaufstelle rund um die berufliche Integration von Menschen, die nach Hamburg zuwandern und zugewandert sind. Unter einem Dach arbeiten dort Sozialbehörde, Behörde für Inneres und Sport, Agentur für Arbeit, team.arbeit.hamburg und weitere Organisationen zusammen.

## Kultur
Hamburg hat über 60 Theater, über 100 Musikclubs, etwa 60 Museen, rund 280 Musikverlage und 200 Tonträger-Unternehmen. Laut der Clubstudie 2021 der Initiative Musik hat Hamburg nach München und vor Köln und Berlin die zweithöchste Musikspielstätten-Dichte der größten Städte Deutschlands. Außerdem leben und arbeiten in Hamburg mehr als 10.000 selbstständige Künstler. Es gibt fast 30 Kinos und Programmkinos. Über 10,3 Millionen Besucher zählte 2006 die Hamburger Kulturbehörde alleine für Veranstaltungen, die öffentlich gefördert wurden. 4,2 Millionen Besucher zählten die Theaterbühnen der Stadt in der Saison 2005/2006. Hamburg ist mit 2383 Theaterbesuchern je 1000 Einwohner führend in Deutschland und liegt selbst nach Abzug der Musicalbesucher vor den nachfolgenden Ländern Bremen (921) und Berlin (907).
Zudem sind in Hamburg einige Sehenswürdigkeiten von überregionaler Bedeutung beheimatet. In einer weltweiten Umfrage der Deutschen Zentrale für Tourismus wurden 2017 erneut zahlreiche Hamburg Sehenswürdigkeiten unter die Top 100 in Deutschland gewählt, darunter das Miniatur Wunderland auf Platz 1.

### Kulinarische Spezialitäten
Zu den bekannten Hamburger Gerichten gehören unter anderem Birnen, Bohnen und Speck, Scholle Finkenwerder Art, Stint, Grünkohl, Hamburger Aalsuppe, Labskaus, Snuten un Poten, Rundstück warm, Rote Grütze, Schwarzsauer und Franzbrötchen.

### Hamburgensien

#### Hamburger Liedgut
Neben der rechtlich inoffiziellen Hymne des Landes („Stadt Hamburg an der Elbe Auen“) gibt es viele Lieder mit Bezug zu Hamburg, wie zum Beispiel „Auf der Reeperbahn nachts um halb eins“ (unter anderem gesungen von Hans Albers) oder „In Hamburg sagt man tschüß“ (unter anderem gesungen von Heidi Kabel) sowie dem Shanty „Ick heff ’mol een Hamborger Veermaster seh’n“. Bis in die 1950er-Jahre wurden Musikstücke mit lokalem Anklang auch gerne von Pankokenkapellen auf der Straße gespielt. Vor dem Zweiten Weltkrieg war „An de Eck steiht’n Jung mit’n Tüdelband“ der Gebrüder Wolf sehr beliebt, neuer ist „Hamburg, meine Perle“ von Lotto King Karl.
Mit den Bands Blumfeld, Die Sterne und Tocotronic ging ab etwa 1990 der Begriff der Hamburger Schule als eigenständiges Genre deutschsprachiger Musik in die Popkultur ein. Erweitert wird die mit Hamburg verbundene alternative Musik mittlerweile von Kettcar und Tomte. Auch die deutschsprachige Hip-Hop-Band Absolute Beginner beschreibt in „City Blues“ ihr Lebensgefühl zu ihrer Heimatstadt; Samy Deluxe in „Hamburg Anthem“.
Als Urgesteine gelten mittlerweile die Hip-Hopper von Fettes Brot, die ursprünglich aus dem Kreis Pinneberg stammen und sich selbst als „Hamburgs Hip-Hop-Dinosaurier“ bezeichnen. 1995 schrieben sie mit „Nordisch by Nature“ ein Loblied über den Norden Deutschlands im Allgemeinen und die Hansestadt im Speziellen. Bekannt ist außerdem Udo Lindenberg, dessen Wurzeln in der Hamburger Szene sind.

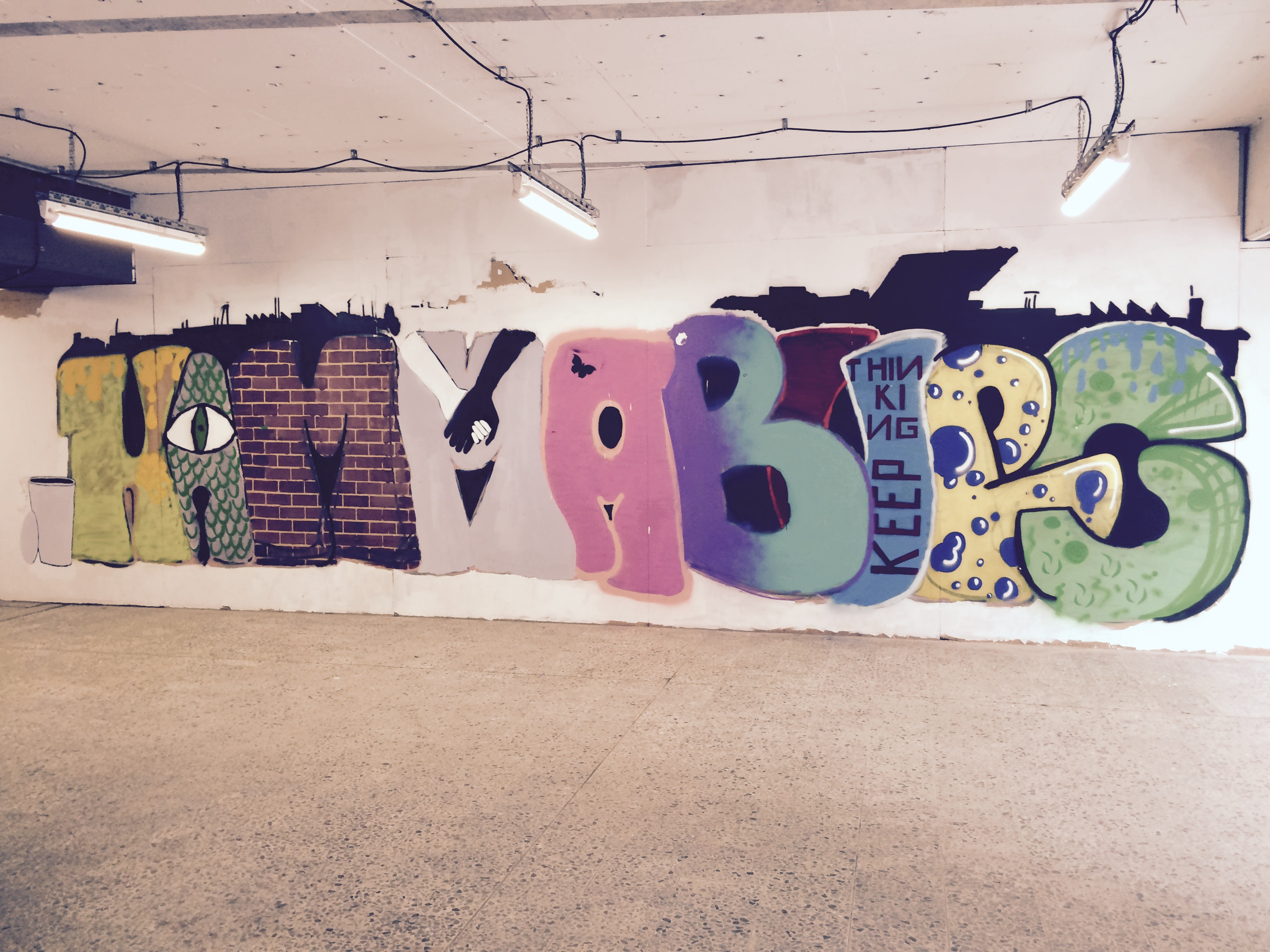
Graffito im S-Bahnhof Altona während der Umbauphase, Hamburg 2015

#### „Hamburger Gruß“
Der Hamburger Gruß „Hummel, Hummel“, beantwortet mit „Mors, Mors“, stammt einer Legende zufolge vom Wasserträger Johann Wilhelm Bentz, der den Spitznamen „Hummel“ trug und bis zu seinem Tod 1854 in Hamburg lebte. Wenn er vorbeikam, riefen ihn die Kinder spöttisch „Hummel, Hummel“. Er antwortete darauf wütend mit „Mors, Mors“ (verkürzend für „Klei mi an’n Mors“, das plattdeutsche Pendant des Götz-Zitates). Thematisiert wird dies am Hummel-Brunnen in der Neustadt (Rademachergang/Breiter Gang), der den Wasserträger darstellt. An den gegenüberliegenden Hausfassaden finden sich Kinderskulpturen, die ihm ihr entblößtes Hinterteil präsentieren.
Der Hamburger Gruß wird allerdings eher außerhalb Hamburgs als Erkennungszeichen oder wie beim Fußball als Schlachtruf verwendet. Zur Begrüßung allgemein üblicher ist zum Beispiel das in Teilen Norddeutschlands verbreitete „Moin“, beziehungsweise „Tschüs“ zur Verabschiedung.

#### Hamburger Witze
Es gibt eine Reihe traditioneller Figuren, die in Hamburger Witzen vorkommen, insbesondere die Hafenarbeiter Hein und Fiete sowie die Göre Klein Erna mit ihren Verwandten und der Nachbarschaft (gesammelt von Vera Möller). Die Witze um diese Gestalten besitzen tendenziell ziemlich lakonische und häufig auch recht anzügliche Pointen.
Ebenso hat sich die Spielart des He lücht in Bezug auf die Hafenrundfahrt herausgebildet.

#### Hamburger Aalsuppe
Überregional bekannt ist die besonders reichhaltige Hamburger Aalsuppe, die Backobst enthält und dadurch eine süßsäuerliche Note erhält. Sie wird als Hauptgericht serviert.

#### Fliegender Hamburger
Der Verbrennungstriebwagen 877 (später DB-Baureihe VT 04.0) war der erste Dieselschnelltriebwagen der Deutschen Reichsbahn und zugleich der erste Stromlinienzug in planmäßigem Einsatz. Mit ihm wurde ab 1933 zwischen Berlin und Hamburg die damals weltweit schnellste Zugverbindung hergestellt. Er war als „Fliegender Hamburger“ bekannt.

#### Briefmarken

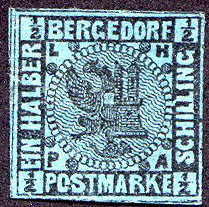
1/2-Schilling-Dauermarke von Bergedorf (1861–1887)

Bis 1868 waren die Stadt Hamburg und die zeitweise vom Land Hamburg regierte Stadt Bergedorf berechtigt, eigene Postwertzeichen herauszugeben. Außerdem gibt es einige Beispiele von Hamburger Motiven auf Briefmarken.

### Regelmäßige Veranstaltungen

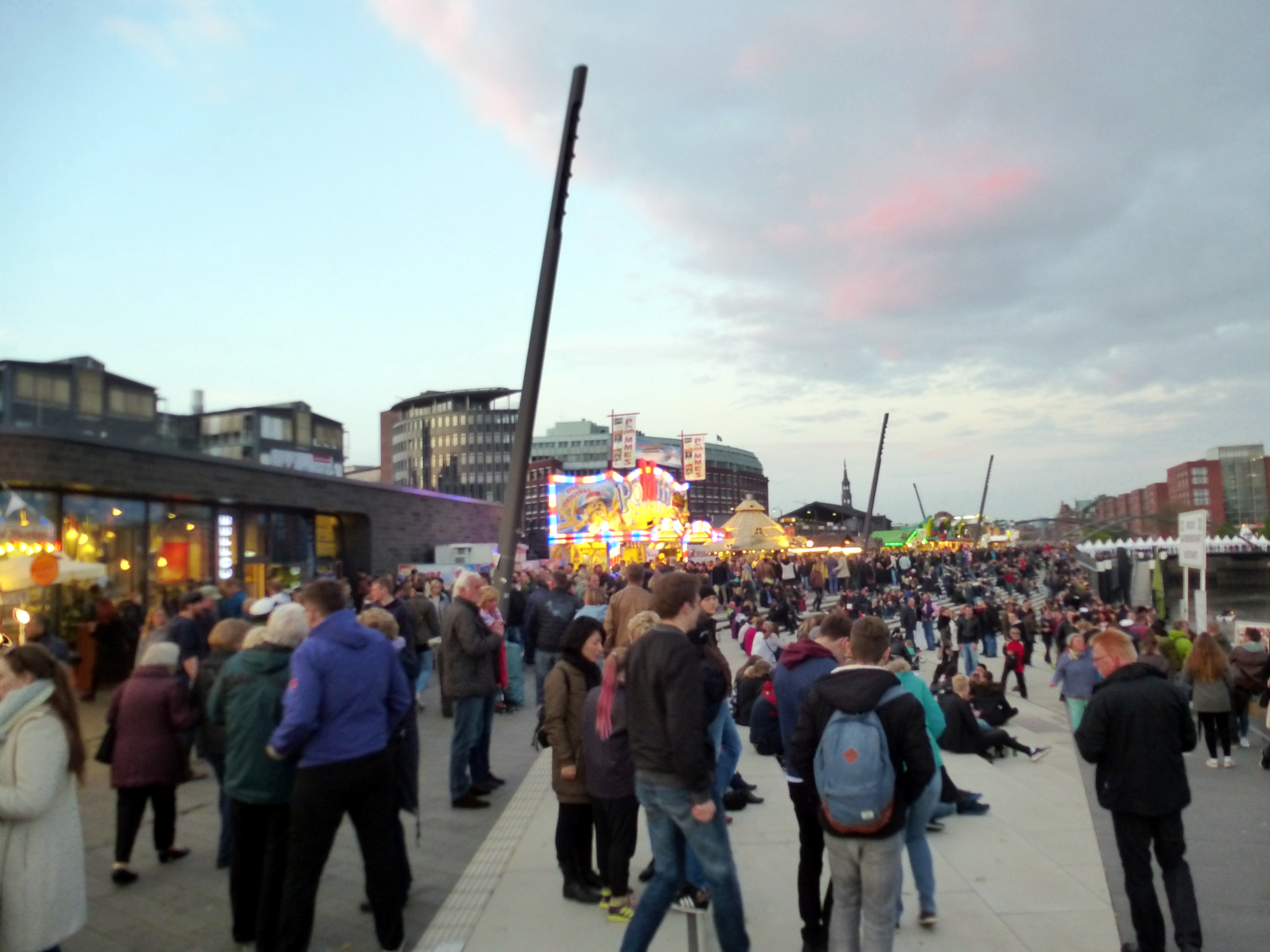
Besucherandrang beim Hafengeburtstag 2017

Hamburg bietet zu jeder Jahreszeit Veranstaltungen, wie den allsonntäglichen Hamburger Fischmarkt und den dreimal im Jahr stattfindenden „Hamburger Dom“, einen großen Jahrmarkt. Der Hafengeburtstag, der im Mai gefeiert wird, ist neben dem Alstervergnügen, das im August rund um die Binnenalster stattfindet, mit mehr als einer Million Besuchern die größte Veranstaltung. Das Alstervergnügen wurde 2018 letztmals durchgeführt. Nur bei entsprechender Witterung gibt es auf der Außenalster im Winter das Alstereisvergnügen. Die Cruise Days finden alle zwei Jahre im August/September mit 200.000 Zuschauern statt mit der Auslaufparade mehrerer Kreuzfahrtschiffe im besonders beleuchteten Hafen.
Einige Filmfestivals (Filmfest Hamburg, cinefest – Internationales Festival des deutschen Film-Erbes, Hamburg International Queer Film Festival, Fantasy Filmfest); der Christopher Street Day (CSD) sowie die Hamburg Harley-Days, eines der größten deutschen Motorradtreffen finden hier alljährlich statt. Jedes Jahr im Sommer wird der europaweit größte Motorradgottesdienst mit bis zu 40.000 Teilnehmern abgehalten.
Im August findet auf dem Gelände der Theaterfabrik Kampnagel das Internationale Sommerfestival statt, das größte Festival für zeitgenössischen Tanz, Performances, Konzerte und Theater in der Hansestadt. Im Bezirk Altona findet seit 1999 im Juni die altonale statt, ein zweiwöchiges Kultur- und Straßenfest. Im September findet jährlich das Internationale Straßenkunstfestival STAMP und im Winter die Hamburger Weihnachtsmärkte statt.
Bekannte Festivals, die jährlich in Hamburg stattfinden, sind das MS Dockville, das Reeperbahn Festival sowie das Elbjazz.

### Musik

#### Musicals

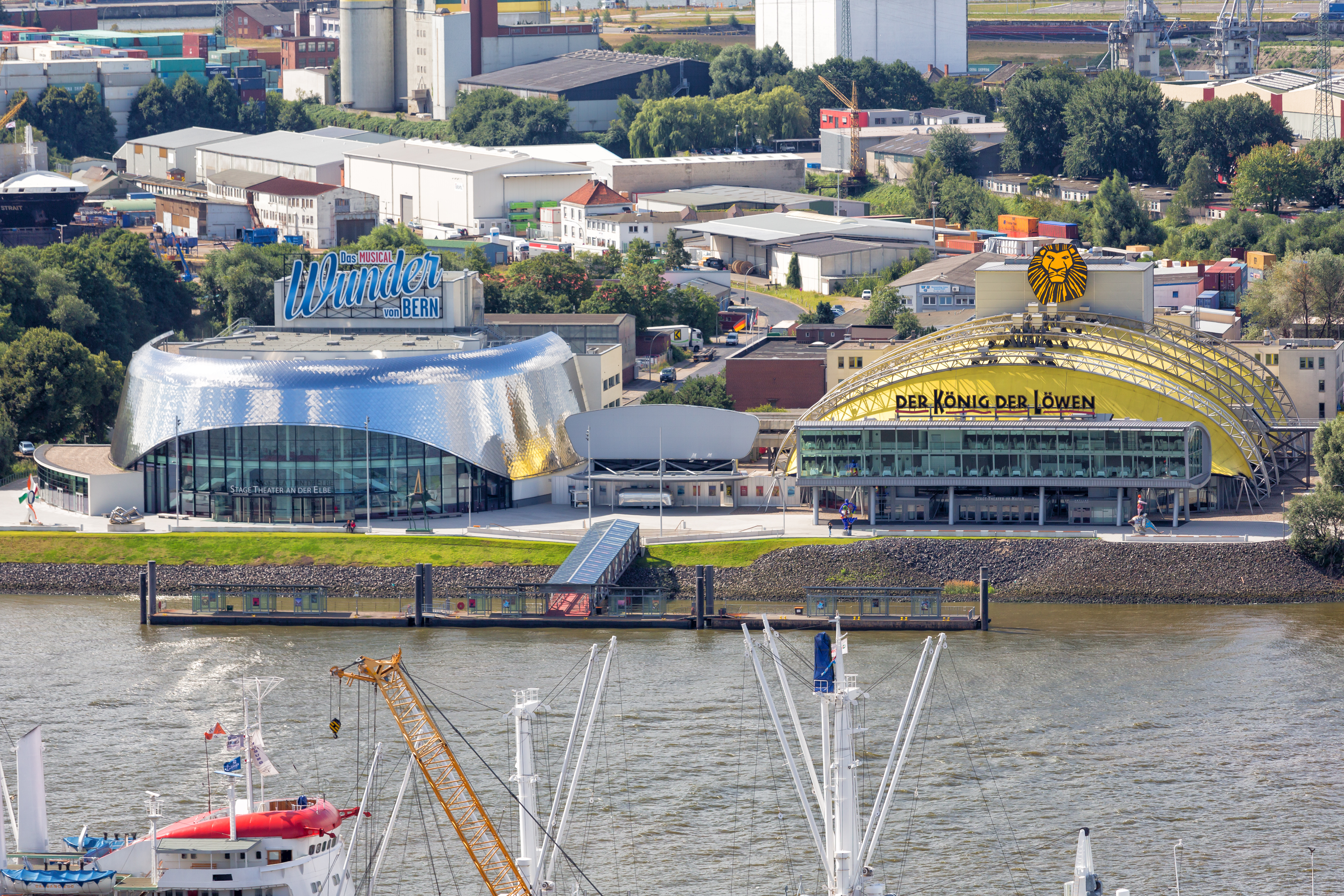
Theater im Hafen Hamburg – links das Theater für Das Wunder von Bern, rechts der Bau für das Musical König der Löwen

Hamburg ist – mit einigem Abstand – der weltweit drittgrößte Musicalstandort nach New York und London und zählte im Jahr 2007 zwei Millionen Musicalbesucher. Die Stage Entertainment unterhält mit dem Operettenhaus, der „Neuen Flora“, dem Theater im Hafen und dem Theater an der Elbe vier größere Musicaltheater mit einer Besucherkapazität zwischen 1400 (Operettenhaus) und 2030 (Theater im Hafen) Plätzen sowie in der Speicherstadt das „Theater Kehrwieder“ (bis 320 Plätze) in dem zeitweise unter anderem Musicals, Varieté oder Kabarett dargeboten werden. In dem alten Speicher sind ebenfalls die Stage Entertainment Studios und die Joop van den Ende Academy eingerichtet, die auf die Musicalausbildung spezialisiert ist. Auch die seit 1985 bestehende Stage School bildet Darsteller für diesen Bereich aus.
Hinzu kommen zahlreiche kleinere Bühnen, wie beispielsweise das St. Pauli Theater, der Delphi Showpalast oder Schmidts Tivoli und Schmidt Theater, auf denen vornehmlich eigenproduzierte Musicals und Gastaufführungen gespielt werden. Gastspiele sind zudem häufig in zahlreichen anderen Häusern, wie auch den großen Staatstheatern während der sommerlichen Spielzeitpausen, oder in temporären Spielstätten zu sehen. So kehrte Ende 2010 Cats vorübergehend nach Hamburg zurück: Zum Auftakt einer Europa-Tournee gastierte das Musical für zwei Monate in einem eigens angefertigten Musical-Zelt auf dem Heiligengeistfeld.
Am 13. März 2013 feierte das vierte große Musicaltheater – nach dem Operettenhaus, Neuer Flora und Theater im Hafen – in der Hansestadt Richtfest. Das Stage Theater an der Elbe wurde im Frühjahr 2014 fertiggestellt und bietet 1.850 Sitzplätze. Im Stadtteil Hamburg-Hammerbrook, integriert in die bestehende Hamburger Großmarkthalle, eröffnete im März 2015 ein weiteres Musical-Theater, das Mehr! Theater, betrieben von Mehr! Entertainment. Das Theater zeichnet sich durch eine besonders wandlungsfähige Bühne aus, die neben Musicals für viele unterschiedliche Veranstaltungen genutzt werden soll und bis zu 3.500 Zuschauern Platz bietet.
Ein Meilenstein bei der Entwicklung zur Musicalstadt war die Deutschlandpremiere von Andrew Lloyd Webbers Cats 1986 im umgebauten Operettenhaus, das durchgehend fünfzehn Jahre (bis 2001) gespielt wurde. Der Mann, der mit seiner Stella-Theater-Produktion GmbH in der Hansestadt Hamburg den deutschen Musicalboom entfachte, hieß Friedrich Kurz. Weit mehr als 50 Millionen Zuschauer haben hier seit der Premiere von Cats im April 1986 bis heute ein Musical besucht. Mit dem Startenor Peter Hoffmann in der Hauptrolle produzierte Friedrich Kurz 1990 das Musical Das Phantom der Oper. In eigens neu erbauten Theatern folgten die Produktionen von Das Phantom der Oper, das in der Neuen Flora ab 1990 für elf Jahre gespielt wurde und Buddy, das ab 1994 über sechs Jahre im Theater im Hafen lief. Weitere mehrjährig gespielte Musicals in den gleichen Spielstätten waren Tanz der Vampire (Dezember 2003 bis Januar 2006), Dirty Dancing (März 2006 bis Juni 2008), Mamma Mia! (November 2002 bis September 2007), Ich war noch niemals in New York (Dezember 2007 bis September 2010), Sister Act, Dezember 2010 bis August 2012 im Operettenhaus, und Tarzan (Oktober 2008 bis September 2013).
Zu den aktuellen Produktionen der Großtheater gehören Der König der Löwen – seit 2001 im Theater im Hafen, Disney’s Hercules – seit März 2024 in der Neuen Flora, &Julia – seit Oktober 2024 im Operettenhaus, und seit Dezember 2024 MJ – Das Michael Jackson Musical im Theater an der Elbe.

#### Oper und Ballett

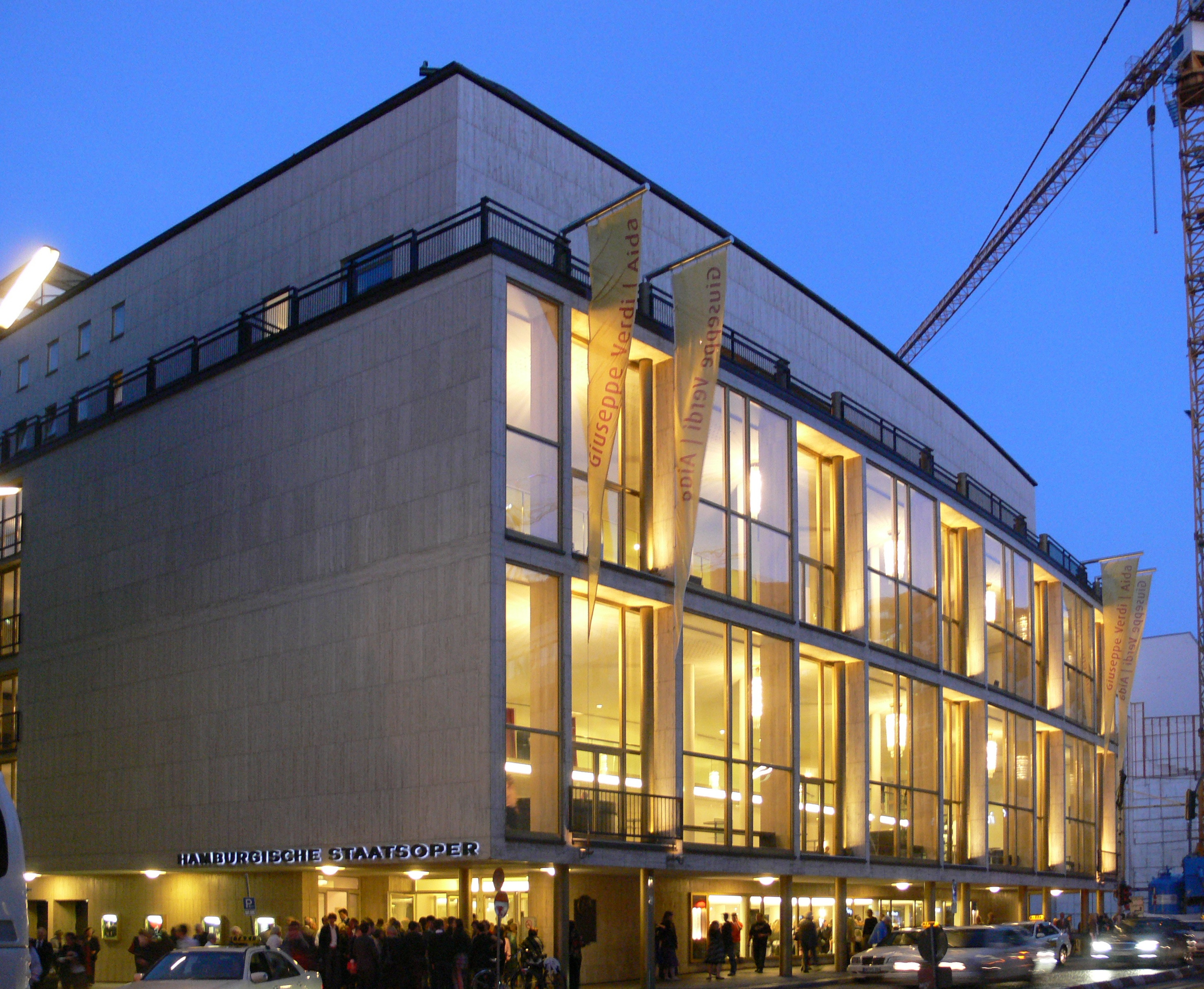
Hamburgische Staatsoper

Die staatseigene Hamburgische Staatsoper wurde am 2. Januar 1678 als erstes öffentliches Opernhaus Deutschlands in Hamburg gegründet. Kunstsinnige Hamburger Bürger setzten sich seinerzeit für eine „Oper für Jedermann“ in Hamburg ein.
Ratsherr Gerhard Schott, Jurist Peter Lütjens und Organist Johann Adam Reincken setzen nicht nur die Gründung eines öffentlichen Opernhauses im Senat durch, sondern bildeten auch das erste Direktorium dieser auf privatwirtschaftlicher Basis geführten Oper am Gänsemarkt. Hier kam es zur Blüte der Barockoper, innerhalb welcher Georg Friedrich Händel und Georg Philipp Telemann zahlreich Opern für Hamburg schrieben.
Zunächst als schlichter Holzbau des italienischen Architekten Sartorio erbaut, wurde dieses Haus Mitte des 18. Jahrhunderts abgerissen und an seinem heutigen Standort an der Dammtorstraße von dem Architekten Carl L. Wimmel neu erbaut; später dann – wiederum von Martin Haller – prunkvoller umgestaltet. Dieser Bau wurde durch die Luftangriffe des Zweiten Weltkrieges erheblich beschädigt. Heute steht an dieser Stelle ein Fünfziger-Jahre-Kubusbau, dessen Architektur nicht unumstritten ist.
Die Hamburgische Staatsoper ist eine Oper von Weltruf: Montserrat Caballé begann hier ihre Weltkarriere, Plácido Domingo startete von hier aus seine Karriere in Europa, ferner traten unter anderem Opernstars wie Enrico Caruso, Luciano Pavarotti, Mirella Freni, Birgit Nilsson und Maria Callas hier auf.
Seit 2015 ist Kent Nagano Generalmusikdirektor der Hamburgischen Staatsoper und des 1828 gegründeten Philharmonischen Staatsorchesters Hamburg. Opern- und Orchesterintendant ist der Schweizer Georges Delnon. In der Dekade von 2005 bis 2015 war die australische Dirigentin Simone Young Intendantin sowie Generalmusikdirektorin des Hauses.
Eines der weltbesten Ballett-Ensembles, das Hamburg Ballett unter der Leitung von John Neumeier (von 1973 bis 2024) hat an der Staatsoper seine Heimat. Unter Neumeier entstand auch ein Ballettzentrum mit seiner Ballettschule im Stadtteil Hamm.
Im Februar 2025 wurde offiziell bekannt, dass die Stadt Hamburg und die Kühne-Stiftung des Hamburger Unternehmers Klaus-Michael Kühne sich auf einen Neubau einer Oper auf dem Baakenhöft in der Hafencity verständigt haben. Die Baukosten tragen voraussichtlich 330 Millionen Euro.

#### Konzerthäuser

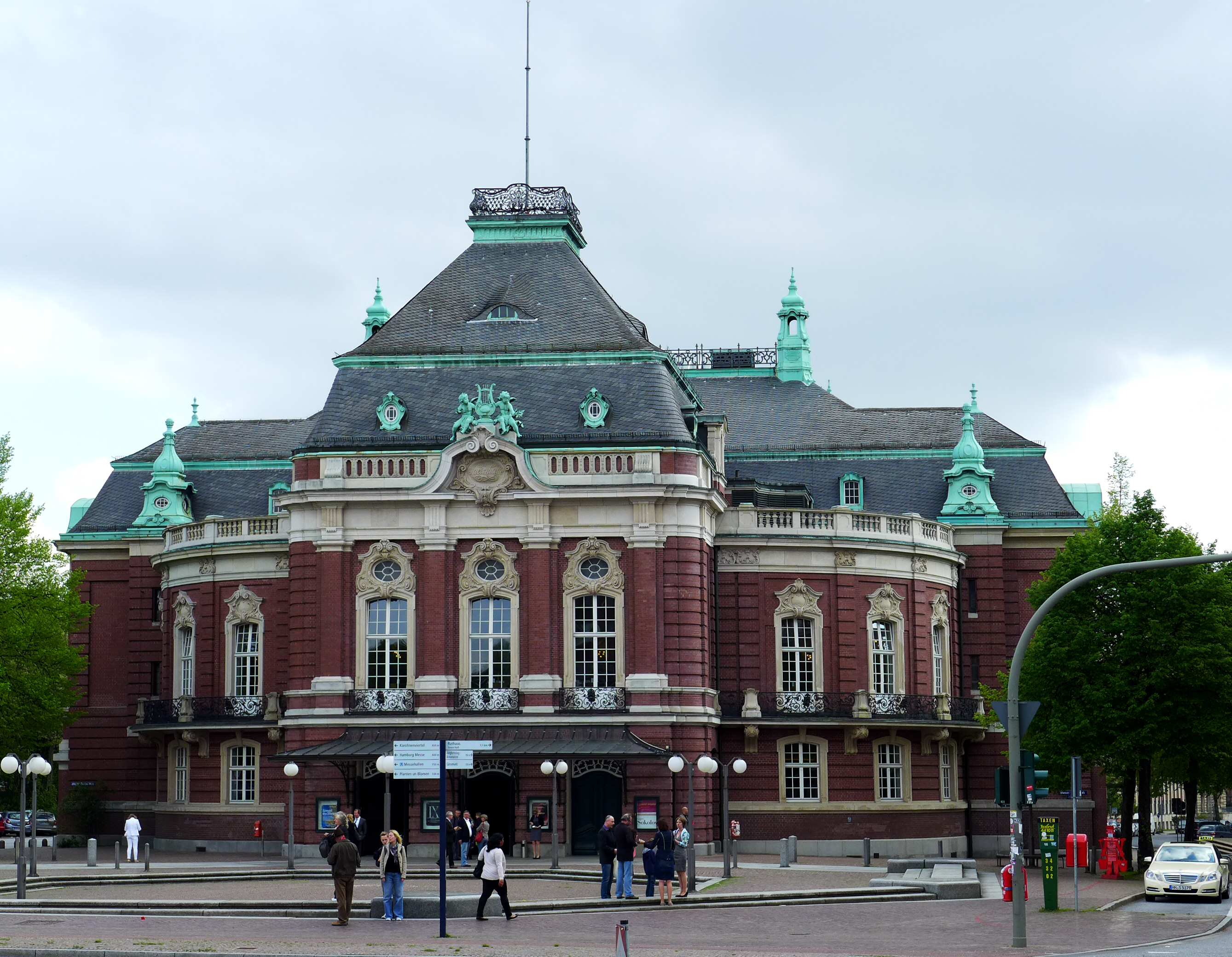
Laeiszhalle

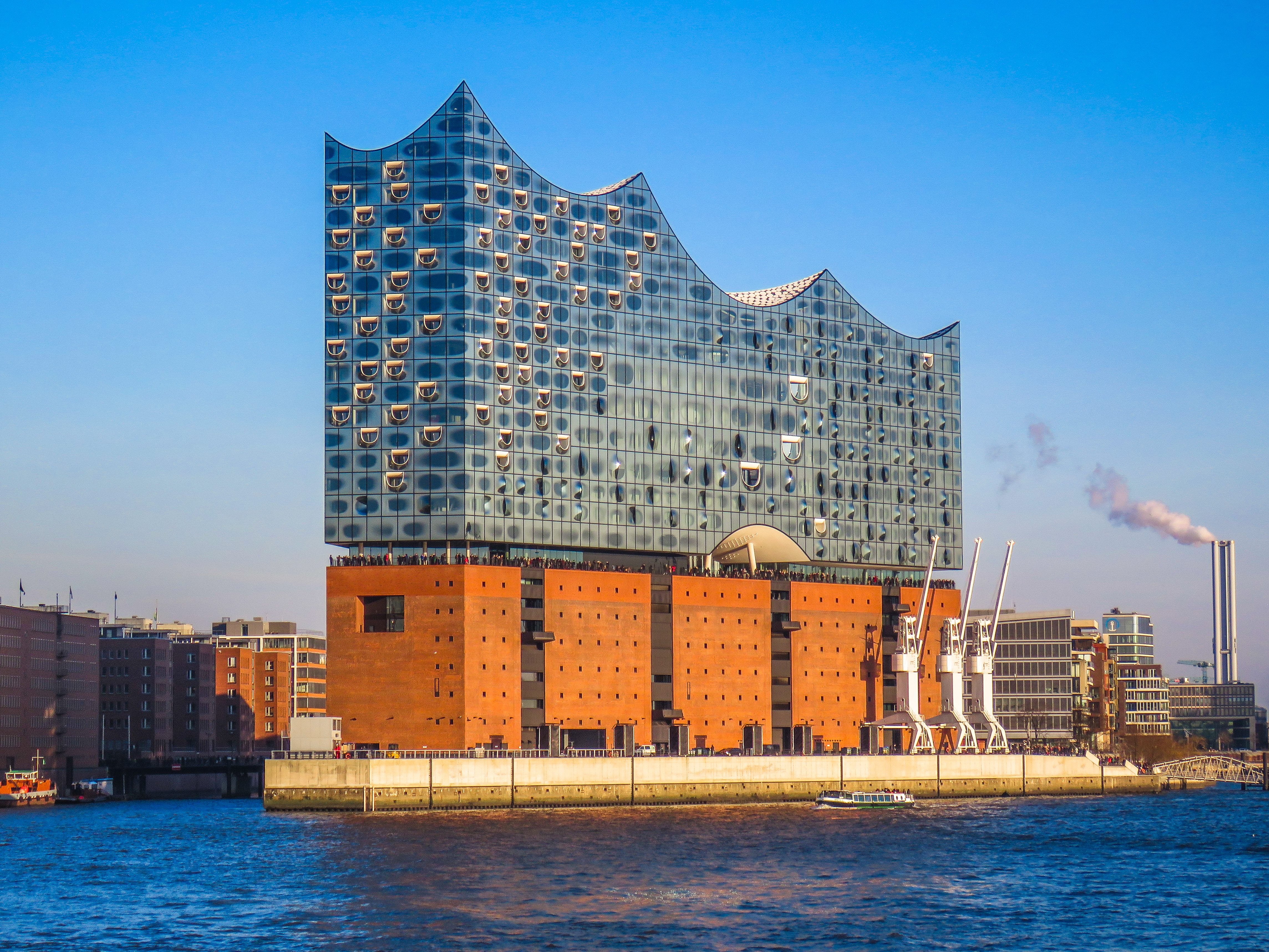
Elbphilharmonie

Bis 2017 stand den Hamburgern und Besuchern nur ein Konzerthaus für klassische Musik zur Verfügung: die Laeiszhalle, benannt nach dem Reeder Carl Laeisz und dessen Frau Sophie Christine, die testamentarisch mit einer großzügigen Summe den Bau eines Konzerthauses ermöglichten. Nach den Plänen von Martin Haller und Emil Meerwein wurde das neobarocke Konzerthaus zwischen 1904 und 1908 am heutigen Johannes-Brahms-Platz errichtet. Inzwischen finden dort nicht nur klassische Konzerte statt, sondern auch Konzerte moderner Musikrichtungen, wie beispielsweise Jazz.
Neben der Laeiszhalle wurde am 11. Januar 2017 ein zweites Konzerthaus mit einem Festakt eröffnet: die Elbphilharmonie in der HafenCity. Nahezu zehn Jahre waren von der Idee über die Planung bis zur Fertigstellung vergangen. Dieser repräsentative Bau hat eine Fassade aus Glas, ähnelnd einem Eisberg bzw. einer Meereswoge; sie wurde auf dem ehemaligen Kaispeicher A (Baujahr 1963) am Zipfel des Dalmannkais errichtet. 2150 Sitzplätze bietet der große, weitere 550 der kleine Saal. Ebenso beherbergt das Konzerthaus ein 5-Sterne-Hotel mit Hafenblick sowie 45 Wohnungen. Der Bau stammt von dem Basler Architektenbüro Herzog & de Meuron.

### Theater

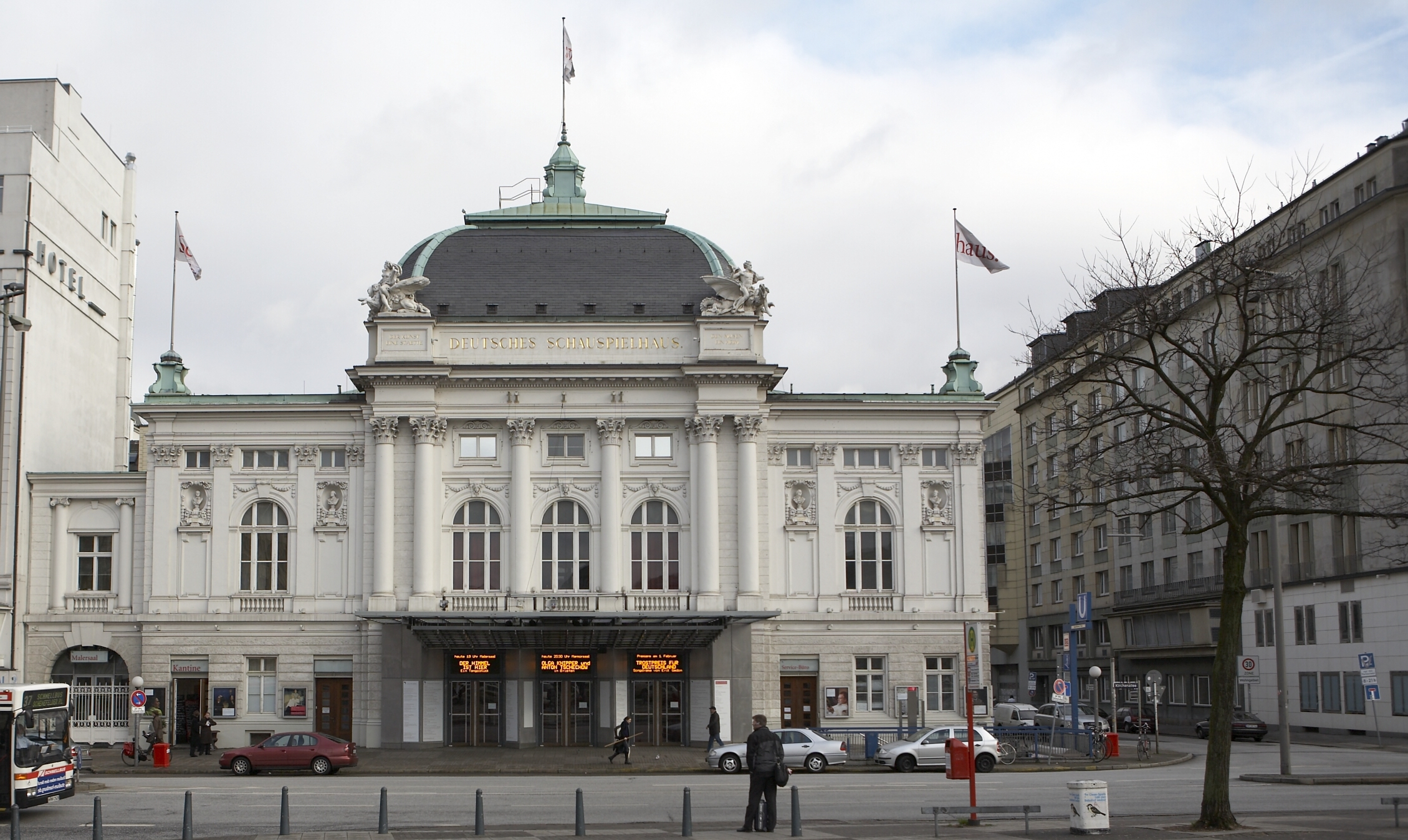
Deutsches Schauspielhaus

Hamburg verfügt über zwei staatseigene Sprechtheater, das Deutsche Schauspielhaus und das Thalia Theater, sowie eine große Zahl privat geführter Theater. Eines der ältesten und durch die zahlreichen TV-Sendungen bekanntesten Theater in Hamburg ist das Ohnsorg-Theater, in dem Stücke in plattdeutscher Sprache aufgeführt werden. Die größten Bühnen für internationalen zeitgenössischen Tanz und Theater bietet die internationale Kulturfabrik Kampnagel in Winterhude. (Weitere Theater)

### Besucherorganisationen
Hamburgs größte Besucherorganisation ist die Hamburger Volksbühne e. V. Sie wurde am 4. Januar 1919 als Verein gegründet und hat über 22.000 Mitglieder. Die TheaterGemeinde Hamburg e. V. wurde 1984 gegründet und hat 14.000 Mitglieder.

### Öffentliche Bücherhallen
2015 existierten in Hamburg 36 Bücherhallen, die sich über das gesamte Stadtgebiet verteilen. 1.780.906 Medien (Bücher, Blu-rays, DVDs, Zeitschriften etc.) befanden sich im Medienbestand und wurden von 4.735.154 Besuchern 13.730.455 mal ausgeliehen.

### Museen und Ausstellungen

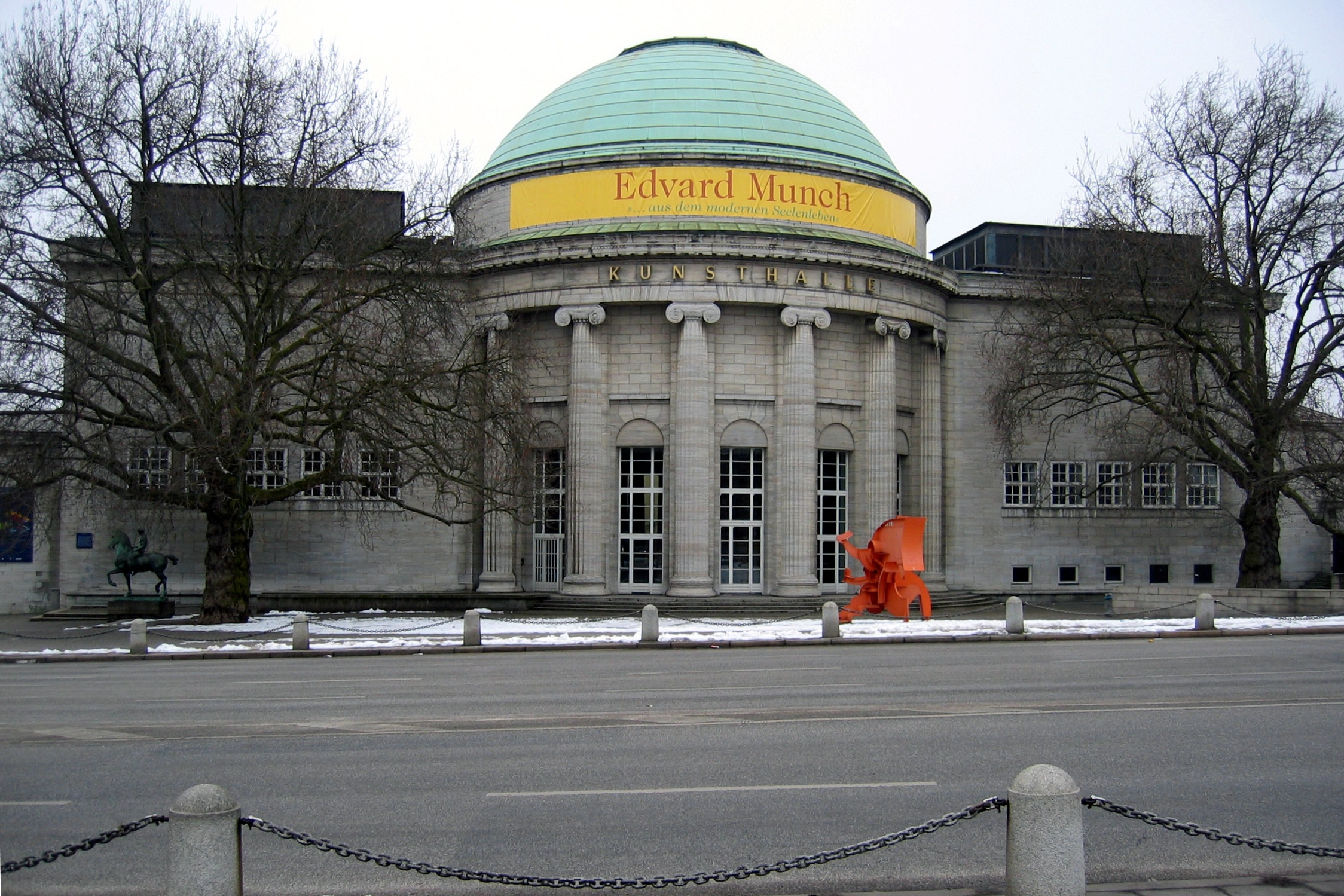
Kunsthalle Hamburg

In Hamburg sind etwa 60 Museen beheimatet. Darunter sind sieben staatliche Museen mit weiteren Außenstellen sowie zahlreiche private Museen und Sammlungen. Die Kunsthalle und das Museum für Kunst und Gewerbe zählen zu den wichtigen Kunstmuseen und die Deichtorhallen und das Bucerius Kunst Forum präsentieren bedeutende Ausstellungen. Daneben gibt es Museen zur Regionalgeschichte, wie das Museum für Hamburgische Geschichte, zu den Themen Technik und Arbeit, wie das Museum der Arbeit sowie eine Reihe von Sammlungen aus verschiedenen Bereichen der Wissenschaft vom Museum am Rothenbaum – Kulturen und Künste der Welt bis zum modernen Planetarium.
Einige Ausstellungen haben eher unterhaltenden Charakter, wie das Miniatur Wunderland mit der größten Modelleisenbahn der Welt oder Deutschlands ältestes Wachsfigurenkabinett, das Panoptikum. Das Internationale Maritime Museum ist eines von mehreren Museen, die auf die Themen Schifffahrt, Hafen und dort umgeschlagene Waren ausgerichtet sind. Darunter sind auch verschiedene, teils noch betriebsfähige Museumsschiffe im Hafen oder die BallinStadt, die über die früher von dort aufgebrochenen Auswanderer informiert.
Einige Gedenkorte, wie die KZ-Gedenkstätte Neuengamme, erinnern zudem an die Verfolgungen während der Zeit des Nationalsozialismus und den Zweiten Weltkrieg.

### Bauwerke und Stadtentwicklung
Das älteste Gebäude Hamburgs steht auf Hamburgs Exklave, der Insel Neuwerk in der Elbmündung. Der dortige Leuchtturm Neuwerk wurde 1310 errichtet. Das Gebäude mit einer noch älteren Geschichte auf dem Boden Hamburgs ist die Kirche Sinstorf im Stadtteil Sinstorf mit knapp 1000 Jahren, sie ist jedoch nicht originär von Hamburg erbaut worden.

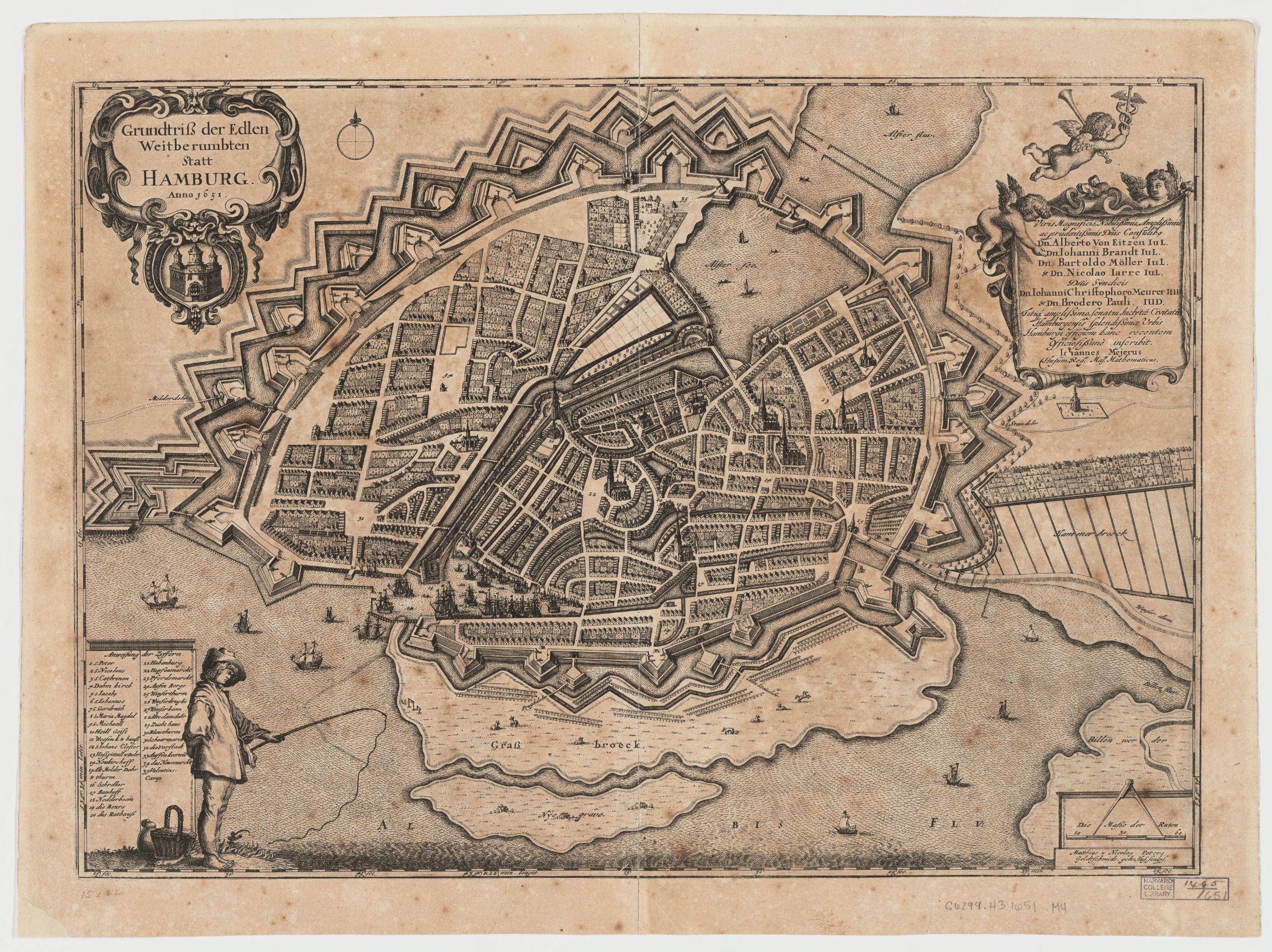
Hamburg Anno 1651 – Legende: 1. St. Petri, 2. St. Nikolai, 3. St. Katharinen, 5. St. Jakobi, 9. St. Michaelis

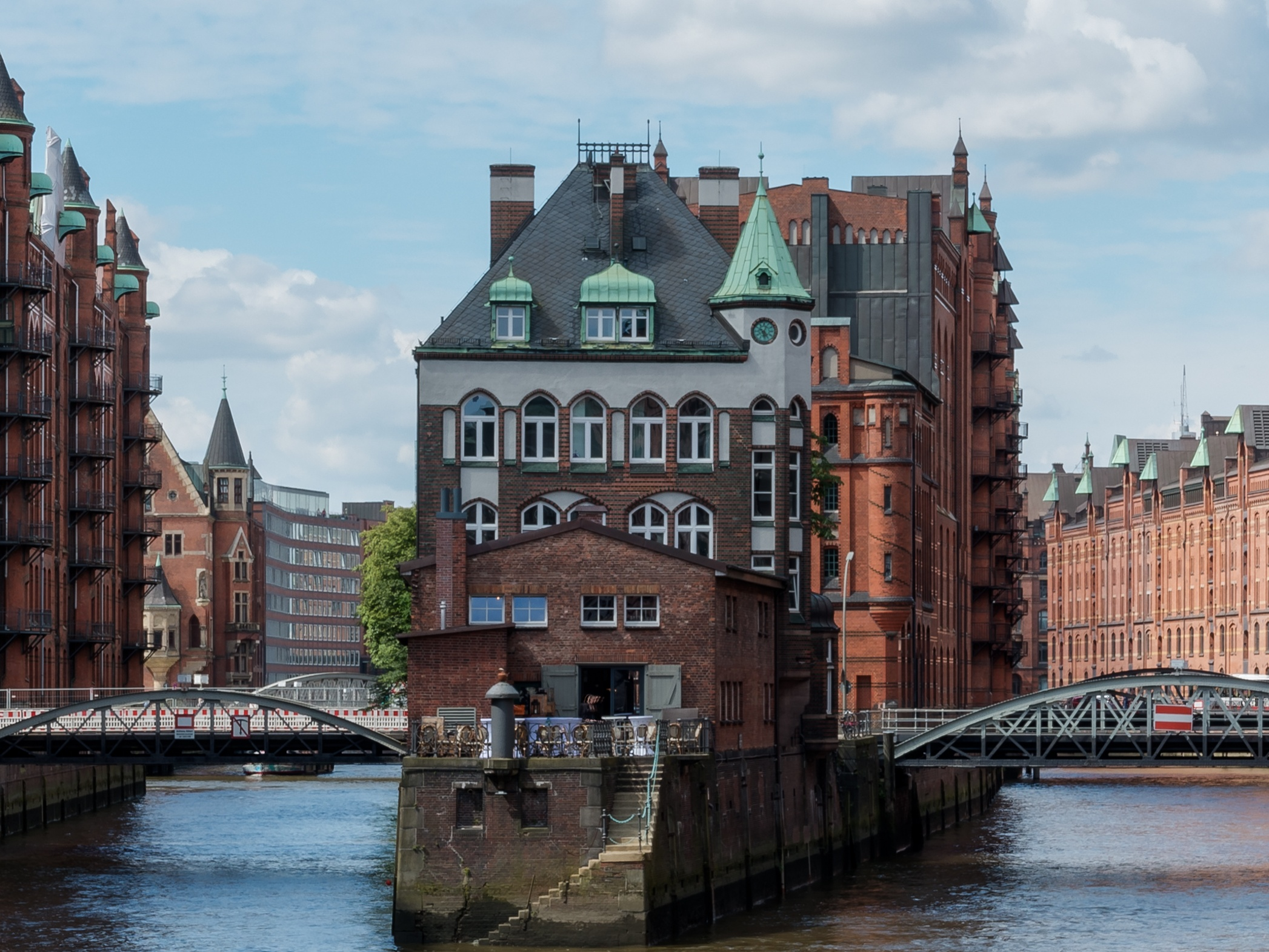
Das Wasserschloss in der Speicherstadt

Die Stadtansicht wird geprägt durch die Türme der fünf Hauptkirchen St. Petri, St. Jacobi, St. Katharinen und St. Michaelis („Michel“, 1648–1673), dem Wahrzeichen der Stadt, sowie die als Mahnmal für den Zweiten Weltkrieg erhalten gebliebene Turmruine von St. Nikolai. Wenig bekannt ist, dass der Turm das höchste konventionelle Gebäude der Stadt ist und von 1874 bis 1876 das höchste weltweit war.
Sechster Turm ist das 1897 fertiggestellte Rathaus mit seinen 647 teils prunkvoll ausgestalteten Sälen und Zimmern. Auf seiner Rückseite steht die Handelskammer Hamburg mit der Hamburger Börse. Diese architektonische Silhouette soll gewahrt werden, weshalb sich nur wenige andere hohe Gebäude in der weiteren Innenstadt befinden.
Die Hamburger Wallanlagen wurden von 1616 bis 1625 um Hamburg herum zum Schutz vor dem Königreich Dänemark errichtet. Mit dem Wall wurde die Alster fortan in Außen- und Binnenalster getrennt, wo sich heute die Lombardsbrücke und Kennedybrücke befinden. Während der ersten Hälfte des 19. Jahrhunderts wurden die Wallanlagen abgetragen und in Grünanlagen entlang des Holstenwalls umgewandelt, in die Parkanlagen Planten un Blomen mit Teilen des Alten Botanischen Gartens und dem Wallringpark, mit den Kleinen und Großen Wallanlagen, sowie dem Alten Elbpark, nahe den St. Pauli-Landungsbrücken an der Elbe.
Die Grenze zwischen Altstadt und Neustadt und die südliche Altstadt wird von Fleeten und Kanälen durchzogen, die über die Binnenalster das Zentrum mit dem Hafen verbinden und früher als Transportwege elementarer Bestandteil der Hamburger Wirtschaft waren.
Relikte des „alten Hamburg“ sind in der Innenstadt in der Deichstraße und dem auf dem anderen Ufer des Nikolaifleets im Cremon zu sehen. Auch das Gängeviertel sowie die Krameramtswohnungen von 1676 bieten einen Einblick in typische Hamburger Bebauung vor der großflächigen Umgestaltung der City im 19. und 20. Jahrhundert.

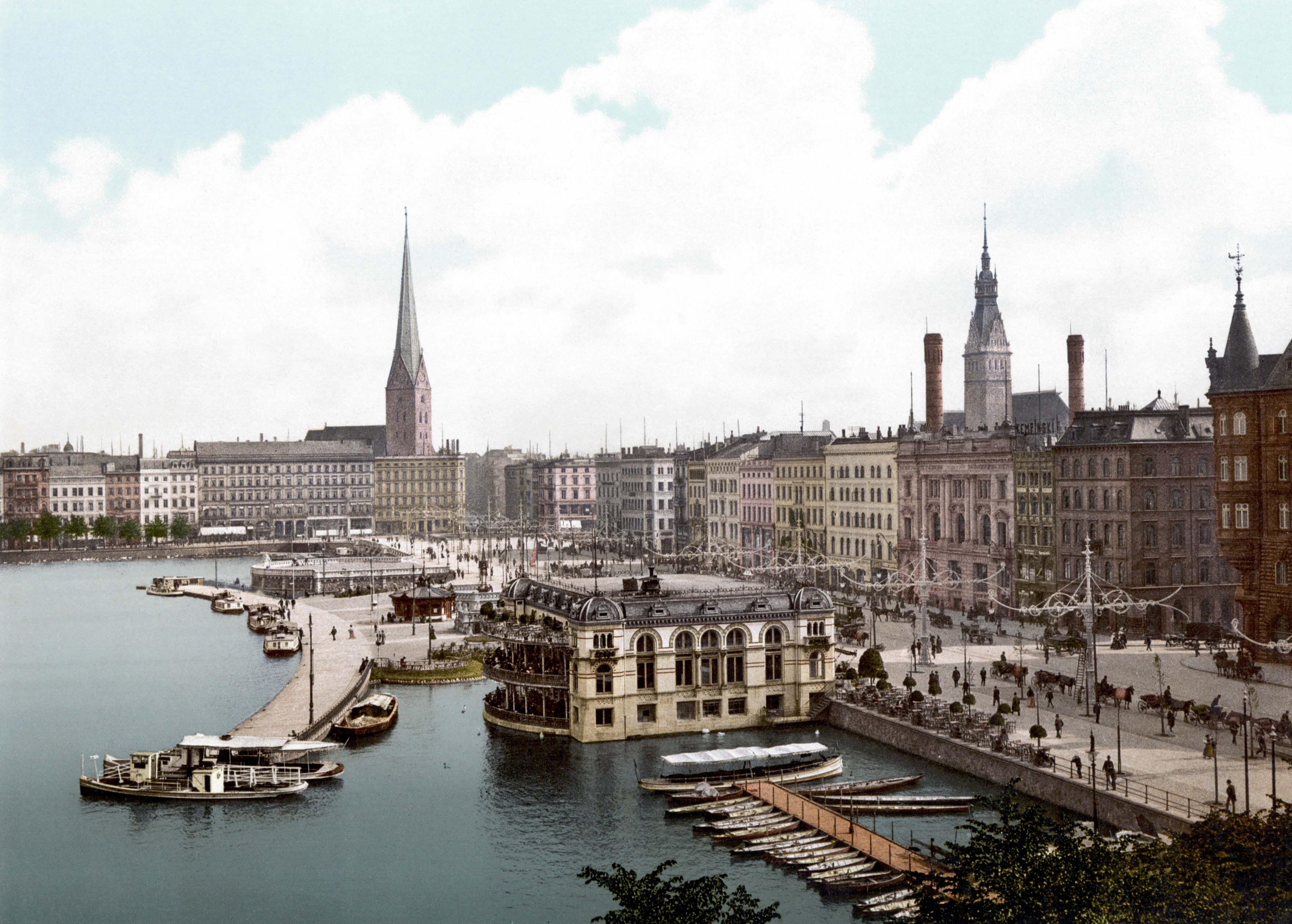
Jungfernstieg um 1900, im Vordergrund der Alsterpavillon, im Hintergrund St.-Petri- und Rathaus-Türme

Das Altonaer Rathaus am Platz der Republik in Hamburg-Altona-Altstadt ist seit 1898 das (zeitlich dritte) Rathaus der bis 1938 selbständigen Stadt Altona.
Die Hamburger Sternwarte (1909) im Stadtteil Bergedorf, die als Forschungssternwarte der Universität Hamburg betrieben wird, wurde 2008 mit ihren zahlreichen historischen Gebäuden und Instrumenten zum Kulturdenkmal von nationalem Rang ernannt.
Der Bereich um die Binnenalster mit dem Jungfernstieg, dem Ballindamm, den Alsterarkaden (1843–1846) und den Colonnaden gilt als Hamburgs Flaniermeile.
Am Hafen und entlang der Elbe gibt es zahlreiche Sehenswürdigkeiten wie die Speicherstadt, die Landungsbrücken (1839), der 1911 für den Fußgängerverkehr und Fahrzeuge freigegebene Alte Elbtunnel, der Altonaer Fischmarkt mit der Fischauktionshalle (1896) und das Blankeneser Treppenviertel.
Die Speicherstadt als größtes zusammenhängendes Lagerhaus-Ensemble mit ihren Brücken, Wasserwegen und Straßen wurde zwischen 1885 und 1927 in drei Bauabschnitten auf einer Inselgruppe in der Elbe errichtet. Mit dem benachbarten Kontorhausviertel wurde es 2015 zum UNESCO-Welterbe ernannt. Hamburg war damit das letzte deutsche Bundesland, das eine eigene Kulturerbe-Stätte bekam. Beide Viertel stehen für die Entwicklung Hamburgs zu einer weltweiten Handelsmetropole, in der im Gegensatz zum vormaligen alt-hamburgischen Bürgerhaus, eine Trennung von Warenlagerung, Büro- und Wohnnutzung notwendig wurde.
Wie im ganzen norddeutschen Raum ist auch in Hamburg die traditionelle Grundbausubstanz aus Backstein bzw. Klinker. Die zwischen 1920 und 1940 überwiegend mit regionaltypischen Klinkerfassaden errichteten Häuser des Kontorhausviertels bildeten das erste eigene Bürostadtviertel auf dem europäischen Kontinent. Der Bautypus des Kontorhauses, dessen deutsches Zentrum und Ausgangsort in Hamburg lag, erreichte hier den Höhepunkt seiner Entwicklung. So ist die Gestaltung des 1924 erbauten Chilehauses, mit seiner an einen Schiffsbug erinnernden Spitze, ein herausragendes Beispiel der Architektur der Moderne und Paradebeispiel des Backsteinexpressionismus.
Weitere architektonische Besonderheiten in der Innenstadt sind der Hauptbahnhof, der Bahnhof Hamburg Dammtor und das Curiohaus (1908–1911).
Am Sievekingplatz befindet sich das Justizforum, das aus dem Hanseatische Oberlandesgericht (1912) im Zentrum, dem Strafjustizgebäude und dem Ziviljustizgebäude besteht. Zusammen mit den Grünflächen rundherum und der benachbarten Laeiszhalle (1908) stellt das Justizforum ein Ensemble historischer Architektur dar, das unter Denkmalschutz steht.
Durch schwere Bombardierungen im Zweiten Weltkrieg wurden ganze Stadtteile vollständig zerstört, und städtebauliche Maßnahmen der nachfolgenden Jahrzehnte taten ihr Übriges, so dass heute verhältnismäßig wenig zusammenhängende Quartiere aus alten Gebäuden in Hamburg zu finden sind. So sind beispielsweise in Eimsbüttel, im Grindelviertel oder in Eppendorf noch zusammenhängende Viertel aus gründerzeitlichen Etagenhäusern zu finden, in Harvestehude und entlang des Elbufers viele ältere Villen aus den letzten zwei Jahrhunderten. Insgesamt besteht Hamburg noch zu etwa 25 % aus Gebäuden von vor 1950.
Zu den herausstechenden Nachkriegsbauten Hamburgs zählen das dreiflügelige Emporio-Hochhaus (vormals Unilever-Haus) von 1964, das Hotel am Kongresszentrum von 1973, der Baukomplex am Berliner Tor von 1962 bzw. 2004 und die drei Mundsburg-Türme. Die höchsten Bauwerke sind der 279,8 Meter hohe Fernsehsender Heinrich-Hertz-Turm („Tele-Michel“) und ein Sendemast des Rundfunksenders Billwerder-Moorfleet mit 304 m. Markantestes Bauwerk im Hafen ist die 1974 erbaute Köhlbrandbrücke.
Aufgrund der wachsenden Nachfrage nach Büroflächen in Hamburg in den 1960er Jahren, insbesondere für die Hauptverwaltungen von Großkonzernen, wurde zur Entlastung des innerstädtischen Ballungsraums nördlich des Hamburger Stadtparks die Bürostadt City Nord errichtet. Auf einem 117 Hektar großen Gelände haben sich rund 300 Unternehmen mit etwa 29.000 Beschäftigten angesiedelt. Zwar wurden 2018 in Hamburg 10.674 neue Wohnungen fertiggestellt, so viele wie zuletzt im Jahr 1977. Dennoch ist auf dem Hamburger Wohnungsmarkt die Nachfrage höher als das Angebot. Daher kündigte Finanzsenator Dressel 2019 an, ab 2025 Bauland-Eigentümer mit einem Steuerzuschlag für unbebaute Grundstücke zu belasten.
Die größten städtebaulichen Veränderungen in der Innenstadt nach der Jahrtausendwende sind der Bau der HafenCity mit der 2017 eingeweihten Elbphilharmonie, der U-Bahn-Linie U4 und des Kreuzfahrtterminals.

#### Brücken

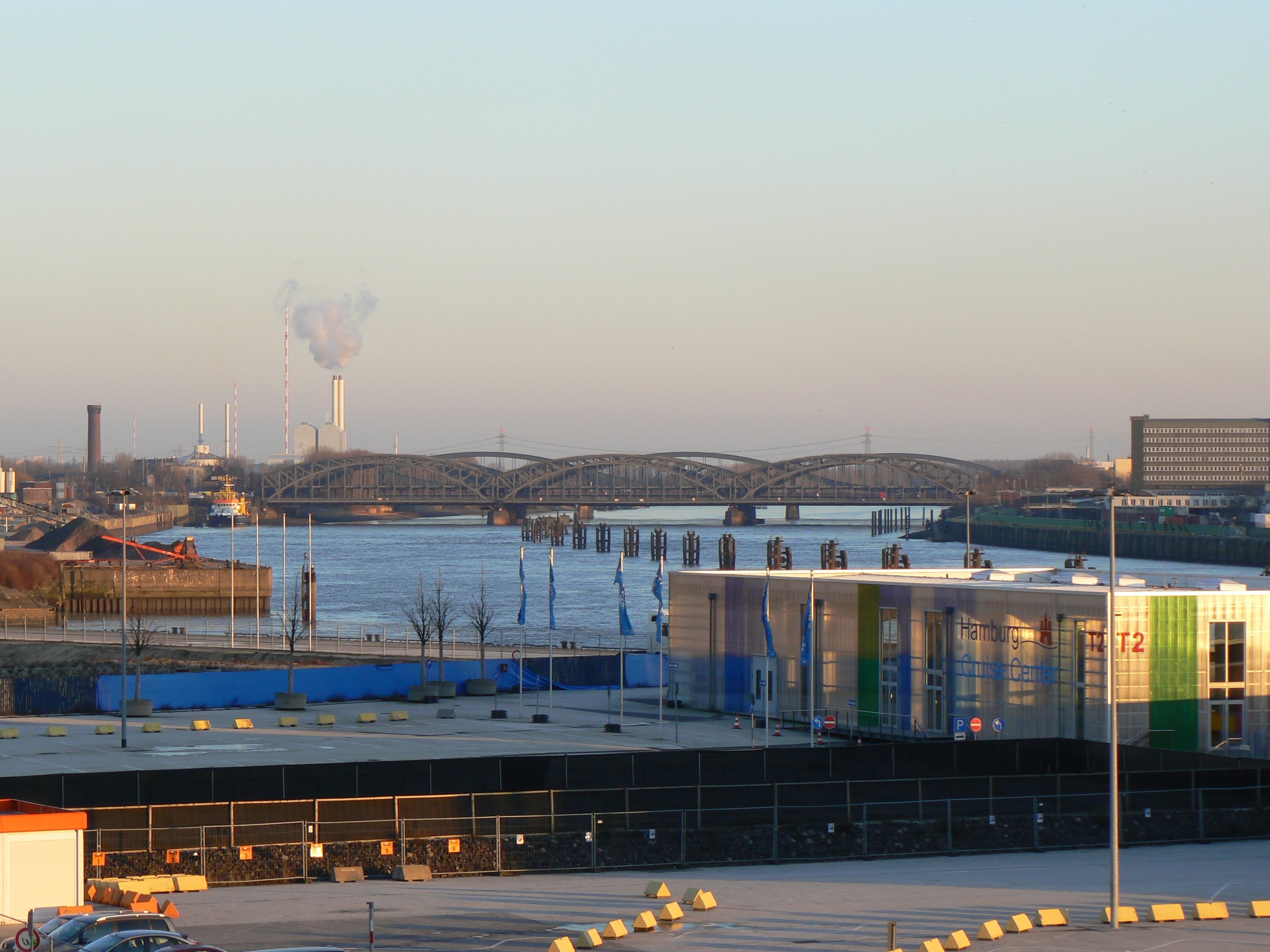
Elbbrücken mit Hamburg Cruise Center HafenCity

Mit etwa 2500 Brücken gilt die Stadt als eine der brückenreichsten in Europa. Bedingt ist diese hohe Zahl durch die Lage der Stadt im Binnendelta der Elbe sowie den Niederungen von Alster und Bille nebst zahlreichen Nebenflüssen, Fleeten und Kanälen. Hinzu kommen der Ausbau des Hafens und dessen Anschluss an ein dichtes Straßen- und Eisenbahnnetz, das die vielen Wasserläufe überbrückt. Eine weitere Besonderheit ist die als Hochbahn ausgebaute U-Bahn, die zu großen Teilen oberirdisch und damit über zahlreiche Brücken durch die Stadt verläuft.
Die tatsächliche Zahl der Brücken ist nicht bekannt. Die Zählung von Brücken gilt als schwierig, weil unterschiedliche Definitionen einer Brücke bestehen. Nach dem Hamburger Landesbetrieb Straßen, Brücken und Gewässer (LSBG) gilt als Fahrzeugbrücke, was mindestens eine lichte Weite von zwei Metern, und als Fußgängerbrücke, was eine Stützweite von mindestens fünf Metern hat. Wenn eine Überführung allerdings mehr als 80 Meter Breite hat, so ist sie ein Tunnel. Die Deutsche Bahn hingegen definiert alles, was mehr als zwei Meter Spannweite hat, als Brücke, so dass auch größere Signalausleger über Gleisen dazu gehören.
Nach einer offiziellen Statistik hatte die Stadt Hamburg im Jahr 2004 einen Bestand von 2496 Brücken, davon wurden 1256 von dem Landesbetrieb (LSBG) betreut, 354 standen als Hafenbrücken unter der Verwaltung der Hamburg Port Authority (HPA) einschließlich der Brücken der Hafenbahn, 477 Brücken gehören zur Deutschen Bahn, 396 zur Hamburger Hochbahn und 13 zur AKN Eisenbahn. Private Brücken, wie zum Beispiel in Hagenbecks Tierpark oder auf Fabrikgrundstücken wurden nicht einbezogen. Hingegen zählen Rohrleitungsbrücken, also die Überbauungen für Fernwärme und Wasserleitungen, oder auch größere Schilderträger über Autobahnen und die Blendschutzbauten über die Flughafenumgehung in Fuhlsbüttel dazu.

#### Stolpersteine
In Hamburg wurden seit 2002 durch den Künstler Gunter Demnig und eine lokale Unterstützer-Initiative 7276 (Stand: Juli 2025) Stolpersteine verlegt, um an das Schicksal der Menschen zu erinnern, die in der Zeit des Nationalsozialismus verfolgt, ermordet, deportiert, vertrieben oder in den Suizid getrieben wurden. Eine detaillierte Aufstellung und weiterführende Informationen enthält die Liste der Stolpersteine in Hamburg.

#### Parks und Grünanlagen

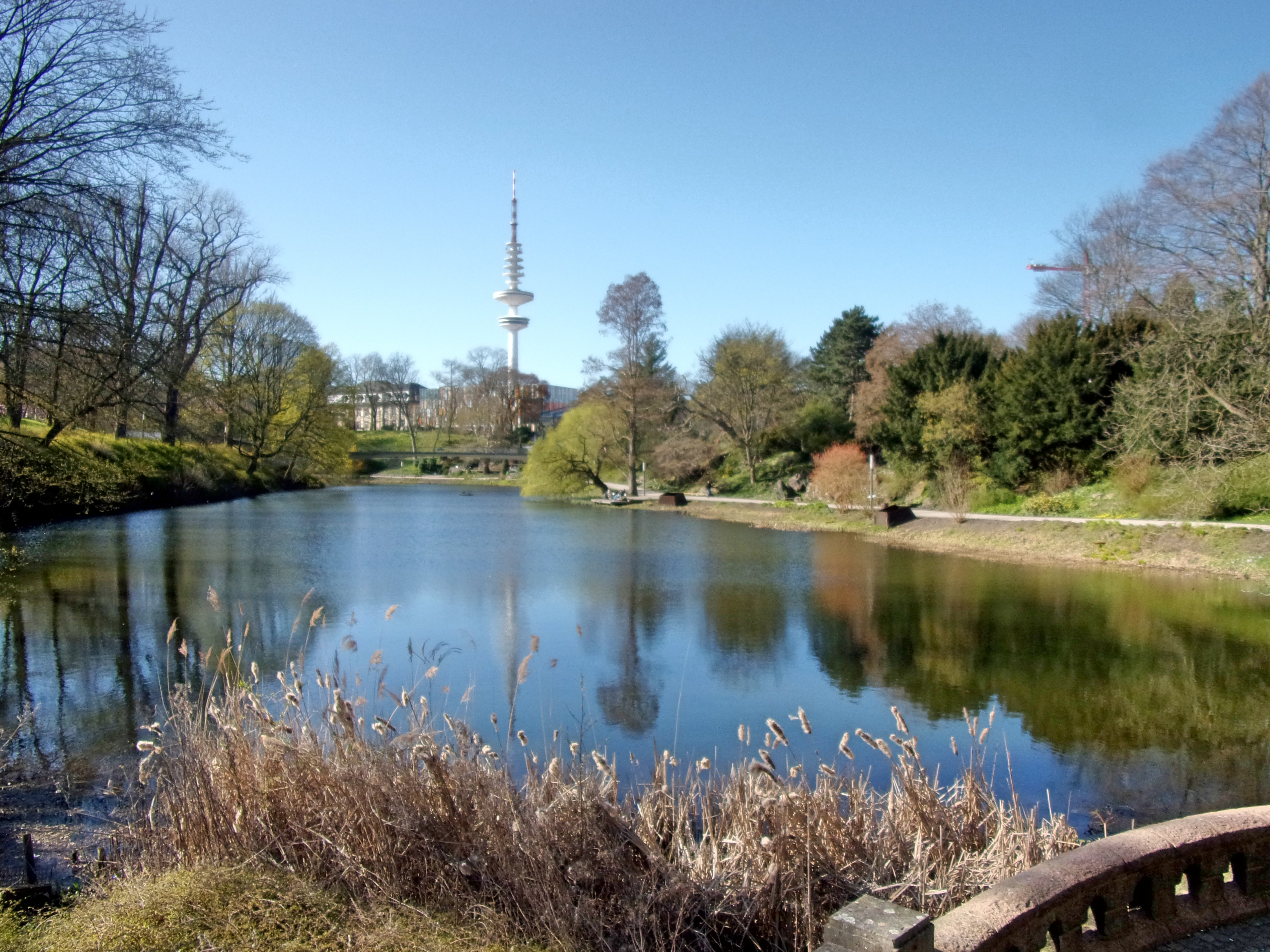
Der alte Wallgraben in Planten un Blomen mit dem Heinrich-Hertz-Fernsehturm

Über das gesamte Stadtgebiet hinweg sind kleinere Parks und Grünanlagen verteilt, die Hamburg zu einer grünen Stadt machen. Zu den größten Anlagen zählen der Altonaer Volkspark und der Stadtpark. Zu den besonders aufwendig gestalteten Anlagen gehört Planten un Blomen. Bekannt sind weiterhin der Loki-Schmidt-Garten oder der Jenischpark. Südöstlich befinden sich die weitläufigen Obstanbaugebiete der Vier- und Marschlande. Insgesamt größte Grünanlage ist mit 400 Hektar der Friedhof Ohlsdorf, der größte Parkfriedhof der Welt. Der Alsterpark rund um die Außenalster ist Hamburgs beliebteste Joggingstrecke.
Der Tierpark Hagenbeck verfügt ebenfalls über eine Parkanlage, wird jedoch vor allem durch seine 210 Tierarten zur Sehenswürdigkeit. Der von der Familie Carl Hagenbecks geführte Tierpark war bereits zu seiner Eröffnung als weltweit erster „gitterloser Zoo“ wegweisend für die Gestaltung solcher Anlagen und wird neben den historischen Freigehegen beständig erweitert. Als eigenständige Attraktion entstand so auch 2007 das Tropen-Aquarium Hagenbeck.

### Sport

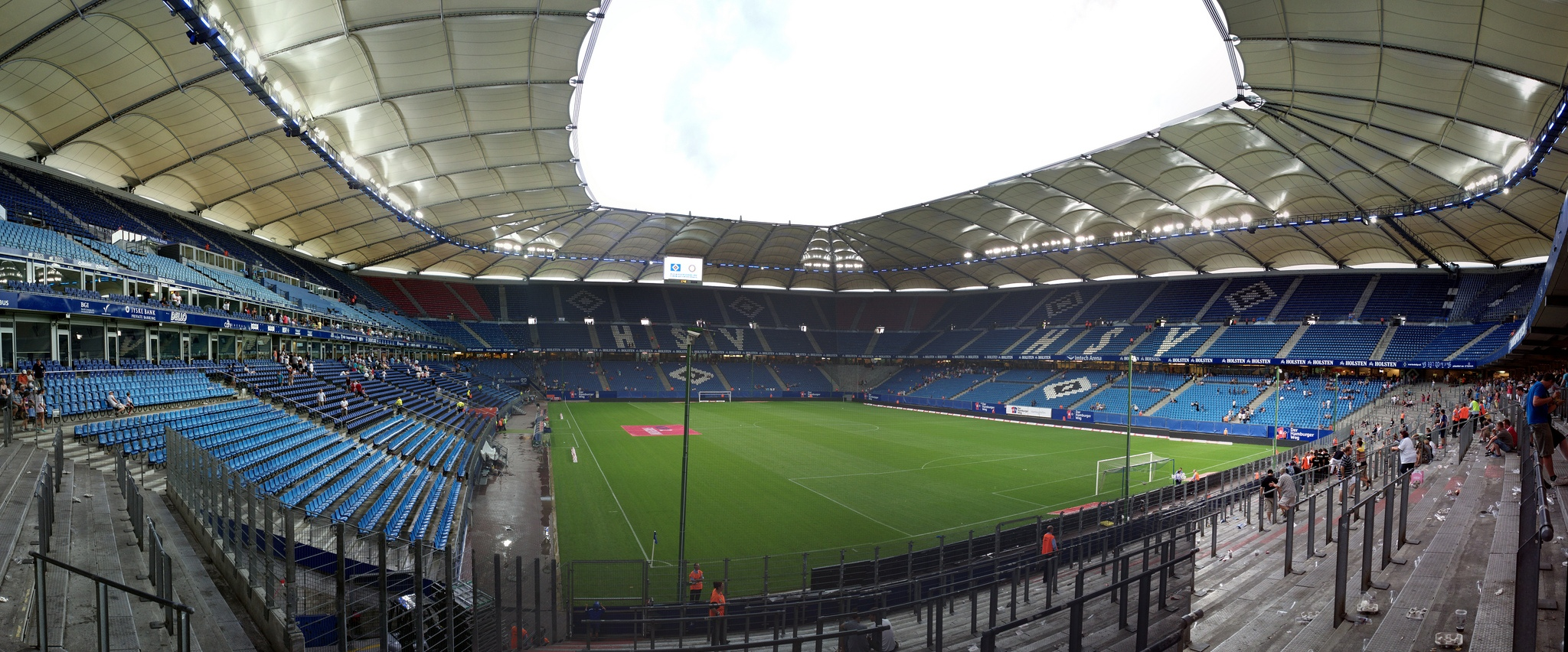
Volksparkstadion (Spielstätte des Hamburger SV), direkt daneben die Barclays Arena

Bedeutende Sportstätten Hamburgs sind das Volksparkstadion, die Barclays Arena, die Alsterschwimmhalle, die Sporthalle Hamburg (auch als „Alsterdorfer Sporthalle“ bekannt), das Millerntor-Stadion und die Jahnkampfbahn im Hamburger Stadtpark. Der älteste deutsche Sportverein kommt mit der Hamburger Turnerschaft von 1816 aus Hamburg.
Der 1919 aus einer Fusion örtlicher Sportvereine hervorgegangene Hamburger SV spielte von 1963 bis 2018 ohne Unterbrechung in der Fußball-Bundesliga. Mit dem FC St. Pauli kommt ein weiterer Verein, der schon mehrfach in der ersten Fußball-Bundesliga spielte, aus Hamburg. Im Jubiläumsjahr 2010 feiert der Verein seinen fünften Aufstieg in die erste Liga. Im Hockey gehören Hamburger Vereine wie Der Club an der Alster, der Harvestehuder THC, oder der Uhlenhorster HC sowohl bei den Herren als auch den Damen bundesweit zu den dominierenden Klubs. Im Unihockey ist der ETV Hamburg seit 2003 in der 1. Bundesliga der Herren. Im Basketball sind seit der Saison 2019/20 die Hamburg Towers in der Basketball-Bundesliga aktiv. Sie schafften in der Saison 2018/19 den Aufstieg in die BBL. Der Baseball-Bundesligist Hamburg Stealers war 2000 Deutscher Meister. Im American Football spielen die Hamburg Sea Devils in der European League of Football. Die Hamburg Huskies spielten mehrere Jahre in der höchsten deutschen Spielklasse, der German Football League. In der Box-Bundesliga wird Hamburg durch die Hamburg Giants vertreten.
Von 2002 an waren die Handballer des HSV Hamburg (Handball-Bundesliga) sowie das Eishockeyteam der Hamburg Freezers (Deutsche Eishockey Liga, bis 2016) in der Barclays Arena zu Hause. Der VT Aurubis Hamburg, der in der CU-Arena in Hamburg-Neugraben spielte, gehörte bis 2016 zur 1. Volleyball-Bundesliga der Frauen.
Zu den großen jährlichen Sportereignissen in Hamburg gehören in der zweiten Aprilhälfte der Hamburg-Marathon sowie im Sommer der ITU World Triathlon Hamburg, der Ironman Hamburg, das Radrennen Vattenfall Cyclassics und der HSH Nordbank Run durch die Hafen-City. Alle Ereignisse ziehen an den Wettkampfstrecken durch die Stadt ein Massenpublikum an. Pferdesport hat in der Hansestadt einen hohen Stellenwert. Ein gesellschaftliches Ereignis sind die Hamburger Derbys im Pferderennen (Juli) sowie im Springreiten (Mai). Ebenso seit 1892 die German Open im Herrentennis.
Hamburg gehörte zu den offiziellen Ausrichtungsorten der Fußball-Weltmeisterschaft 1974 und 2006 sowie der Handball-Weltmeisterschaft der Männer 2007 und war im August 2007 Gastgeber der ITU World Championships 2007 im Triathlon. Am 12. Mai 2010 fand im Volksparkstadion das Finale der Europa League statt.
Der Snookerverein SC Hamburg spielt in der 1. Bundesliga Snooker. Der Squashverein Sportwerk Hamburg Walddörfer ist in der 1. Squash-Bundesliga aktiv.

Der Billardverein BC Queue Hamburg spielt in der 2. Bundesliga Pool. Der Hamburger SK ist der zweitälteste noch bestehende deutsche Schachverein und spielt in der Schachbundesliga
Die 1875 gegründete Sektion Hamburg und Niederelbe des Deutschen Alpenvereins ist mit 22.719 Mitgliedern (Stand: 31. Dezember 2021) die größte Sektion im Norden Deutschlands und die sechtsgrößte Sektion des Deutschen Alpenvereins. Sie betreibt mehrere alpine Hütten und das eigenen Angaben nach größte Kletterzentrum Norddeutschlands. Die Sektion ist DAV-Stützpunkt für Klettern und Bouldern.
Hamburg bewarb sich für die Austragung der Olympischen Spiele 2024. Die Stadt zog ihre Bewerbung aber zurück, nachdem sich die Hamburger Bevölkerung in einem Referendum mit 51,6 % gegen die Bewerbung entschieden hatte. Zuvor hatte sich Hamburg bereits um die Olympischen Spiele 2012 beworben, scheiterte jedoch in der nationalen Auswahl an Leipzig.
2021 bewarb sich die Stadt als Host Town für die Gestaltung eines viertägigen Programms für eine internationale Delegation der Special Olympics World Summer Games 2023 in Berlin. 2022 wurde sie als Gastgeberin für Special Olympics Guadeloupe ausgewählt. Damit wurde sie Teil des größten kommunalen Inklusionsprojekts in der Geschichte der Bundesrepublik mit mehr als 200 Host Towns.
Nach dem Abstieg des HSVs war Hamburg 2018/19 in keiner der fünf wichtigsten Männer-Teamsportarten mit einer Mannschaft in der ersten Klasse vertreten, dies änderte sich jedoch mit dem Aufstieg der Hamburg Towers in die Basketball-Bundesliga zur Saison 2019/2020 wieder.

## Wirtschaft und Infrastruktur
Hamburg hat als Handels-, Verkehrs- und Dienstleistungszentrum überregionale Bedeutung und zählt zu den wichtigsten Industriestandorten in Deutschland. Der Hafen zählt zu den weltweit führenden Seehäfen. Wichtigste Wirtschaftszweige sind Logistik, Hafen und maritime Wirtschaft, Luftfahrtindustrie (drittgrößter Standort weltweit), Konsumgüterindustrie (vor allem Lebensmittel), Chemie, Elektrotechnik, Maschinen-, Fahrzeug- und Schiffbau, Mineralölwirtschaft, Banken, Medien und Versicherungen. Neben dem Handels- und Dienstleistungssektor spielen zudem die Bereiche Tourismus, Regenerative Energien und Life Sciences (Medizin und Biotechnologie) eine zunehmend wichtige Rolle. Im sogenannten Zukunftsatlas 2016 belegte die Stadt Hamburg Platz 18 von 402 Landkreisen und kreisfreien Städten in Deutschland und zählt damit zu den Orten mit „sehr hohen Zukunftschancen“.
Über 160.000 Unternehmen sind Mitglied in der Handelskammer Hamburg, die als älteste deutsche Handelskammer (1665) ihren Sitz im Gebäude der Hamburger Börse hat.
Die Wirtschaftsleistung im Land Hamburg lag, gemessen am Bruttoinlandsprodukt (BIP), bei 94,4 Milliarden Euro im Jahr 2011 (2010: 92,2 Milliarden Euro) und stieg damit im Vergleich zum Vorjahr preisbereinigt um 1,4 Prozent. Die Bruttowertschöpfung im verarbeitenden Gewerbe lag (2010) bei 10,0 Milliarden Euro. Im Vergleich von 272 Regionen der Europäischen Union (ausgehend von Zahlen aus 2011) steht Hamburg nach London, Luxemburg und Brüssel in der Liste der Regionen mit dem höchsten Bruttoinlandsprodukt je Einwohner auf dem vierten Platz und hält diesen Platz auch in Bezug auf den Kaufkraftstandard (KKS = 202 im Vergleich zum EU-Durchschnitt: EU-28 = 100).
Hamburg verzeichnet unter den Bundesländern den zweithöchsten Kaufkraftindex von 107,7 Prozent im Jahr 2021 (nach Bayern und vor Baden-Württemberg und Hessen). Als Region, im Sinne der NUTS-Systematik (Ebene 3), liegt die Kaufkraft Hamburgs bundesweit gesehen jedoch auf Rang 52, während die nordöstliche Nachbarregion, der Kreis Stormarn in Schleswig-Holstein hingegen, den Rang 12 belegt.
Nach dem Regierungswechsel 2001 bemühte sich der Senat, mit dem Leitspruch „Metropole Hamburg – Wachsende Stadt“ den Wirtschaftsstandort auszubauen und ein langfristiges Bevölkerungswachstum zu erreichen. Als Ansatzpunkt verfolgte der Senat eine kombinierte Strategie aus der Aktivierung endogener Potenziale und der Stärkung von Hamburgs internationaler Ausstrahlung. Hierdurch wurde auch die Entwicklung Hamburgs zum bevorzugten Standort chinesischer Unternehmen in Deutschland gefördert, von denen die Stadt 2013 mehr als 500 beheimatete – so viele wie keine andere deutsche Stadt. Das Leitbild wurde unter dem schwarz-grünen Senat im Jahre 2010 inhaltlich weiterentwickelt in „Wachsen mit Weitsicht“. Seit dem Regierungswechsel 2011 lautet das Leitbild des derzeitigen SPD-Senats „Wir schaffen das moderne Hamburg“. Auch dieses Leitbild entwickelt die Schwerpunkte der Wirtschafts- und Stadtentwicklung in den Bereichen Wirtschaft und Innovation, Hafen und Schifffahrt, Verkehr und Infrastruktur weiter. Nach den Wahlen 2015 wurde daraus der Koalitionsvertrag zwischen SPD und Bündnis 90/Die Grünen mit dem Titel „Zusammen schaffen wir das moderne Hamburg“.

### Staatsverschuldung
Der Schuldenstand des Hamburger Haushalts belief sich im Juni 2013 nach Angaben des Statistischen Bundesamtes auf 24,913 Milliarden Euro. Dabei werden viele Auslagerungen in andere Haushalte (öffentliche Fonds, Einrichtungen und wirtschaftliche Unternehmen, zum Teil auch gemeinsam mit anderen Ländern) nicht berücksichtigt. Bei Einbeziehung dieser Schattenhaushalte ergab sich 2013 ein Gesamtschuldenstand von 37,40 Milliarden Euro. Ferner ist bei diesen Zahlen zu beachten, dass es Bürgschaften gibt, die ausfallen können. Diese beliefen sich 2013 auf über 20 Milliarden Euro. Belastungen durch die HSH Nordbank waren in den Folgejahren noch nicht abzuschätzen, da Ende 2015 Kredite zur Rettung dieser Bank bewilligt wurden und Erlöse aus dem Verkauf dieser Bank Anfang März 2017 ungewiss waren.
Am 30. September 2017 war die Pro-Kopf-Verschuldung Hamburgs mit 17.755 Euro die zweithöchste aller deutschen Bundesländer.
Den öffentlichen Schulden standen Ende Juli 2012 private Vermögen in Höhe von 218 Milliarden Euro gegenüber. Statistisch verfügte demnach jeder Hamburger über ein Vermögen von über 120.000 €.
2019 hat Hamburg mehr Schulden getilgt als je zuvor. Insgesamt wurden 1,1 Milliarden Euro zurückgezahlt. Von dieser Summe entfallen rund 650 Millionen Euro auf den Kernhaushalt sowie 450 Millionen Euro auf eine Zahlung gegenüber dem HSH Finanzfonds, wo Altlasten aus der Zeit der HSH Nordbank liegen.

### Unternehmen
In Hamburg haben mindestens 1 von 40 DAX-, 5 von 50 MDAX- und 3 von 70 SDAX-Unternehmen ihren Hauptsitz (DAX: Beiersdorf AG; MDAX: Aurubis AG, Evotec SE, Jungheinrich AG, Nordex SE und TAG Immobilien AG; SDAX: Deutsche Euroshop AG, Encavis AG und Fielmann AG) nach Stand: April 2025.
Außerdem befindet sich in Hamburg auch der Hauptsitz des Online- und Versandhändlers Otto Group, des Lebensmitteleinzelhändlers Edeka sowie der Hapag-Lloyd, die zu den größten Reedereien der Welt zählt.
Nach Anzahl der Beschäftigten waren im Jahr 2018 die drei größten Arbeitgeber in Hamburg: Airbus (14.700 Mitarbeiter), Asklepios Kliniken Hamburg (14.600 Mitarbeiter) und Universitätsklinikum Hamburg-Eppendorf (11.348 Mitarbeiter). Stadteigene Unternehmensbeteiligungen werden größtenteils über die HGV Hamburger Gesellschaft für Vermögens- und Beteiligungsmanagement mbH verwaltet.
Hamburg ist auch ein führender Medienstandort, siehe dazu den Artikel Medien in Hamburg.

### Verkehr

#### Verkehrsmittelverteilung
Der öffentliche Personennahverkehr (ÖPNV) hatte 2008 in Hamburg einen Anteil von 18 Prozent an der Verkehrsmittelwahl. Der motorisierte Individualverkehr hatte einen Anteil von 42 Prozent, der Fußverkehr 28 Prozent und der Radverkehr 12 Prozent.
Im Vergleich der fünf größten deutschen Städte hatte Hamburg damit den geringsten Anteil des ÖPNV an der Verkehrsmittelwahl (Berlin 26 Prozent, Frankfurt am Main 24 Prozent, München und Köln jeweils 21 Prozent) und, zusammen mit Köln, den höchsten Anteil am Kraftfahrzeugverkehr.

#### Straßenverkehr

Autobahnen in Hamburg

Im Jahr 2017 gab es in Hamburg 892.367 Kraftfahrzeuge, davon waren 771.573 Personenkraftwagen. Jährlich werden in Hamburg etwa 150.000 neue Kraftfahrzeuge zugelassen.
Hamburg verfügt über günstige Straßenverbindungen im Fernverkehr. Mehrere Bundesautobahnen berühren das Stadtgebiet: die A 1 (im Raum Hamburg zudem als Europastraße E 22), A 7 (im Raum Hamburg zudem als Europastraße E 45), A 23, A 24 (im Raum Hamburg zudem als E 26) und A 25. Ferner existieren südlich der Elbe Autobahnabschnitte mit wenigen Kilometern, die als A 252, A 253 und A 255 bezeichnet sind.
Geplant ist eine weiträumige Umfahrung Hamburgs mit der A 20, die von Prenzlau/Rostock kommend derzeit bei Bad Segeberg endet. Sie soll künftig über das nördliche und westliche Umland Hamburgs durch einen neuen, westlich gelegenen Elbtunnel an die A 26 (Hamburg–Stade), von der erst ein Teil gebaut ist, angeschlossen werden. Von dort soll sie durch den Wesertunnel die A 28 und die A 29 anbinden. Diese Planung ist in Schleswig-Holstein umstritten.
Auf hamburgischem Gebiet verlaufen die Bundesstraßen B 3, B 4, B 5, B 73, B 75, B 207, B 431, B 432, B 433 und B 447, die größtenteils radial auf den Innenstadtbereich zuführen. Damit wird der Straßenverkehr dort konzentriert, was zu erheblichen Verkehrsproblemen führt. Tangentialverbindungen zur Umleitung des Durchgangsverkehrs und zur großräumigen Erschließung des Stadtgebietes waren in den 1960er-Jahren als Stadtautobahnen geplant. Die Planungen wurden größtenteils, auch durch massive Proteste aus der Bevölkerung insbesondere der betroffenen Stadtteile, aufgegeben.
Es bestehen jedoch drei Ringstraßen, die halbkreisförmig um die innere (Ring 1) und äußere Innenstadt (Ring 2) herum und als Viertelkreis durch die nordwestlichen Außenbezirke (Ring 3) verlaufen. Dazu kommen einige weitere vierspurige ausgebaute Hauptstraßen. Das so gebildete „Kernnetz“ ist sehr stark durch den Auto- und Schwerlastverkehr belastet, obwohl es häufig als Stadtstraße direkt durch dichtbesiedelte Quartiere führt. So fuhren 2013 durchschnittlich 54.000 Fahrzeuge pro Werktag über die Fruchtallee im Stadtteil Eimsbüttel, davon waren über 3.000 Fahrzeuge des Schwerverkehrs.
Insgesamt hat Hamburg fast 4.000 Kilometer Straßen (August 2006) mit etwa 7.000 Straßennamen. Über die Hälfte dieser Straßen liegt in Tempo-30-Zonen, die 1983 erstmals in Hamburg eingeführt wurden. Hamburg gilt (gemessen daran, wie viel Prozent länger eine Fahrt infolge eines Staus dauert) als staureichste Stadt Deutschlands.

#### Radverkehr

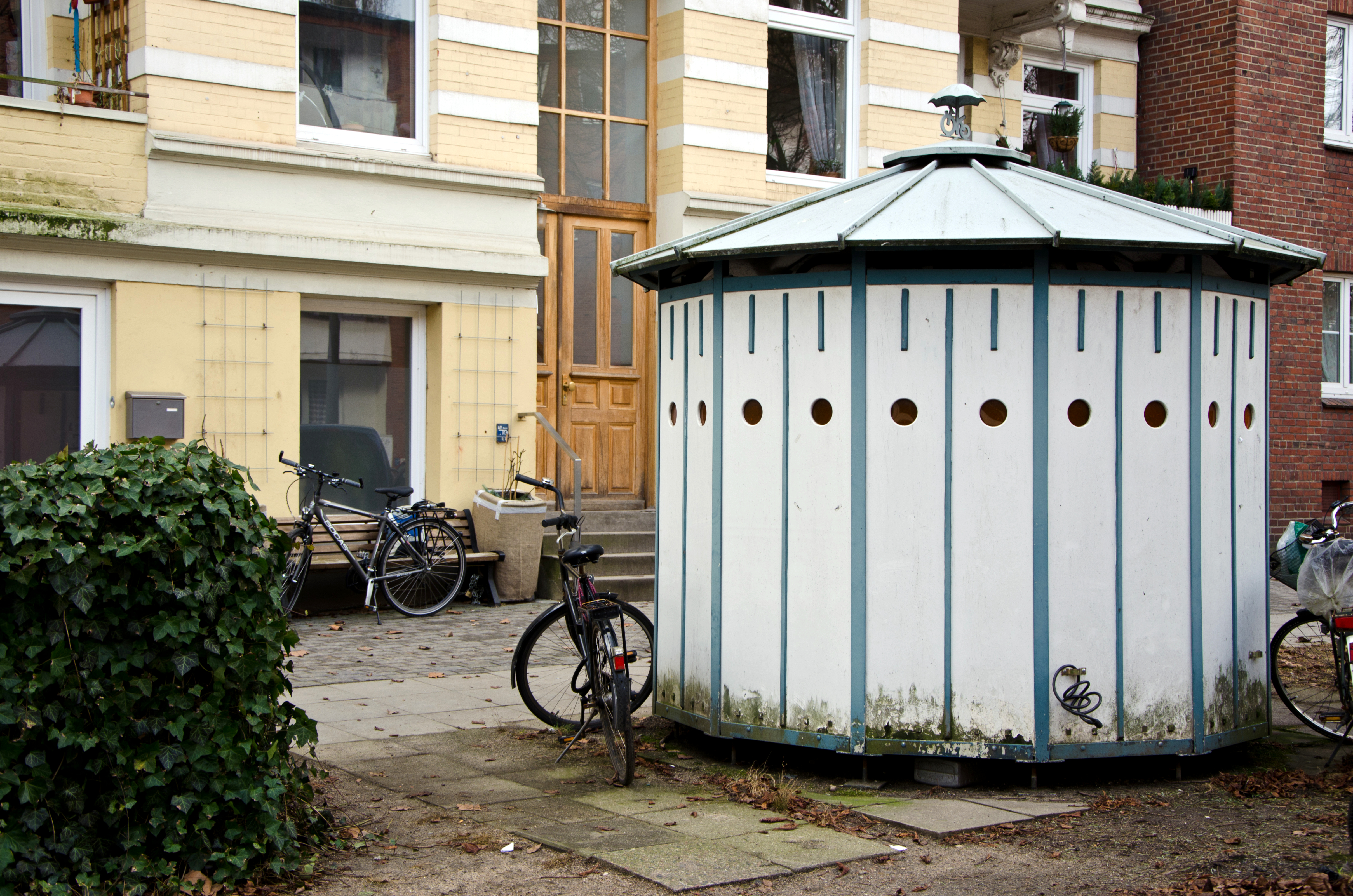
Hamburger Fahrradhäuschen

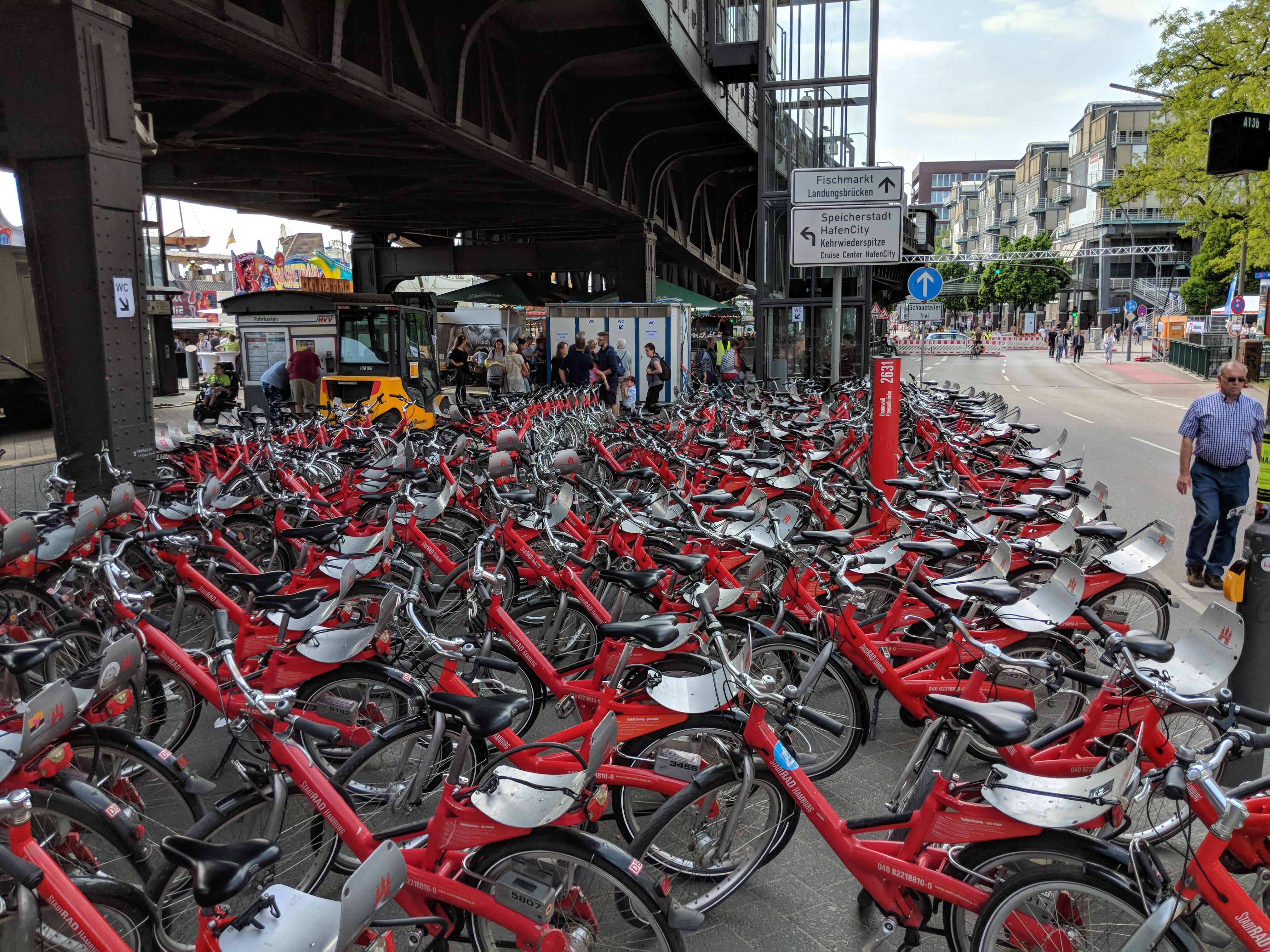
„StadtRAD“-Leihstation am Baumwall

Hamburg verfügt über etwa 1700 Kilometer Radwege in überwiegend marodem Zustand, die oft den geltenden Verwaltungsvorschriften in der Bauausführung nicht entsprechen. Beim sogenannten Fahrradklimatest des Allgemeinen Deutschen Fahrrad-Clubs im Jahr 2005, einer Radfahrerbefragung, hat Hamburg als schlechteste aller 28 beteiligten Städte über 200.000 Einwohner abgeschnitten. Obwohl vom Senat 2008 die Umsetzung einer Radverkehrsstrategie beschlossen wurde, konnte auch 2012 nur Platz 34 von 38 beteiligten Städten dieser Größe erreicht werden. Die Umsetzung des Fahrradverleihsystems „StadtRAD“ wurde von den befragten Radfahrern allerdings mit der besten Note aller deutschen Städte gewürdigt. Bei mehreren anderen Themen, so Falschparker auf Radwegen, deren Breite und Oberflächenbeschaffenheit sowie Ampelschaltungen, hat Hamburg hingegen die schlechtesten oder zweitschlechtesten Bewertungen aller 332 beteiligen Städte erhalten.
Eine Besonderheit sind die Hamburger Fahrradhäuschen, die seit Anfang der 1990er-Jahre vor allem in den dichtbebauten Wohngebieten der Bezirke Altona, Eimsbüttel und Hamburg-Nord stehen. Darin können Fahrräder abgestellt werden, für die in den gründerzeitlichen Gebäuden und auf den stark genutzten Grundstücken anderweitig kaum diebstahl- und vandalismussichere Abstellplätze bestehen.
Auf einigen wenigen bereits ausgebauten Abschnitten von Velorouten sind Straßenabschnitte als Fahrradstraßen ausgewiesen, so etwa entlang des Eilbekkanals und seit 2012 am Falkensteiner Ufer im Verlauf des Elberadwegs. Im Herbst 2014 ließ der Senat am Westufer der Außenalster den Harvestehuder Weg in eine Fahrradstraße umbauen. Dies sorgte zunächst für Diskussionen, weil Parkplätze auf die Fahrbahn verlegt worden waren, um den Kraftverkehr auszubremsen. Nach einem knappen Jahr wurden die Parkmarkierungen abgefräst und das Parken auf dem Seitenstreifen wieder erlaubt.
In Hamburg sind etwa 700 von 900 Einbahnstraßenabschnitte innerhalb von Tempo-30-Straßen für Radfahrer entgegen der Fahrtrichtung freigegeben. Seit etwa 2010 werden im Rahmen des Busbeschleunigungprogramms des Senates bei Straßenumbauten häufiger Radfahrstreifen und Schutzstreifen eingesetzt.
Die Stadt verfügt über ein Netz an Fahrradrouten. Für Fahrten in die Region oder in andere Länder ist Hamburg an zahlreiche nationale und internationale touristische Fernradwege angeschlossen, u. a. an die „EuroVelo“-Route Nordseeküsten-Radweg, den Elberadweg und den Radfernweg Hamburg–Bremen.
Der rot-grüne Senat der 21. Legislaturperiode gab das Ziel aus, Hamburg bis zur Mitte der 2020er-Jahre zu „Fahrradstadt“ zu machen. Hierzu sollen die 14 Fahrradrouten mit einer Gesamtlänge von 280 Kilometern bis 2020 fertig gestellt werden, jährlich 50 Kilometer Radwege saniert oder umgewidmet werden und das „StadtRAD“-Angebot mit der Neuausschreibung 2017 ausgebaut und attraktiver gestaltet werden. Daneben ist die Planung von je einem Radschnellweg pro Bezirk geplant, die bis 2025 umgesetzt werden sollen.
Der Loop in den Stadtteilen Wilhelmsburg und Veddel sowie die Konzertkultour Fahrradgarderobe haben 2014 den Deutschen Fahrradpreis, gewonnen, einmal in der Kategorie Alltagsmobilität, einmal in Freizeit und Tourismus.

#### Öffentlicher Personenverkehr

##### Schienenfernverkehr

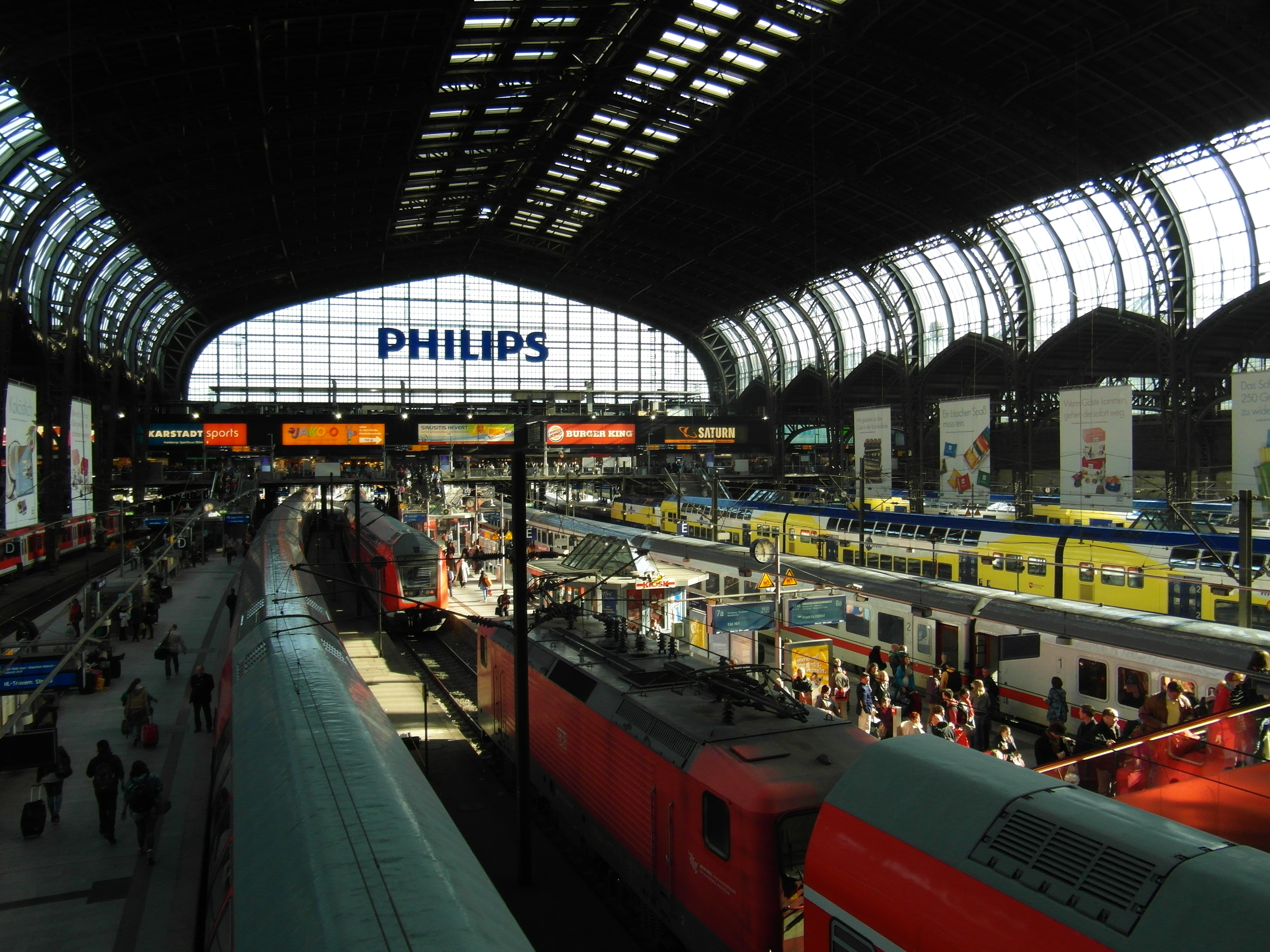
Hamburg Hauptbahnhof

Hamburg ist der größte Eisenbahnknotenpunkt Nordeuropas. Die Hansestadt kann auf eine lange Eisenbahngeschichte, seit der ersten Strecke 1842, zurückblicken. Im Schienenpersonenfernverkehr bestehen verschiedene ICE-Linien und IC-Linien bis in das europäische Ausland, beispielsweise nach Kopenhagen oder Basel, einzelne Züge fahren nach Breslau, Wien oder Prag. Durch Nachtzüge sind unter anderem München, Basel, Zürich und Wien direkt von Hamburg aus erreichbar. Die meisten Fernzüge führen über den Hauptbahnhof und beginnen und enden oft im Bahnhof Hamburg-Altona. Daneben existieren die Fernbahnhöfe Hamburg Dammtor, Hamburg-Harburg und Hamburg-Bergedorf.
Vom Hamburger Zentral-Omnibusbahnhof (ZOB) beim Hauptbahnhof bestehen Fernbuslinien in das In- und Ausland, besonders nach Osteuropa (Baltikum, Polen). Mehrmals täglich verkehren Busse in Richtung Berlin.
Südlich der Stadtgrenze – im niedersächsischen Maschen – befindet sich der größte Rangierbahnhof Europas (→ Maschen Rangierbahnhof). Er hat Bedeutung für den paneuropäischen Schienengüterverkehr.
Hier beginnt oder endet etwa zehn Prozent des deutschen Schienengüterverkehrs. Die Hamburger Hafenbahn besitzt und unterhält das Schienennetz im Hamburger Hafen.

##### Öffentlicher Stadt- und Regionalverkehr
Neben zahlreichen Regionalbahn-Linien, die das Hamburger Umland erschließen, bestehen Regional-Express-Verbindungen in Richtung Elmshorn–Neumünster–Kiel bzw. Flensburg–Padborg, Lübeck, Schwerin–Rostock, Elmshorn–Westerland (Sylt), Stade–Cuxhaven, Bremen und Lüneburg–Uelzen(–Hannover).
Der öffentliche Personennahverkehr (ÖPNV) wird u. a. durch die vier S-Bahn- und vier U-Bahn-Linien bedient. Sie erschließen auch einige Vororte außerhalb des Stadtgebietes. Außerdem verkehren Regionalbahn- und Regional-Express-Züge sowie im Norden der Stadt die AKN Eisenbahn von (Neumünster–)Kaltenkirchen und Henstedt-Ulzburg bis Hamburg-Eidelstedt bzw. Norderstedt Mitte.
Zur Erschließung der HafenCity südlich der früher abgetrennten Speicherstadt wurde eine U-Bahn-Strecke vom Bahnhof Jungfernstieg neu gebaut. Die Linie wird als U4 bezeichnet und führt in östlicher Richtung zur Entlastung der U2 weiter bis Billstedt. Sie wurde am 29. November 2012 eröffnet.
Daneben besteht ein flächenmäßig gut ausgebautes, jedoch tendenziell deutlich überlastetes Stadtbusnetz (auch Metrobusse und Expressbusse). Der Hafen wird neben Bus- und Bahnanschlüssen auch von Hafenfähren erschlossen. In den Nächten vor Sonnabenden, Sonn- und Feiertagen werden die wichtigsten Buslinien, U- und S-Bahnen durchgehend betrieben (Nachtverkehrsnetz), wobei Randbereiche durch besondere Nachtbuslinien erschlossen werden. Für die übrigen Nächte gibt es ein Nachtbusnetz.
Die Straßenbahn Hamburg wurde Strecke für Strecke bis 1978 eingestellt. Die Wiedereinführung als Stadtbahn war bereits mehrere Male Ziel einer Hamburger Regierung. 2001 und 2011 waren die Vorbereitungen bis zum Planfeststellungsverfahren vorangeschritten. Beide Male wurden diese umfangreichen Arbeiten unmittelbar nach einem Regierungswechsel vom Senat wieder eingestellt.
Alle Verkehrsmittel des Regional- und Nahverkehrs (alle Regionalzüge, auch von privaten Betreibern, S-, U-, A-Bahn sowie Busse und Hafenfähren) können in und um Hamburg mit Fahrkarten des Hamburger Verkehrsverbundes (HVV), der 1965 als erster Verkehrsverbund der Welt gegründet wurde, benutzt werden. Außerdem sind die Ländertickets Schleswig-Holstein-Ticket, Niedersachsen-Ticket und Mecklenburg-Vorpommern-Ticket auch für alle Verkehrsmittel des HVV im „Großbereich Hamburg“ (Schnellbusse mit Zuschlag) gültig.

#### Wasserverkehr

##### Wasserwege

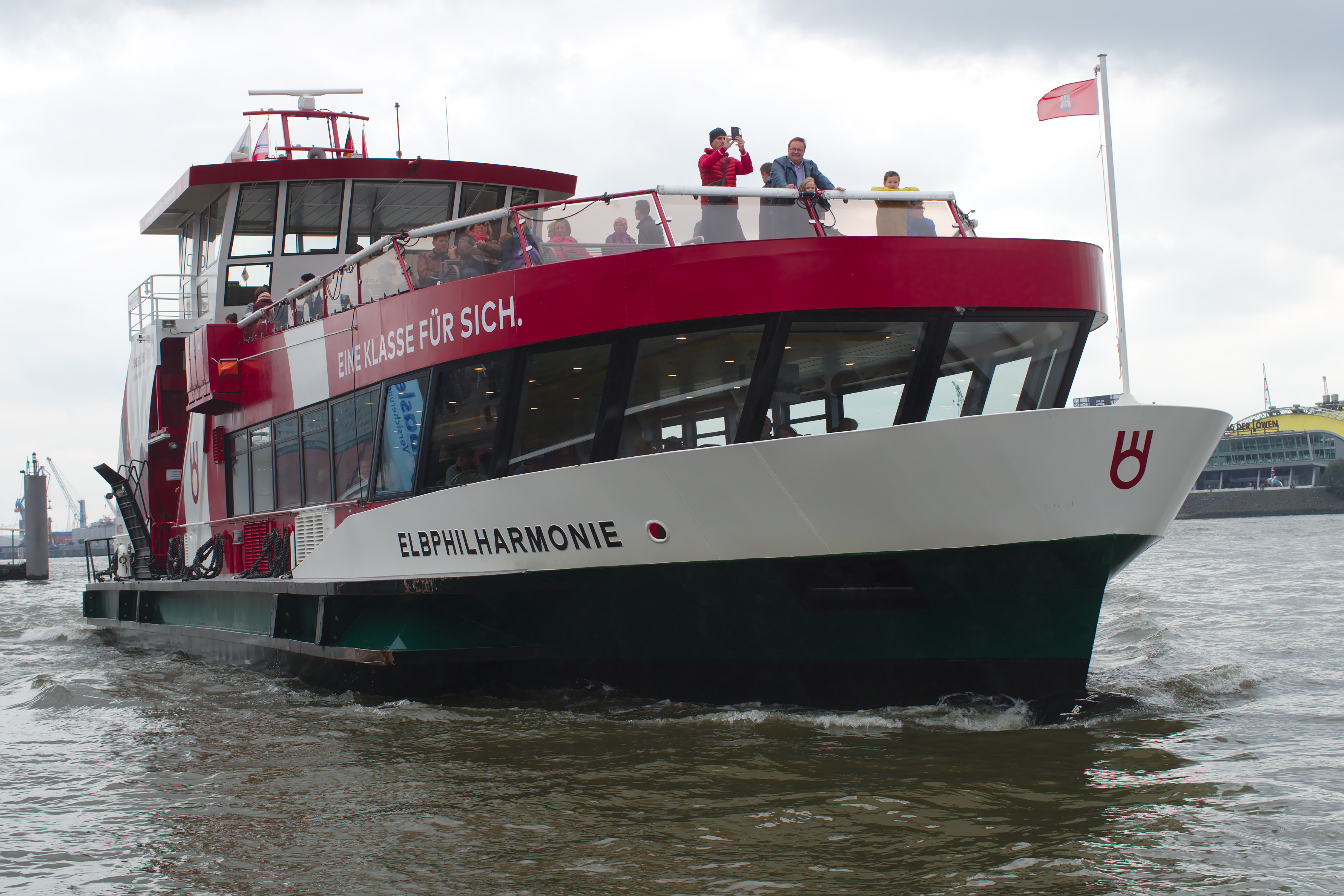
HADAG-Fähre auf der Elbe

Die Niederelbe verbindet Hamburg direkt mit dem offenen Meer, der Nordsee. Seeschiffe können den Hamburger Hafen von dort und von der Ostsee über den elbabwärts gelegenen Nord-Ostsee-Kanal erreichen. Kreuzfahrtschiffe legen an den drei Kreuzfahrtterminals an. Elbaufwärts bestehen weitere Wasserstraßen für die Binnenschifffahrt, die Hamburg über die Elbe (Richtung Magdeburg, Dresden bis Tschechien) und abzweigende Kanäle mit dem weiteren Hinterland und dem Binnenwasserstraßennetz verbinden. So sind über ein kurzes Stück der oberen Unterelbe und der Oberelbe der abzweigende Elbe-Lübeck-Kanal (Verbindung nach Lübeck und zur Ostsee) und der Elbe-Seitenkanal (Verbindung zum Mittellandkanal) zu erreichen.

##### Fährdienste
Im Stadtgebiet verkehren auf der Elbe und besonders im Hafengebiet sechs Schiffslinien bzw. Fähren der HADAG zum Verbundtarif des HVV. Die Linien 62 und 64 (Fähre ab Teufelsbrück) dienen zur Anbindung des Stadtteils Finkenwerder. Außerdem gibt es eine Fähre ab Blankenese nach Cranz. Als Touristik- und Ausflugslinie besteht eine Verbindung St. Pauli-Landungsbrücken–Blankenese–Wittenbergen–Schulau–Lühe–Stadersand.
Am Jungfernstieg beginnen die Touristik- und Linienverkehre der Alsterschifffahrt. Bis 1984 übernahmen Alsterdampfer als fester Bestandteil des Verkehrsverbundes Aufgaben im ÖPNV. Heute gibt es eine „Kreuzfahrt-Linie“ und Alsterrundfahrten, teilweise kommen Museumsschiffe zum Einsatz.

##### Hafen
Der Hamburger Hafen, auch „Deutschlands Tor zur Welt“ genannt, ist der größte Seehafen in Deutschland und der drittgrößte in Europa (nach Rotterdam und Antwerpen, Stand 2016). Weltweit steht der Hamburger Hafen an 15. Stelle. Für einige Spezialgüter, zum Beispiel Teppiche, ist er der größte Umschlaghafen weltweit.
Den größten Umsatz macht der Hafen mit dem Containerumschlag. Es befinden sich mit den Firmen Hamburger Hafen und Logistik AG (HHLA) und der Bremer Firma Eurogate GmbH & Co. KGaA zwei Hauptcontainer-Terminal-Betreiber in Hamburg. Das Hafengebiet umfasst etwa 7399 Hektar (nutzbar 6480 ha), von denen 4331 Hektar (nutzbar 3412 ha) Landflächen sind. Dazu kommen 919 Hektar, die zum Teil seit Jahrzehnten stadtplanerisch für die Hafenerweiterung vorgesehen sind.

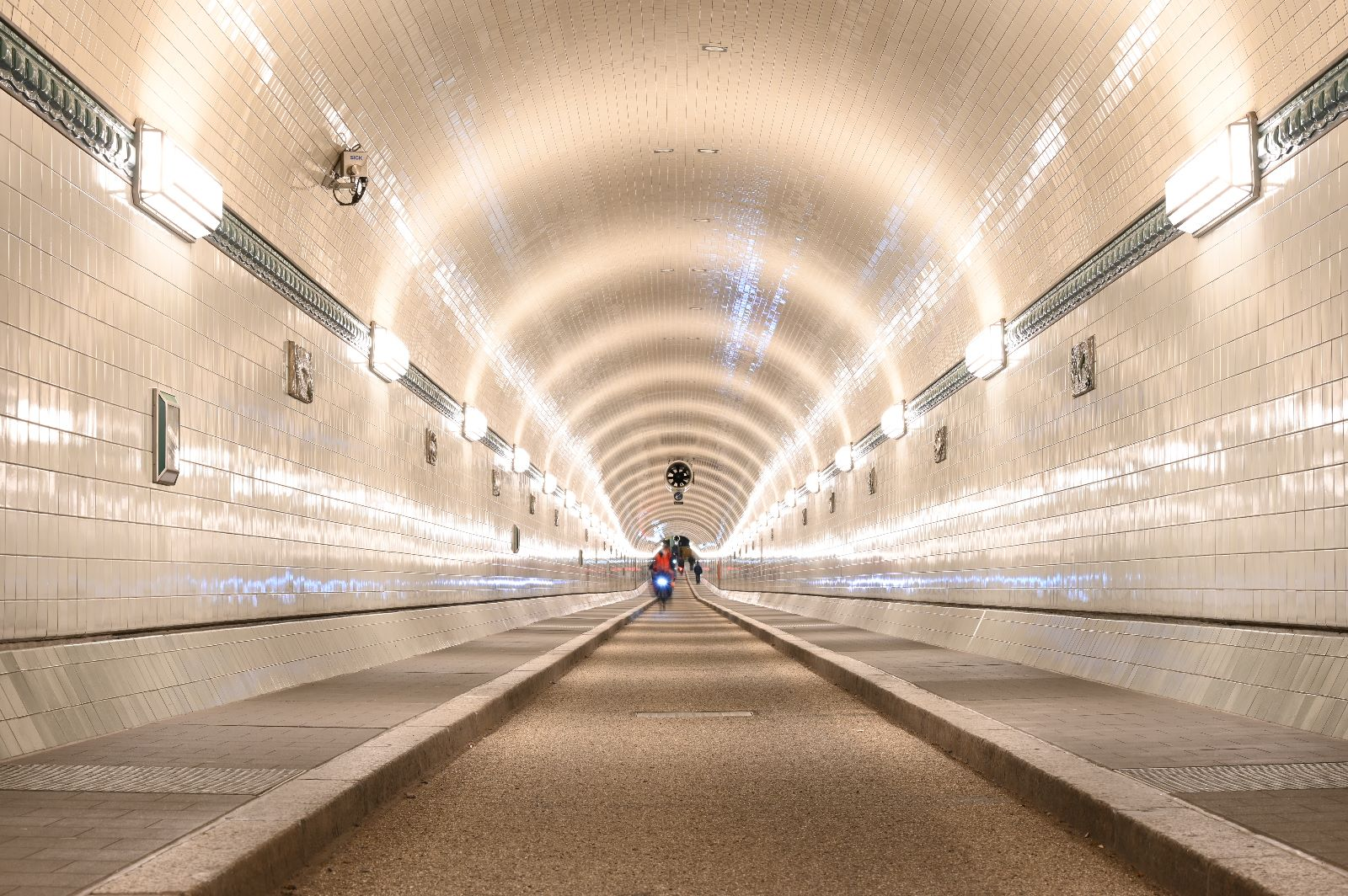
Alter Elbtunnel in Hamburg

Auch für den Hamburg-Tourismus hat der Hafen eine große Bedeutung. Angeboten werden Hafenrundfahrten mit unterschiedlichsten Schiffstypen, angefangen bei einfachen Barkassen bis zu großen Schaufelraddampfern mit Gastronomie. Anziehungskraft haben auch Aussichtspunkte rund um die Elbe (u. a. Altonaer Balkon) oder der Alte Elbtunnel.
Angesichts von Konstruktionsüberlegungen für Containerschiffsgrößen mit einem maximalen Tiefgang von mehr als 16 m wurde das Fahrwasser der Unterelbe insgesamt neunmal, zuletzt bis 2022, vertieft
Aus der Zusammenarbeit mit Niedersachsen und Bremen zum Bau des neuen Containerhafens JadeWeserPort hat sich die Stadt Hamburg nach dem Regierungswechsel 2001 zurückgezogen, weil die im Hamburger Hafen anstehenden Investitionsvorhaben von vordringlicher Bedeutung sind.
In direkter Anbindung an die Speicherstadt und den Innenstadtbereich wird der neue Stadtteil HafenCity bebaut. Das Projekt HafenCity soll auf einer Fläche von 155 Hektar Wohnen, Arbeiten und Unterhaltung ermöglichen. Seit dem ersten März 2008 ist die HafenCity formell ein eigener Stadtteil Hamburgs. Unmittelbar zwischen der historischen Speicherstadt und der Elbe entstehen von Norden nach Süden, von Westen nach Osten 13 Teilquartiere, die die Innenstadt Hamburgs um 40 Prozent vergrößern werden.

#### Luftverkehr

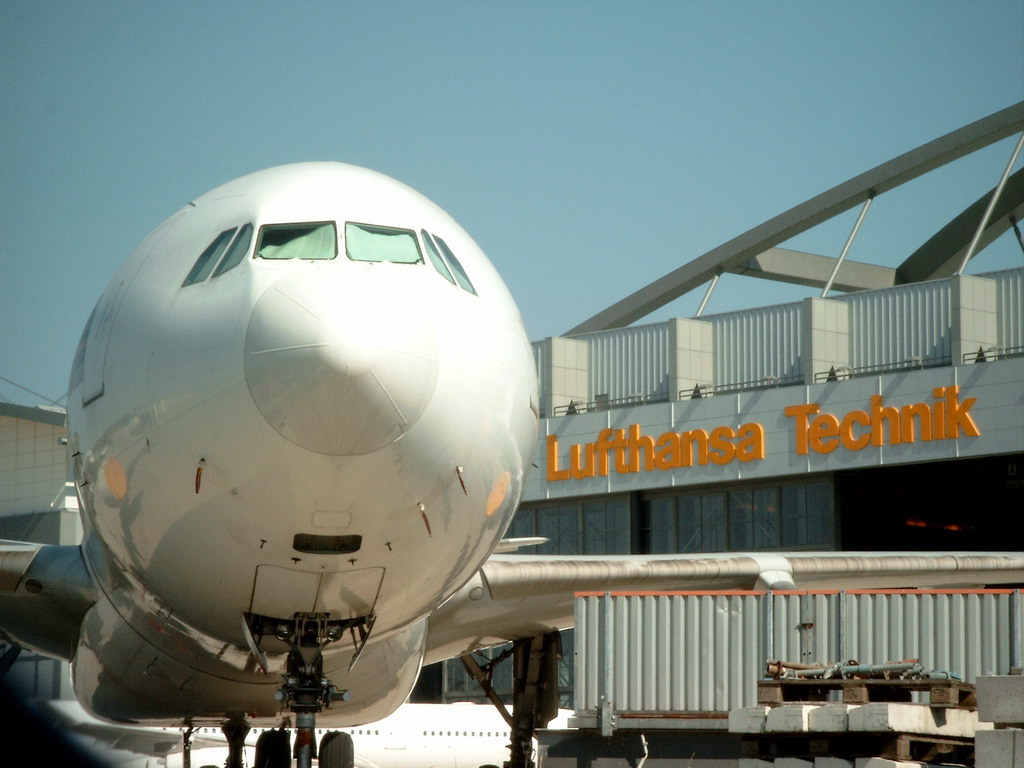
Airbus A340 vor der Lufthansa-Technik-Basis

Der internationale Flughafen Hamburg (HAM) – eigene Bezeichnung Hamburg Airport (seit 2016 mit dem Beinamen Helmut Schmidt) – ist vom Passagieraufkommen der fünftgrößte und der älteste noch in Betrieb befindliche Flughafen Deutschlands. Er wurde 1911 in Fuhlsbüttel bei Hamburg eröffnet und liegt etwa 11 km nördlich des Stadtzentrums. Etwa 60 Fluggesellschaften bedienen 125 Zielflughäfen, darunter auch die Langstreckenziele Dubai und Teheran. Der Flughafen zählt nach einem bis 2008/2009 geführten, umfassenden Ausbauprogramm zu den modernsten in Europa und ist seitdem mit der S-Bahn-Linie S1 an die Innenstadt angeschlossen. Daneben ist er über einige Buslinien des Hamburger Verkehrsverbundes und Fernbuslinien zu erreichen. Zudem wurde die Zahl der PKW-Parkplätze für Besucher auf 12.000 erhöht und die Gastronomie und Einkaufsmöglichkeiten erweitert. Am Flughafen befindet sich auch die Basis der Lufthansa Technik. Wegen der Lärmbelästigung in den relativ dicht besiedelten Einflugschneisen besteht ein Nachtflugverbot. Als Ersatz für den Flughafen Fuhlsbüttel ist seit den 1960er-Jahren der Bau eines neuen Großflughafens in der Nähe von Kaltenkirchen im Gespräch, der bisher nicht realisiert wurde.
Auf dem Gelände der Airbus Operations GmbH (einer Division der Airbus Group, ehemals EADS) – ca. 10 km südwestlich des Hamburger Stadtzentrums – befindet sich der Werksflugplatz Hamburg-Finkenwerder. Dort landen neben den dort endmontierten Maschinen der Airbus-A320-Familie und der zur Lackierung und Innenausrüstung der Kabine aus Toulouse überführten Airbus A380, nur Flugzeuge zur hauseigenen Versorgung, wie der Airbus Beluga sowie Verkehrsflugzeuge, die Werksangehörige von und nach Toulouse bringen.
Der Flughafen Lübeck-Blankensee (LBC) ist mit einer Busverbindung von Hamburg aus erreichbar. Obwohl er rund 70 km von Hamburg entfernt liegt, kommen nach Angaben des Flughafens etwa 40 Prozent der Fluggäste aus Hamburg. Von der Billigfluggesellschaft Ryanair, die von 2005 bis 2014 den Flughafen anflog, wurde er als „Hamburg-Lübeck“ bezeichnet.

### Versorger

#### Wasserversorgung

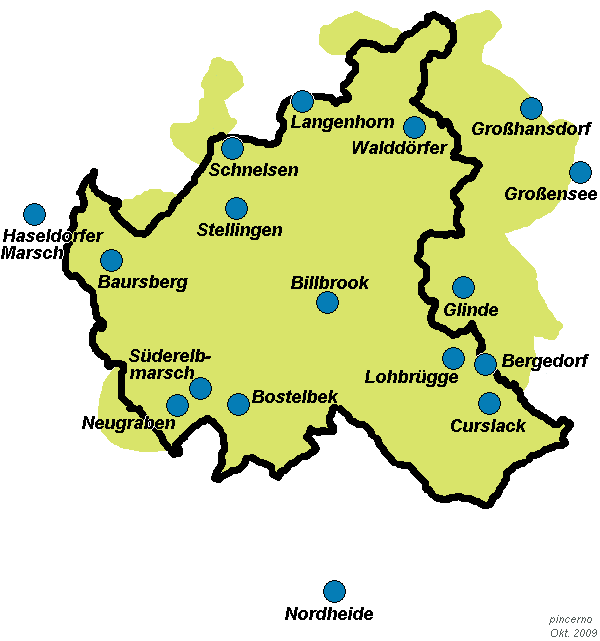
Wasserwerke Hamburg und Umland

Die Trinkwasserversorgung Hamburgs wird durch die 17 Wasserwerke Baursberg, Bergedorf, Billbrook, Bostelbek, Curslack, Glinde, Großensee, Großhansdorf, Haseldorfer Marsch, Langenhorn, Lohbrügge, Hausbruch, Nordheide, Schnelsen, Stellingen, Süderelbmarsch und Walddörfer sichergestellt, die vom Gleichordnungskonzern Hamburg Wasser betrieben werden. Je nach Jahreszeit werden täglich zwischen 250.000 und 400.000 m³ Trinkwasser bereitgestellt.

#### Energieversorgung
In den 1990er-Jahren wurden die Gas-, Strom- und Fernwärmeversorgung der Stadt Hamburg in Gestalt der HeinGas Hamburger Gaswerke GmbH sowie der Hamburgische Electricitäts-Werke AG privatisiert. Von 1974 bis 2001 wurde im Stadtteil Moorburg ein Kraftwerk betrieben, das für die Verbrennung von Gas und Öl ausgelegt war. Dieses Kraftwerk wurde durch das Kohlekraftwerk Moorburg ersetzt, das 2015 in Betrieb genommen und im Juli 2021 stillgelegt wurde.
2022 wurde mit dem Bau einer Fernwärmeleitung zu einem Standort des Kupferproduzenten Aurubis begonnen, mit der Abwärme aus der Kupferproduktion in das Fernwärmenetz eingespeist werden soll. Damit soll ab der Heizperiode 2024/25 der Wärmebedarf von ca. 20.000 Haushalten mit Abwärme gedeckt werden, womit jährlich ca. 100.000 Tonnen des Treibhausgases Kohlenstoffdioxid eingespart werden sollen.

### Industrie

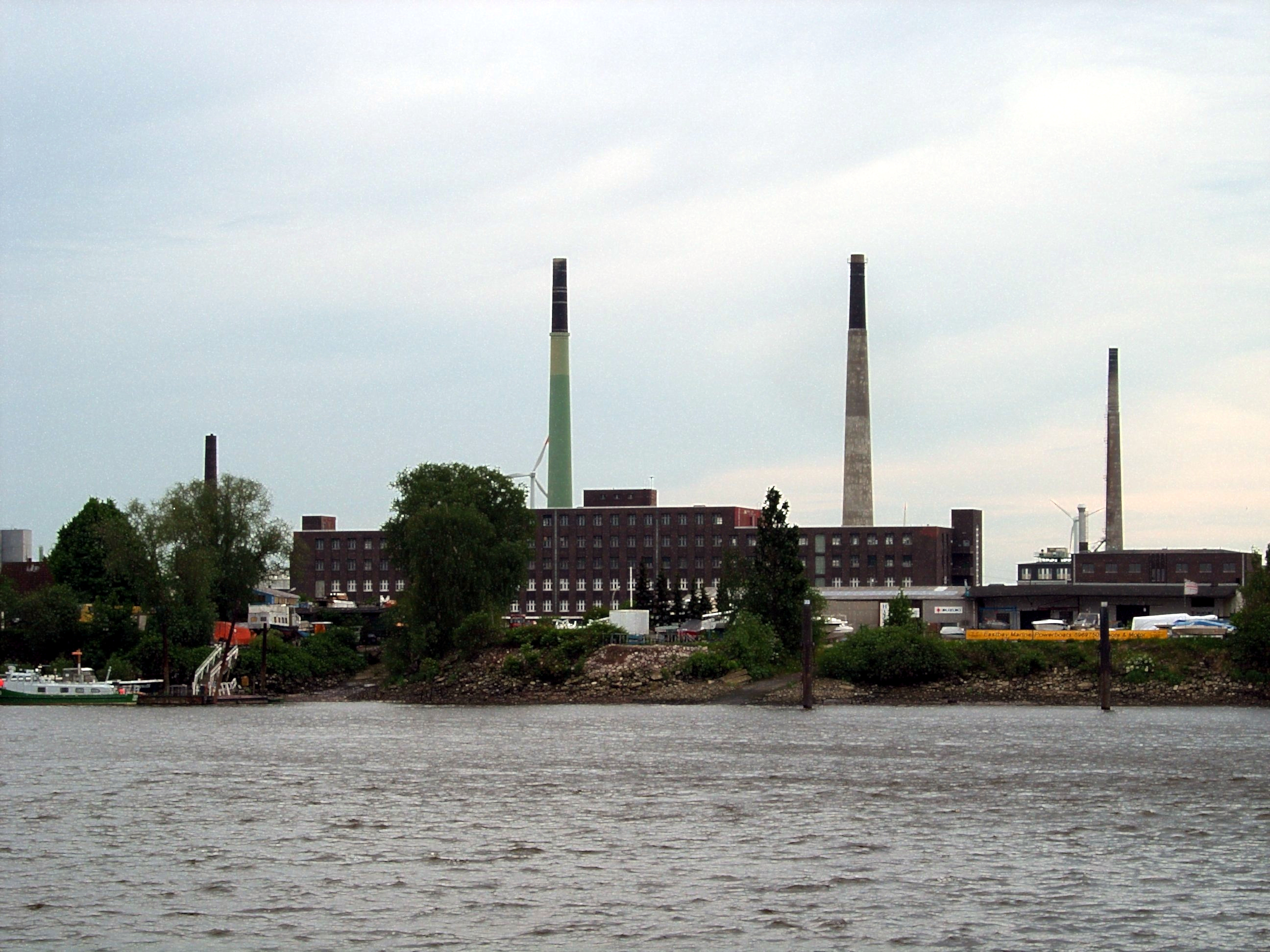
Aurubis AG auf der Peute

Hamburg ist mit dem Airbus-Werk im Stadtteil Finkenwerder der größte deutsche, zweitgrößte europäische (nach Toulouse) und weltweit drittgrößte (nach Seattle und Toulouse) Flugzeugbau-Standort. Einige Zulieferer wie Diehl Aerosystems sind ebenfalls in Hamburg aktiv. Der Werft-Standort Hamburg umfasst unter anderem die größeren Firmen Blohm & Voss sowie J. J. Sietas mit den Tochterunternehmen Norderwerft und Neuenfelder Maschinenfabrik, einem der weltweit führenden Hersteller von Schiffskränen. Auch Schiffbau-Zulieferer wie Muehlhan sind in der Hansestadt ansässig. Die Beiersdorf AG hat nicht nur ihren Sitz in Hamburg, sondern produziert dort auch Produkte der Marken Nivea und Tesa. Das Mercedes-Benz-Werk Hamburg der Mercedes-Benz Group im Stadtteil Heimfeld fertigt Achsen und Komponenten für PKW. Es ging aus dem 1928 gegründeten Vidal & Sohn Tempo-Werk hervor, das u. a. in den 1960er Jahren den Harburger Transporter produzierte. Die Deutschland-Tochter des niederländischen Philips-Konzern, Philips Deutschland GmbH befindet sich in Hamburg, wo unter anderem auch Medizin-Geräte hergestellt werden. Das aus dem Philips-Konzern ausgegliederte Unternehmen NXP Semiconductors produzierte bis 2017 im Stadtteil Lokstedt Halbleiter. Inzwischen ist die Produktion unter dem Namen Nexperia ausgegliedert. NXP betreibt in Lokstedt weiterhin einen Standort für die Erforschung und Entwicklung neuer Halbleiterprodukte. Im Bereich der Rohstoffverarbeitung sind die Aurubis AG auf der Peute (Europas größte Kupferhütte), Trimet Aluminium sowie das Stahlwerk von ArcelorMittal zu nennen. Es existieren Erdölraffinerien der Firmen Holborn, H&R Ölwerke Schindler und Nynas. Die Sasol Wax GmbH betreibt im Hamburger Hafen zwei Produktionsstandorte. Das Maschinenbauunternehmen Körber AG hat seinen Sitz in Hamburg. Zu dem Konzern gehört unter anderem Hauni Maschinenbau, Weltmarktführer bei Maschinen und Anlagen für die Tabakindustrie und damit einer von mehreren sogenannten Hidden Champions in der Hansestadt. Zu ihnen gehören auch die Maschinenbauer Harburg-Freudenberger und BW Papersystems Hamburg (als E.C.H. Will in Hamburg gegründet, inzwischen Produktion in Wedel). Die Hamburger Unternehmen Jungheinrich (produziert allerdings im benachbarten Norderstedt und in Lüneburg) und Still stellen (Flur-)Förderfahrzeuge her. Der Klavier- und Flügelhersteller Steinway & Sons fertigt im Stadtteil Bahrenfeld, der Schreibgerätehersteller Montblanc im benachbarten Eidelstedt. Uhren verlassen die Manufaktur des Herstellers Wempe Chronometerwerke. Der Sägen-Hersteller Dolmar produziert in Jenfeld. Der Agrarprodukte-Konzern Archer Daniels Midland besitzt die Ölmühle Hamburg an der Nippoldstraße und die Palmölmühle der früheren Noblee & Thoerl GmbH in Harburg. Nestlé, Cargill und Ingredion betreiben ebenfalls Produktionsstandorte in Hamburg. Die Holsten-Brauerei braut in Hausbruch Biere.
Lediglich mit der Verwaltung, nicht aber mit Produktionsstandorten in Hamburg vertreten sind die Nahrungsmittelhersteller Unilever (Deutschland-Zentrale) und Carl Kühne KG sowie die Windenergieanlagen-Hersteller Senvion und Nordex.

### Dienstleistungen

#### Tourismus

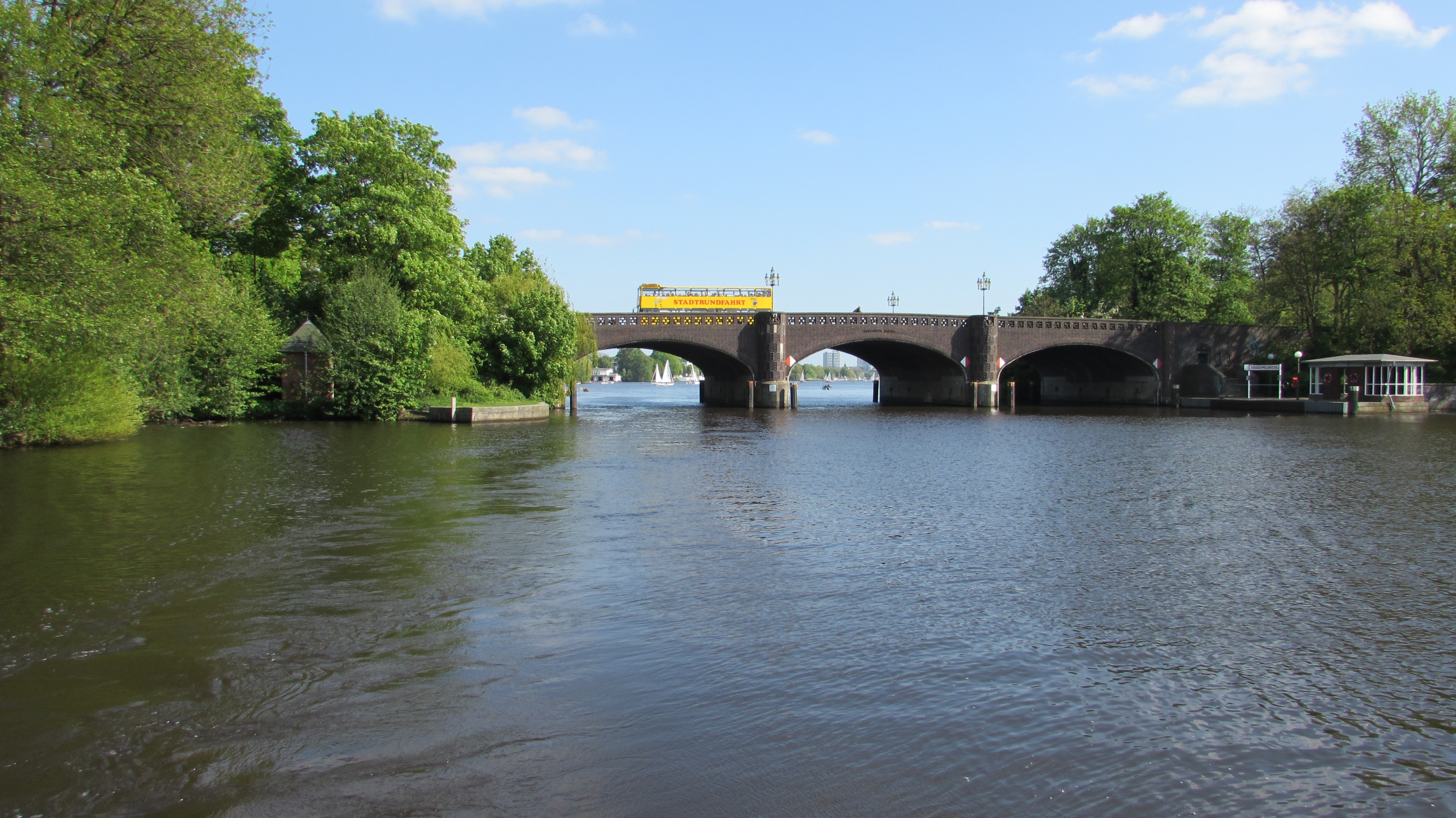
Stadtrundfahrt-Bus auf der Krugkoppelbrücke

Hamburg ist das am schnellsten wachsende Tourismusziel in Europa der vergangenen zehn Jahre (Stand 2017). Zwischen 2008 und 2018 stieg die Zahl der Übernachtungen um 88 %. Im Jahr 2018 verbrachten 7,2 Millionen Gäste 14,5 Millionen Nächte in den 397 gewerblichen Beherbergungsbetrieben Hamburgs. Die durchschnittliche Aufenthaltsdauer betrug zwei Nächte. So waren die meisten der 6,2 Millionen Besucher der Stadt im Jahr 2015 Deutsche, während etwa 1,39 Millionen aus dem Ausland kamen.
Entsprechend der steigenden Übernachtungs- und Gästezahlen nahm auch das Angebotsvolumen (Bettenzahl) seit 2008 stetig zu, was wiederum für die Bedeutung Hamburgs als attraktiven Standort für den Tourismus und die entsprechenden Investitionen spricht. Trotz der Vielzahl neuer Betriebe und Betten kann die Bettenauslastung auf einem stabilen Niveau gehalten werden. Für 2018 ergibt sich eine durchschnittliche Bettenauslastung von 58,8 %.
Seit 2013 erhebt Hamburg eine Kultur- und Tourismustaxe, die zu 100 Prozent in touristische, kulturelle und sportliche Projekte investiert wird.
Hamburg ist die deutsche Stadt mit den meisten 5-Sterne-Hotels.

#### Medien
Unter anderem werden Der Spiegel, Stern und Die Zeit in Hamburg produziert. Zahlreiche Verlage, darunter die Großverlage Gruner + Jahr sowie die Bauer Verlagsgruppe, die Verlagsgruppe Milchstrasse (mittlerweile Teil des Burda-Verlags) und der Jahreszeiten-Verlag, haben hier ihren Sitz. Auch Axel-Springer kommt ursprünglich aus Hamburg, hat aber seit 1966 seinen Hauptsitz in Berlin. Insgesamt wird gut die Hälfte aller überregionalen Presseprodukte Deutschlands in Hamburg produziert. Zwei bedeutende Tiefdruckereien befinden sich im Großraum Hamburg. Dies sind Gruner Druck, Itzehoe, und die Axel Springer Tiefdruckerei, Ahrensburg, die der prinovis angehören. Außerdem hat die Deutsche Presse-Agentur (dpa) ihren Sitz in der Hansestadt. Die ARD-Redaktion für Nachrichten und Zeitgeschehen ARD-aktuell produziert auf dem NDR-Gelände in Lokstedt unter anderem die Tagesschau, die Tagesthemen und Tagesschau24, das Informationsprogramm innerhalb der Senderfamilie der ARD.
Hamburg ist traditionell Sitz zahlreicher Firmen aus der Musikbranche, allen voran der Deutschlandzentrale von Warner Music sowie Edel Music. Trotzdem verlor die Stadt im Sommer 2002 Universal Music und den Deutschen Phonoverband an Berlin. Der ausschlaggebende Grund, die Subventionierung des Umzugs durch Berlin, zog seitens Hamburg Kritik nach sich, da Berlin seinen Haushalt mit Hilfe des Länderfinanzausgleiches stützt, in den unter anderem Hamburg einzahlte – Hamburg hätte damit in gewisser Hinsicht die Abwanderung selbst bezahlt. Allerdings hatte Hamburg einst von der Teilung Berlins und dem teilungsbedingten Zuzug zahlreicher Unternehmen – nicht nur beim Steueraufkommen – erheblich profitiert.
Weiterhin ist Hamburg Hauptsitz des Norddeutschen Rundfunks (NDR) und seiner (über die NDR Media GmbH) Enkeltochtergesellschaft Studio Hamburg, die zahlreiche Fernsehsendungen und auch Filme entweder selbst produziert, synchronisiert oder ihre Kapazitäten zur Verfügung stellt. Außerdem ist Hamburg Sitz eines ZDF-, RTL- sowie Sat.1-Landesstudios sowie des regionalen Fernsehsenders Hamburg 1.
Um die Belange der örtlichen, nationalen, wie auch internationalen Filmwirtschaft kümmert sich von staatlicher Seite die Filmförderung Hamburg Schleswig-Holstein.
Die Sitze zahlreicher international renommierter Werbeagenturen wie Scholz & Friends, Jung von Matt, TBWA, Zum goldenen Hirschen, Kolle Rebbe, Grabarz&Partner und Designagenturen, darunter Peter Schmidt Group, Landor Associates und Factor Design, machen Hamburg zu einem überregionalen Standort der Werbe- und Designbranche.

#### Informations- und Telekommunikationssektor
Der Informations- und Telekommunikationssektor (IT-Sektor) gehört zu den Branchen, die den Wirtschaftsstandort Hamburg prägen. Die Zahl der Unternehmen hat sich seit 1996 auf fast 8000 mehr als verdoppelt, und die Branche beschäftigt ca. 45.000 Mitarbeiter (Stand 2. Halbjahr 2006). Hamburg ist einer der zentralen IT-Standorte Deutschlands.
Die Branchenstruktur der Hamburger IT-Unternehmen gliedert sich in die Sektoren Multimedia, Geräteherstellung, Telekommunikation, Hard- und Softwareberatung und DV-Dienste. Die anteilsmäßig größten Zuwächse der letzten Jahre im IT-Sektor verzeichnet der Multimediawirtschaftszweig. Die Zahl der ihr zugehörigen Unternehmen ist seit dem Jahr 2000 um über 50 Prozent auf 2227 Unternehmen angewachsen (Stand 2. Halbjahr 2006). Zu den bekanntesten Internetdienstleistern der Elbmetropole gehören unter anderem SinnerSchrader, Immonet oder Tipp24.
Seit der Jahrtausendwende haben sich in Hamburg vermehrt Unternehmen im Bereich der sozialen Medien angesiedelt. Unter anderem haben Xing, ElitePartner und Parship ihren Hauptsitz in Hamburg. Unternehmen wie Google, Facebook, Twitter, Yelp und Dropbox unterhalten Niederlassungen in Hamburg.
Mit der Freenet Group hat auch ein großer deutscher Telekommunikationsdienst- und Internetanbieter in Hamburg seinen Standort. Des Weiteren umfasst die Multimedia-Branche Hamburgs Online-Vermarkter wie beispielsweise Bauer Media und Quality Channel sowie international bekannte Suchmaschinen wie Google Germany GmbH.
Ein weiterer Bereich der Multimedia-Branche ist die Videospiel-Branche. Zahlreiche Publisher haben sich angesiedelt, (zum Beispiel dtp entertainment, Codemasters, Eidos, Bigpoint, InnoGames, Goodgame Studios). Darüber hinaus haben Anbieter mobiler Entertainment-Inhalte (zum Beispiel Fishlabs Entertainment) ihren Sitz in der Hansestadt.
Mit 1.900 Unternehmen sind die Software-Unternehmen am zweitstärksten in der Hamburger IT-Wirtschaft vertreten (Stand 2. Halbjahr 2006). In Hamburg sind einige der größten internationalen und deutschen Software-Unternehmen angesiedelt, darunter IBM, Lufthansa Systems, Oracle, Adobe Inc., Logica sowie die SAP.
Die Rolle Hamburgs als Medienstadt kommt der IT-Branche entgegen und ermöglicht Synergien mit den verschiedenen Mediengattungen. Hamburger Institutionen wie die Behörde für Wirtschaft, Verkehr und Innovation, die Hamburgische Gesellschaft für Wirtschaftsförderung mbH und Unternehmen der IT- und Medien-Branche haben sich in der Initiative Hamburg@work zusammengeschlossen, um die Zusammenarbeit der beiden Sektoren zu unterstützen und Neuankömmlingen einen Branchen-Überblick zu geben.

#### Finanzdienstleistungen

##### Banken
Hamburg ist der bedeutendste Bankenplatz im norddeutschen Raum. Eine von neun Hauptverwaltungen der Deutschen Bundesbank befindet sich in der Willy-Brandt-Straße (ehemals Ost-West-Straße) in Hamburg. Sie ist für die Länder Hamburg, Mecklenburg-Vorpommern und Schleswig-Holstein zuständig. Außerdem ist die älteste deutsche Münzprägeanstalt, die Hamburgische Münze mit dem Münzzeichen „J“, in Hamburg beheimatet.
Zum öffentlichen Bankensektor gehört neben der HSH Nordbank AG (ehemals: Hamburgische Landesbank), die einen ihrer zwei Hauptsitze in der Hansestadt hat, mit der Hamburger Sparkasse (HASPA) auch die größte deutsche Sparkasse. Als weiteres, deutlich kleineres Institut hat die Sparkasse Harburg-Buxtehude ihren Sitz in Hamburg. Auch der Dachverband für Hamburg und Bremen, der Hanseatische Sparkassen- und Giroverband, befindet sich in Hamburg.
Die genossenschaftliche Bankengruppe ist in Hamburg mit der überregionalen DZ Hyp AG (der früheren DG HYP) sowie den regionalen Instituten Hamburger Volksbank und Sparda-Bank Hamburg vertreten. Weitere Genossenschaftsbanken mit Sitz in Hamburg sind die MKB Mittelstandskreditbank AG, die Edekabank AG und die NetBank AG.
Auch Großbanken haben Hamburger Wurzeln, die Deutsche Bank mit der Norddeutschen Bank, die Unicredit Bank/Hypovereinsbank mit der Vereins- und Westbank und die UBS mit dem Bankhaus Schröder, Münchmeyer, Hengst & Co. Die Commerzbank hatte in der Anfangszeit als Commerz- und Disconto-Bank sogar ihren Sitz in Hamburg.
Traditionell sind bedeutende Privatbanken in Hamburg beheimatet. Mit der M. M. Warburg Bank hat eine der größten Privatbanken Deutschlands ihren Sitz in Hamburg. Weitere Hamburger Privatbanken sind Joh. Berenberg, Gossler & Co. KG, Bankhaus Wölbern & Co., Donner & Reuschel (zur Signal-Iduna Gruppe), Bankhaus Marcard, Stein & Co, Otto M. Schröder Bank AG, Goyer & Göppel und die Sutor Bank (ehemals Max Heinr. Sutor oHG).
Zusätzlich hat die Bank des Otto-Versand, die Hanseatic Bank, ihren Sitz in Hamburg. Aufgrund Hamburgs internationaler Bedeutung als Handelsplatz sind zahlreiche ausländische Banken mit einer Niederlassung in Hamburg vertreten. In einer Rangliste der wichtigsten Finanzzentren weltweit belegte Hamburg im Jahr 2018 den 29. Platz und den zweiten in Deutschland.

##### Versicherungen
Hamburg ist mit 21.850 Beschäftigten nach München und Köln drittgrößter Versicherungsstandort in Deutschland. Der Versicherungsplatz ist mit rund 300 Versicherungsgesellschaften insbesondere von mittelständischen Versicherungsgesellschaften, Versicherungsmaklern und -vermittlern geprägt, wie der Signal Iduna Gruppe einschließlich des Deutschen Rings, der HanseMerkur Versicherungsgruppe, der neue leben, der Hamburger Pensionskasse von 1905, des größten deutschen Versicherungsmaklers Aon Jauch & Hübener und des größten deutschen inhabergeführten Versicherungsmaklers Funk Gruppe.
Große Versicherungskonzerne sind zwar nicht mit ihrem Konzernsitz, wohl aber mit wichtigen Konzernteilen in Hamburg vertreten. Der Allianz Versicherungskonzern mit dem Kreditversicherer Euler Hermes, die Münchener Rück mit der Ergo Lebensversicherung (ehemals Hamburg-Mannheimer), die Generali-Gruppe mit Volksfürsorge und Advocard Rechtsschutzversicherung, die R+V Versicherung mit Condor und KRAVAG und die Bâloise mit der Deutscher Ring Versicherungsgruppe.
Hamburg ist Sitz der Techniker Krankenkasse, der deutschlandweit größten Krankenkasse innerhalb der gesetzlichen Krankenversicherung, und der Continentale Betriebskrankenkasse, DAK-Gesundheit und Hanseatischen Krankenkasse.
Die sehr lange Tradition der Versicherungswirtschaft in Hamburg wird durch das älteste Versicherungsunternehmen der Welt, die 1676 gegründete Hamburger Feuerkasse und eine von nur drei Versicherungsbörsen weltweit, die mit der Vermittlung und dem Abschluss von Versicherungsverträgen seit Gründung der Hamburger Börse 1558 zum Börsengeschäft gehört, unterstrichen.
Der Versicherungsstandort Hamburg wird durch den Sitz der GDV Dienstleistungs-GmbH des Gesamtverband der Deutschen Versicherungswirtschaft, dem Verband Deutscher Versicherungsmakler, dem 1982 in Hamburg gegründeten und nun im Umland beheimateten Bund der Versicherten und dem börsenähnlichen Policenhandel (Handel mit bestehenden Lebens- und Rentenversicherungspolicen) der BÖAG Börsen in Hamburg abgerundet.

#### Handel

##### Börse
Die Hamburger Börse wurde 1558 als erste Börse in Deutschland und vierte in Europa gegründet. Sie hat heute keine nennenswerte Bedeutung mehr für den Aktienhandel, konnte jedoch als BÖAG ein eigenes Profil entwickeln und spezialisierte sich seit Beginn des 21. Jahrhunderts auf den Handel mit Fondsanteilen.

##### Messen und Kongresse

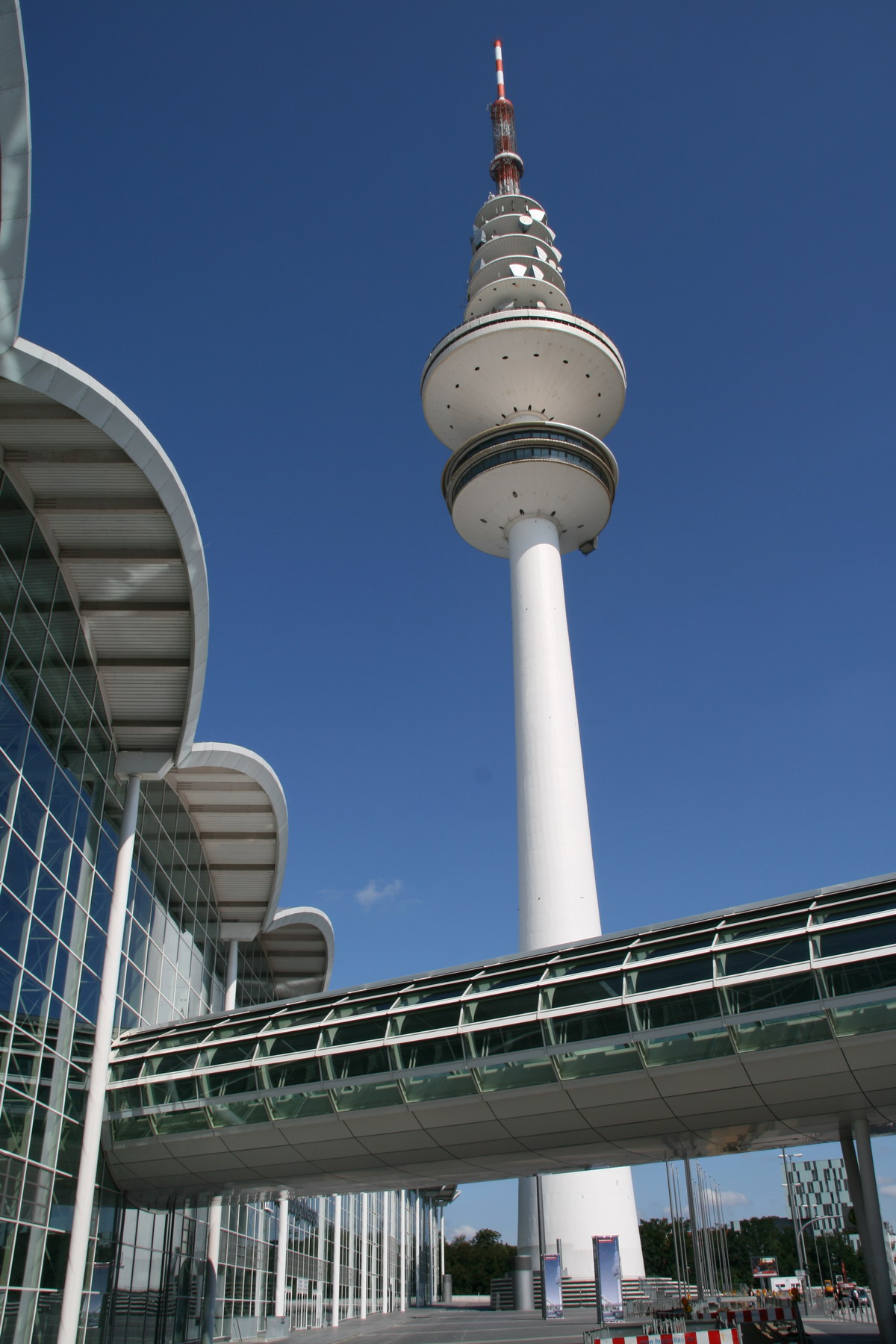
Neue Messehalle mit Heinrich-Hertz-Fernsehturm

Hamburg wird zu den führenden Kongressorten weltweit gezählt. Das Congress Center Hamburg (CCH) wurde 1973 als Deutschlands erstes Kongress- und Tagungszentrum zusammen mit einem Hotelturm, Hamburgs höchstem Haus, neben dem Dammtorbahnhof eröffnet. Mit einem 2008 beendeten Ausbau auf 23 Säle mit 12.500 Sitzplätzen und einer multifunktionalen Ausstellungshalle mit 7000 Quadratmetern hofft die Stadt unter die weltweit ersten zehn Kongressorte vorzurücken. Jährlich finden dort etwa 400 Kongresse, Veranstaltungen und Konzerte statt.
Nahe dem CCH und über einen überdachten Gang durch den Park Planten un Blomen erreichbar, befindet sich das Hamburger Messegelände. Die Hamburg Messe wurde bis zum Jahr 2008 auf elf Messehallen mit einer Fläche von 87.000 Quadratmetern erweitert. Über eine Million Besucher verzeichnen die etwa 45 Messen und anderen Veranstaltungen pro Jahr. Darunter international bedeutende Fachmessen wie die traditionsreiche Internorga (Hotellerie- und Gastronomie-Fachmesse) oder die Weltleitmesse der Schifffahrtsindustrie SMM (Shipbuilding, Machinery & Marine technology), die publikumsstarke Bootsausstellung hanseboot, die 2009 zum 50. Mal stattfand.
Bei der Auslastung der Messeflächen war die Hamburg Messe im Jahr 2008 in Deutschland führend. Einschließlich der Flächen des CCH stehen insgesamt 107.000 Quadratmeter an Ausstellungsflächen zur Verfügung, die von der städtischen Hamburg Messe und Congress GmbH vermarktet werden.

##### Einzelhandel
Neben dem Außenhandel mit Ein- und Ausfuhr sowie dem Großhandel ist der Einzelhandel von Bedeutung. Die Geschäfte für den Massenkonsum liegen in der Spitalerstraße und der Mönckebergstraße. Sehr unterschiedliche Geschäfte findet man in der Straße Neuer Wall. Wegen des nassen Wetters in Hamburg wurde ein Netz von Einkaufspassagen aufgebaut. Sie führen von der Shoppingpassage am Mönckebergbrunnen zur Europa Passage, zum Kaufmannshaus, zum Hanseviertel bis zur Gänsemarktpassage und andere wetterfeste Passagen.

### Institutionen, öffentliche Einrichtungen und Stiftungen
Die bedeutendste Einrichtung der Vereinten Nationen in Deutschland, der Internationale Seegerichtshof, residiert in Hamburg. Er wurde 1982 eingerichtet. In ihrem Gebäude an der berühmten Elbchaussee amtieren die UN-Richter seit 1996.
Weiterhin ist Hamburg unter anderem Sitz folgender Institutionen:
- Bundesforschungsanstalt für Fischerei (BFAFi)
- Bundesamt für Seeschifffahrt und Hydrographie (BSH) (vormals: Deutsches Hydrographisches Institut (DHI))
- Deutscher Wetterdienst (DWD; Seewetteramt)
- Bernhard-Nocht-Institut für Tropenmedizin (BNI)
- Leibniz-Institut für Virologie (LIV)
- Deutsches Elektronen-Synchrotron (DESY)
- Gewerkschaft Nahrung-Genuss-Gaststätten (NGG)
- Greenpeace Deutschland
- Stiftung Schifffahrtsstandort Deutschland

Hamburg ist unter anderem Sitz folgender Gerichte:
- Hamburgisches Verfassungsgericht
- Ordentliche Gerichtsbarkeit: Hanseatisches Oberlandesgericht (HansOLG), Landgericht Hamburg
- Verwaltungsgerichtsbarkeit: Hamburgisches Oberverwaltungsgericht, Verwaltungsgericht Hamburg
- Finanzgerichtsbarkeit: Finanzgericht Hamburg
- Arbeitsgerichtsbarkeit: Landesarbeitsgericht Hamburg, Arbeitsgericht Hamburg
- Sozialgerichtsbarkeit: Landessozialgericht Hamburg, Sozialgericht Hamburg

Ferner sind in Hamburg drei Hauptzollämter (Hamburg-Hafen, Hamburg-Jonas und Hamburg-Stadt), zwei Bundespolizeiinspektionen (1. Hamburg mit den Bundespolizeirevieren Hamburg-Hauptbahnhof, Hamburg-Altona und Hamburg-Harburg sowie 2. Flughafen Hamburg), ein Dienstsitz der Generalzolldirektion, ein Prüfungsamt des Bundes, ein Wasser- und Schifffahrtsamt und ein Zollfahndungsamt sowie drei von neun Berufsgenossenschaften angesiedelt.
Mit der Führungsakademie und der Helmut-Schmidt-Universität/Universität der Bundeswehr Hamburg befinden sich zudem zwei bedeutende Dienststellen der Bundeswehr in Hamburg.
Aus alter Hamburger Tradition geben einige der reichen Bürger als Mäzen ihrer Stadt etwas von ihrem Reichtum zurück, so dass es in Hamburg mehr als 1400 Stiftungen gibt, die das Leben in allen Lebensbereichen der Stadt unterstützen – auch dies ist ein Rekord in Deutschland.

#### Feuerwehr
Hamburg verfügt über eine Berufsfeuerwehr mit 23 Feuerwachen und 34 Rettungswachen sowie 86 Abteilungen der Freiwilligen Feuerwehr.

#### Bildung und Forschung
Bildung

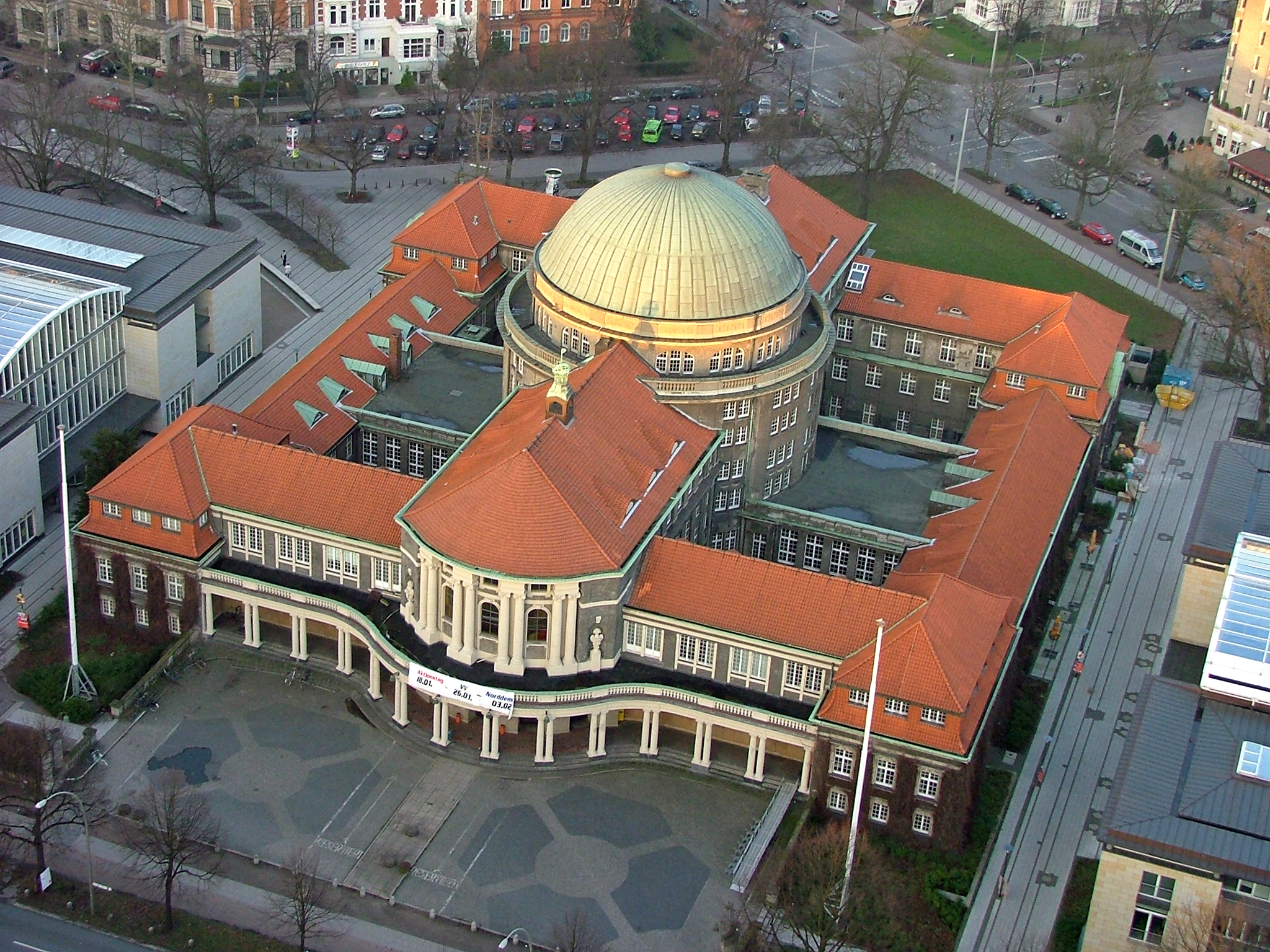
Hauptgebäude der Universität Hamburg

Hamburg bietet neben seinen allgemein- und berufsbildenden Schulen spezielle Sonderschulen wie zum Beispiel die Sprachheilschulen sowie 19 Hochschulen. 2012 waren in Hamburg 222.700 Schüler an 218 Grund- und 297 weiterführenden Schulen gemeldet, hinzu kamen 19.300 Schüler an 95 privaten Schulen. Die Hoch- und Fachschulen besuchten 75.514 Studenten.
2010 wurden 64.044 Schüler an 178 berufsbildenden Schulen unterrichtet. 2012 beschäftigte die Stadt Hamburg 12.256 Lehrkräfte. Das Durchschnittsalter lag 2011 bei 46,02 und wird aufgrund vieler Neueinstellungen in den nächsten Jahren weiter sinken. Hamburg war damals das einzige deutsche Land mit einem wachsenden Schulsystem. Im restlichen Bundesgebiet sanken die Schülerzahlen und damit der Bedarf an Lehrkräften. Der Senat stellte deshalb von 2013 bis 2019 zusätzliche zwei Milliarden € für Sanierungen, Neu- und Umbauten zur Verfügung. 2012 wurden mehr als 10.000 Kinder in über 400 Containern unterrichtet.
Forschung
An der Grenze zwischen Hamburg und Schleswig-Holstein ist der europäische Röntgenlaser European XFEL entstanden. Das Forschungszentrum Deutsches Elektronen-Synchrotron (DESY) hat für die internationale Forschungseinrichtung den auf Supraleiter-Technik ausgelegten 1,7 km langen Teilchenbeschleuniger gebaut. Der Freie-Elektronen-Laser für Röntgenlicht (XFEL steht für X-ray free-electron laser) beschleunigt Elektronen auf sehr hohe Energien und regt sie anschließend zur Aussendung von hochintensiven Röntgenlaserblitzen an. Die einzigartigen Röntgenlaserblitze des XFEL eröffnen völlig neue experimentelle Möglichkeiten in der Strukturbiologie, der Chemie, der Physik und der Materialforschung. 2009 wurde mit seinem Bau begonnen, die Inbetriebnahme erfolgte 2016. Rund um die Trabrennbahn Bahrenfeld entsteht bis 2040 die Science City.

#### Gesundheit
Ende 2014 waren in Hamburg 12.197 Ärzte, 1.906 Zahnärzte (2013) und 1.445 Apotheker (2013) berufstätig. In den vergangenen Jahren ist die Anzahl der Ärzte insgesamt auf 18.526 gestiegen, die Zahl der Zahnärzte jedoch auf 1.790 gesunken. 2015 standen in 52 (2013) Hamburger Krankenhäusern 12.407 Betten zur Verfügung, es wurden ca. 502.000 Patienten stationär behandelt. Die Bettenauslastung betrug 83,7 % und die durchschnittliche Verweildauer sank von 7,7 Tagen im Jahr 2014 auf 7,5 Tage (2015). Insgesamt waren 2013 28.761 Personen in den Hamburger Kliniken beschäftigt. Die Zahl der Beschäftigten ist in den vergangenen Jahren deutlich gestiegen. Zum Jahresende 2022 waren rund 37.000 Personen in Hamburger Krankenhäusern beschäftigt.
Im Vergleich der Bundesländer war Hamburg 2017 das Bundesland, das bundesweit unter Frauen die höchste Suizidrate hatte.